# Kielce
Kielceⓘ é uma cidade com direitos de condado no sudeste da Polônia. É a capital da voivodia de Santa Cruz. Situada nas montanhas Świętokrzyskie, às margens do rio Silnica, historicamente na Pequena Polônia. Parte central da aglomeração de Kielce, é um centro regional econômico, científico, cultural e de exposições. Estende-se por uma área de 109,7 km², com 181 211 habitantes, segundo o censo de 31 de dezembro de 2024, com uma densidade de 1 670 hab./km².
Kielce recebeu um foral de cidade antes de 1259. No último quarto do século XVI, estava localizada no condado de Chęcin, na voivodia de Sandomierz, e era propriedade do Bispado de Cracóvia.
Nos anos de 1841 a 1844 e de 1867 a 1917, foi a capital da gubernia de Kielce, enquanto nos anos de 1919 a 1939 e de 1945 a 1998 foi a capital da voivodia de Kielce.

## Localização
Kielce está localizada nas montanhas Świętokrzyskie. As cordilheiras Kadzielnia e Dymińskie estão localizadas na cidade. Kielce é atravessada pelo pequeno rio Silnica, um afluente do lado esquerdo do rio Bobrza. Há várias reservas naturais cuja área inclui afloramentos geológicos, locais de fenômenos cársticos, perfis de solo característicos, exemplares de erosão ou vestígios de antigas minas e reservas naturais paisagísticas na cidade, incluindo Kadzielnia, Karczówka, Ślichowice, Wietrznia, Biesak-Białogon. Além disso, os limites administrativos da cidade incluem uma grande parte do Parque Paisagístico Chęcińsko-Kielecki. Histórica e culturalmente, Kielce fica na Pequena Polônia, na região de Sandomierz. A fala característica dessa região é o chamado dialeto de Kielce, falado pelos habitantes das partes sul e central da região. A cidade é caracterizada por uma considerável diferença de altitude — de 260 (vale do Silnica) a 408 m acima do nível do mar (colina Telegraf).

## História

### Toponímia

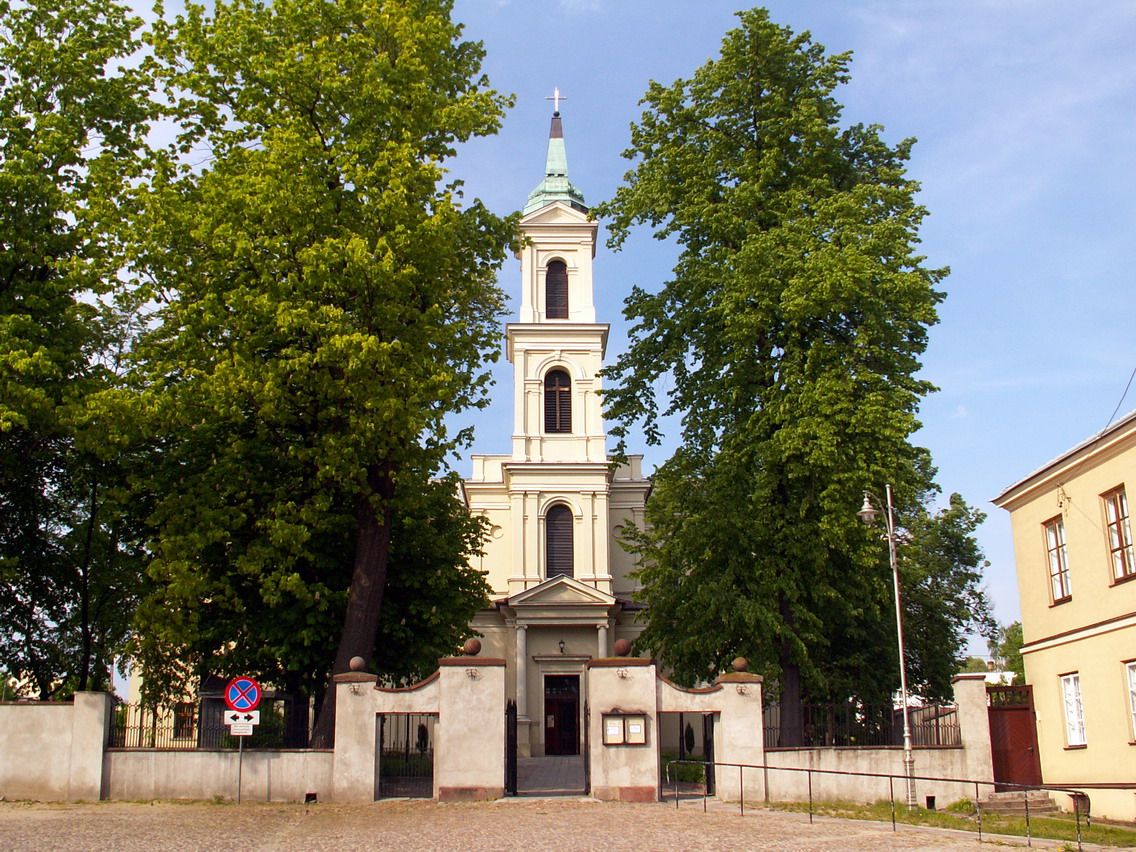
Igreja de Santo Adalberto

A lenda liga a fundação de Kielce a Mieszko, filho de Boleslau, o Generoso. Há mais de 900 anos, no local onde hoje está situada a capital da voivodia de Santa Cruz, havia florestas intransponíveis repletas de caça, o que atraía caçadores. Mieszko também caçava aqui. Quando, em busca de caça, ele perdeu seus companheiros, cavalgou até uma clareira desconhecida e, exausto, adormeceu na grama. Ele sonhou que havia sido atacado por bandidos que estavam tentando colocar veneno em sua boca. Quando estava começando a perder as forças, Santo Adalberto apareceu de repente, ergueu seu cajado e desenhou um caminho sinuoso no chão, que se transformou em um fluxo de água. Mieszko acordou e viu uma fonte próxima. A água nela era saborosa e límpida, exatamente como em seu sonho. Ele sentiu uma nova onda de força e rapidamente encontrou sua comitiva. Dirigindo para longe da clareira, Mieszko notou as enormes presas brancas de um animal desconhecido, talvez um javali. Ele anunciou que construiria um castelo com uma igreja nesse local. Logo um assentamento foi construído no coração da floresta. A igreja de Santo Adalberto foi erguida em uma clareira, e o riacho cuja água restaurou as forças do príncipe foi chamado de Silnica. O assentamento foi batizado de Kiełce em memória das misteriosas presas encontradas no local. Com o tempo, o nome foi transformado em Kielce.
A teoria etimológica provável deriva o nome da cidade do substantivo polonês antigo kielce (plural de kielec), que significa “brotos de plantas” e se refere à terra pantanosa na qual cresciam salgueiros de baixa altura (“kiełkowała”).

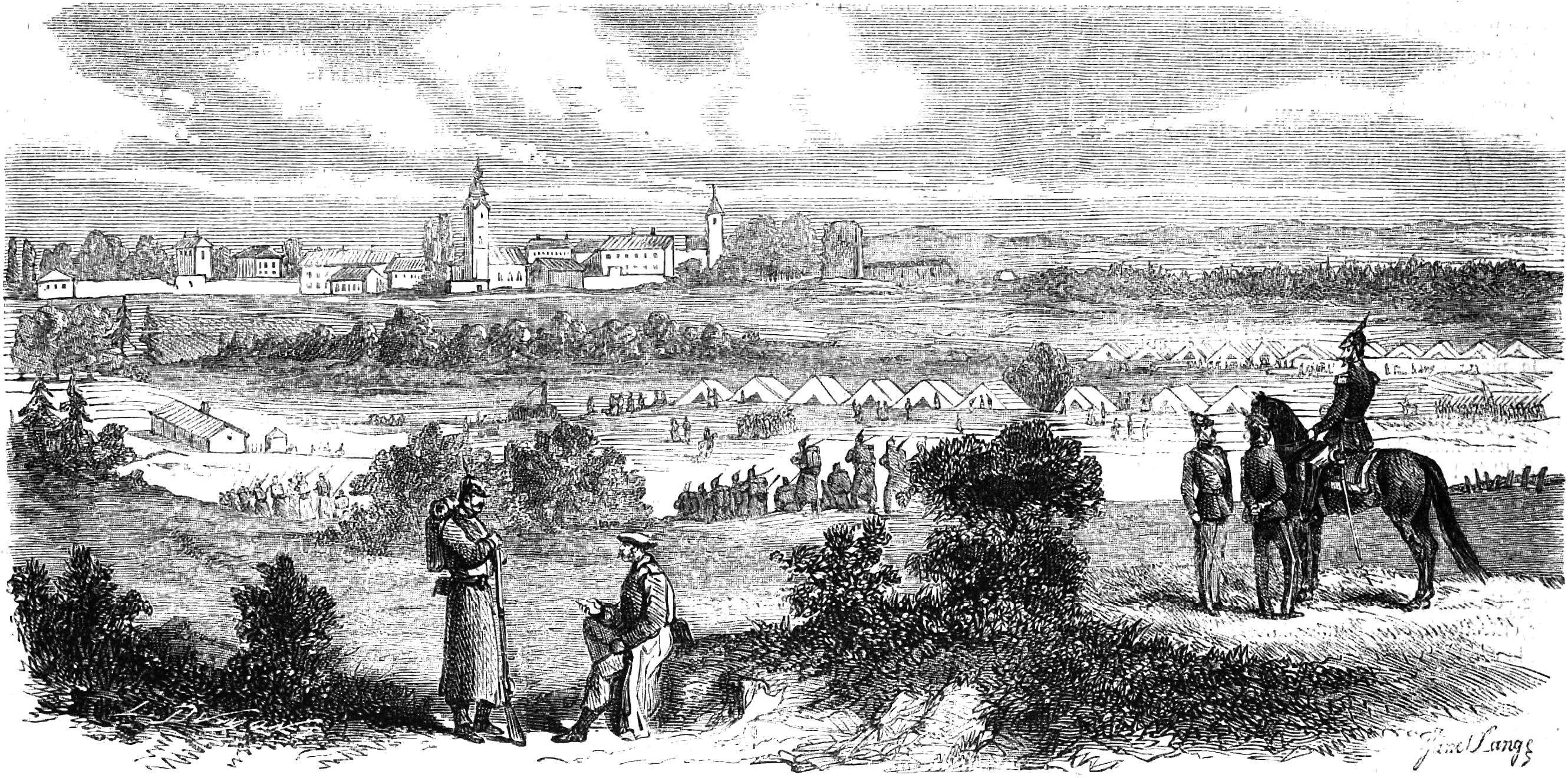
Acampamento do exército russo perto de Kielce durante a Revolta de Janeiro em 1863

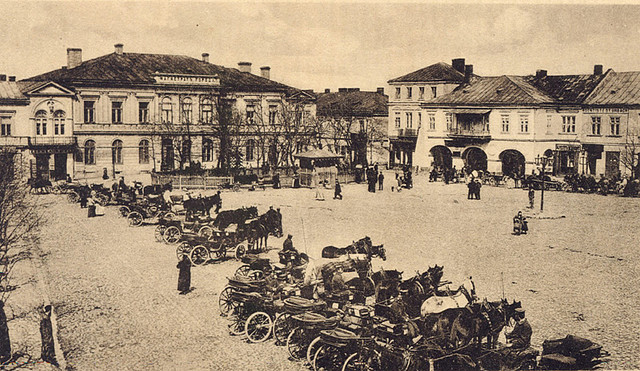
Praça principal de Kielce no início do século XX

Józef Piłsudski com sua equipe em Kielce, em 1914

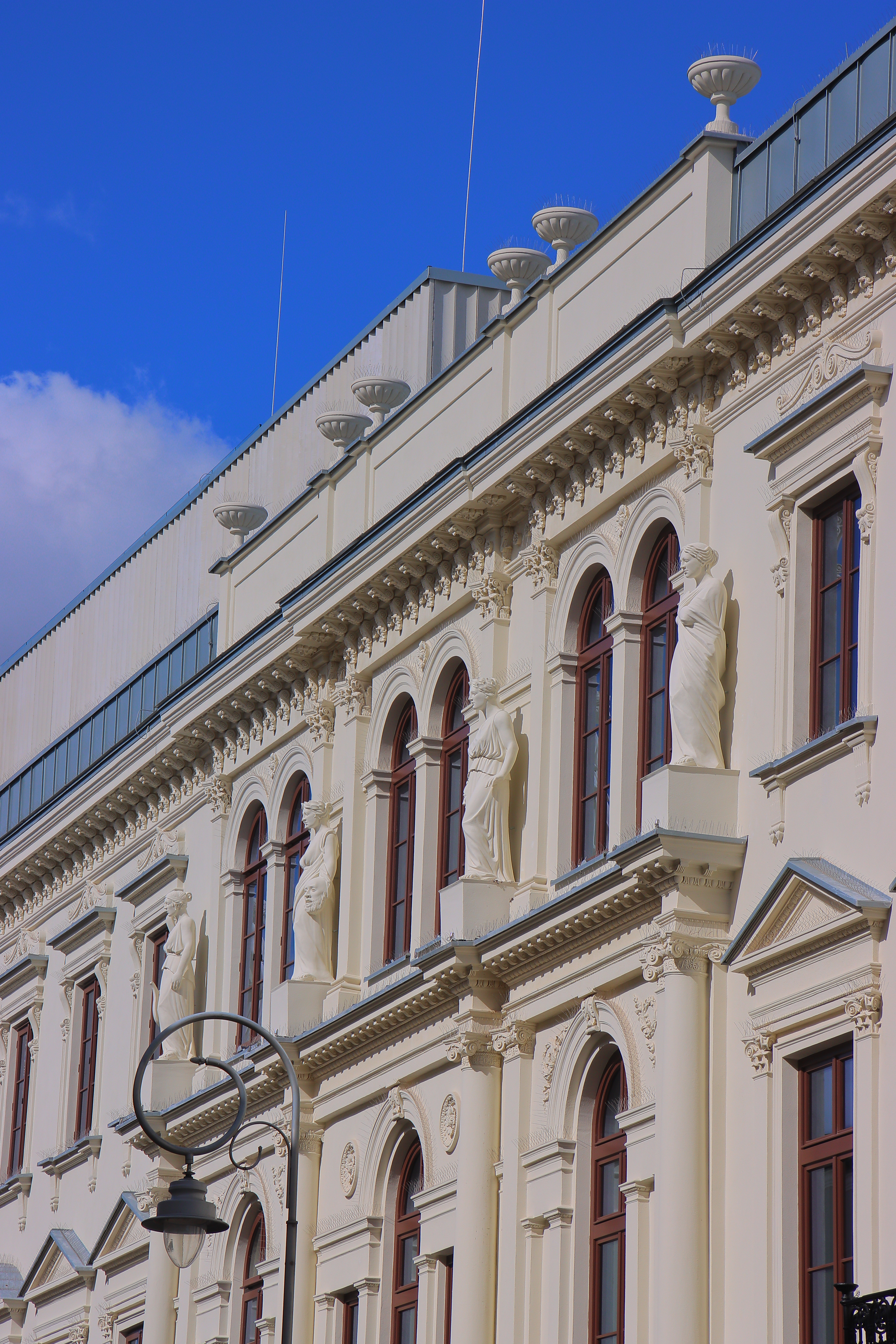
Teatro Stefan Żeromski

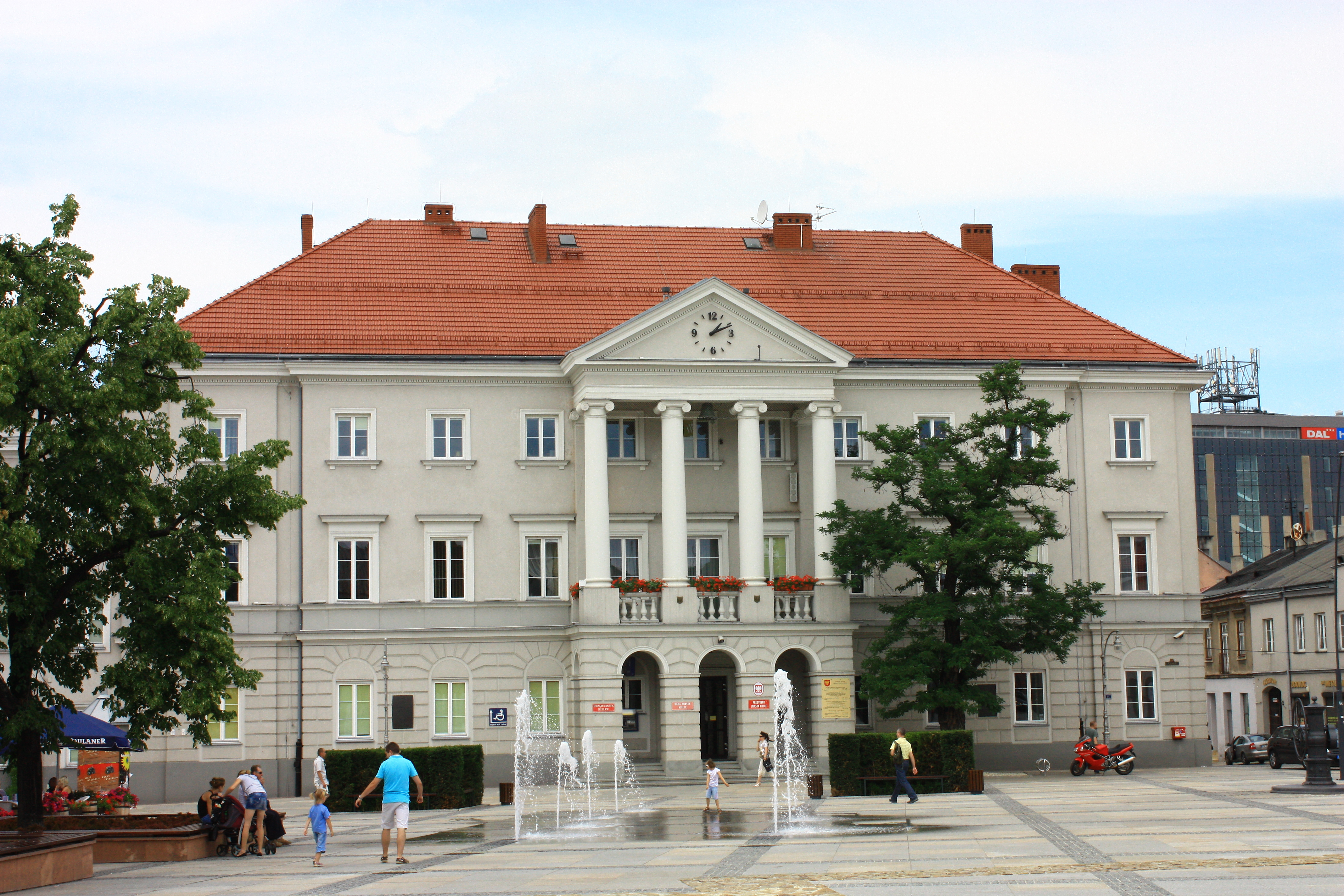
Prefeitura (2012)

### Linha do tempo
- 1171 – fundação da igreja colegiada da Santíssima Virgem Maria
- 1364 – Kielce recebeu a Lei de Magdeburgo
- 1496 – o cardeal Fryderyk Jagiellończyk concedeu o brasão de armas a Kielce
- 1655 – destruição da cidade durante o Dilúvio sueco
- 1661 – estadia em Kielce do rei João II Casimiro e sua corte
- 1662 – ocupação da cidade por tropas rebeldes (cerca de 12 mil soldados) da União Sagrada
- 27 de julho de 1789 — a cidade passou para a propriedade da República das Duas Nações
- 1795 – como resultado da Terceira Partição da Polônia, Kielce foi temporariamente incluída na partição austríaca.[13]
- 24 de maio de 1800 — um incêndio consumiu quase todas as casas do centro da cidade, a prefeitura também foi queimada
- 1809 – incorporação da cidade ao Ducado de Varsóvia
- 1815 – Kielce foi incorporada à Polônia do Congresso como parte do Império Russo (partição russa)
- 1816 – fundação em Kielce, por iniciativa do Reverendo Stanisław Staszic, da primeira universidade técnica pública polonesa[14] — a Academia e Escola de Mineração, que, com o tempo, foi transformada em uma universidade russa pelo invasor russo
- 1818 – a capital da voivodia da Cracóvia foi transferida para Kielce
- 1841 – criação, pelo invasor russo, da gubernia de Kielce com sua capital em Kielce
- 1844 – detecção de uma conspiração e prisão do padre Piotr Ściegienny, que preparava um levante contra a administração russa
- 1 de janeiro de 1845 — liquidação da gubernia de Kielce e sua incorporação à gubernia de Radom, Kielce deixou de ser uma gubernia (voltou a ser uma gubernia a partir de 1867)
- 1867 – tomada de Kielce pela Rússia e restabelecimento da gubernia de Kielce com sua capital em Kielce, dessa vez separada de uma parte da gubernia de Radom
- 1870 – fundação da “Gazeta Kielecka”
- 1885 – construção de uma linha ferroviária que atravessa Kielce de Dęblin (então chamada Ivangorod) até Dąbrowa Górnicza
- 3 de fevereiro de 1905 — greve escolar de estudantes do ginásio masculino e feminino
- 3 de julho de 1905 — houve confrontos sangrentos entre a Organização de Combate do Partido Socialista Polonês e o exército e a polícia russos. Quatro pessoas ficaram feridas, incluindo duas de origem judaica
- 2 de setembro de 1906 — a estátua de Stanisław Staszic foi inaugurada no parque da cidade, criada por iniciativa de Władysław Garbiński, prefeito de Kielce
- 13 de outubro de 1906 — foi publicada a primeira edição do semanário democrático-progressista Echo Kieleckie (Ecos de Kielce), editado por Leon Rygier e sua esposa Zofia Nałkowska
- 12 de agosto de 1914 — O Primeiro Batalhão (composto pela Primeira Companhia de Cadetes, 2.ª e 3.ª Companhias) entrou em Kielce
- 30 de agosto de 1914 — Kosma Lenczowski, capelão do Primeiro Regimento das Legiões Polonesas, celebrou uma missa campal em frente à catedral, que não pôde ser assistida pelos padres diocesanos de Kielce, alegando uma proibição do bispo Augustyn Łosiński
- 5 de setembro de 1914 — juramento em Kielce do Primeiro Regimento das Legiões Polonesas sob o comando de Józef Piłsudski
- 11 de novembro de 1918 — pogrom antijudaico. Resultou em 4 mortes e 250 feridos.[15] Uma multidão invadiu o prédio do Teatro Municipal, onde as pessoas que participavam de uma reunião de organizações sionistas que pretendiam aprovar uma resolução expressando alegria pelo renascimento do Estado polonês,[16] Kielce como parte da Polônia independente, foram linchadas.
- 2 de agosto de 1919 — criação da voivodia de Kielce com capital em Kielce
- 4 e 5 de setembro de 1939 — bombardeio da cidade pelas forças aéreas alemãs, início da ocupação alemã
- 5 de abril de 1941 — criação de um gueto pelos ocupantes alemães
- 20 a 24 de agosto de 1942 — extermínio dos judeus de Kielce — três transportes em massa para o campo de extermínio de Treblinka
- 24 de fevereiro de 1943 — uma seção da unidade da Guarda Popular da Terra de Kielecka, sob o comando de Jerzy Piwowarek, conhecido como “Jurek”, lança granadas em um café alemão na rua Sienkiewicza. Cinco nazistas são mortos[17]
- 15 de janeiro de 1945 — captura da cidade pelas unidades de: 3.º Exército de Guardas, 13.º Exército, 4.º Exército Panzer e 25.º Corpo Panzer Independente da Primeira Frente Ucraniana do Exército Vermelho[18]
- 5 de agosto de 1945 — desmantelamento da prisão na rua Zamkowa e libertação de várias centenas de prisioneiros, por um grupo de unidades de Poakowski sob o comando do capitão “Szary”[19]
- 4 de julho de 1946 — pogrom de judeus chamado de pogrom de Kielce.
- 1974 — Transformação da Escola Superior de Engenharia de Kielce-Radom (criada em 1965) na Universidade de Tecnologia de Kielce[20]
- 1991 — como parte da IV Viagem Apostólica à Polônia, o Papa João Paulo II visitou Kielce.[21]
- 14 de setembro de 1996 — estreia do toque de corneta da cidade de Kielce[22] por Karol Anbild, um músico excepcional e maestro de longa data da Filarmônica de Kielce
- 1 de janeiro de 1999 — Kielce tornou-se a capital da voivodia de Santa Cruz
- 2000 — A Escola Superior de Pedagogia (criada em 1973) foi transformada na Academia de Santa Cruz[23]
- 2008 — A Academia de Santa Cruz foi transformada na Universidade de Humanidades e Ciências Jan Kochanowski em Kielce,[24] que, após quatro anos, tornou-se a Universidade Jan Kochanowski (UJK).[24]
- 12 de junho de 2016 — primeiro referendo para destituir o prefeito de Kielce, Wojciech Lubawski (em última análise, uma participação muito baixa[25])
- 21 de fevereiro de 2019 — Resolução do Conselho Municipal de Kielce muda o brasão da cidade para o atual e cria a bandeira da cidade[26]
- 4 de outubro de 2024 — anúncio da mudança da localização do comando da planejada 8.ª Divisão de Infantaria do Exército Nacional de Nowe Miasto nad Pilicą para Kielce.[27]

## Demografia
Conforme os dados do Escritório Central de Estatística da Polônia (GUS) de 31 de dezembro de 2024, Kielce é uma cidade de médio porte com uma população de 181 211 habitantes (1.º lugar na voivodia de Santa Cruz e 18.º na Polônia), tem uma área de 109,7 km² (1.º lugar na voivodia de Santa Cruz e 27.º lugar na Polônia) e uma densidade populacional de 1 653 hab./km² (1.º lugar na voivodia de Santa Cruz e 99.º lugar na Polônia). Nos anos 2002–2024, o número de habitantes diminuiu 14,4%.
Os habitantes de Kielce constituem cerca de 15,58% da população da voivodia de Santa Cruz.
| Descrição                         | Total      | Total     | Mulheres   | Mulheres  | Homens     | Homens    |
| --------------------------------- | ---------- | --------- | ---------- | --------- | ---------- | --------- |
| unidade                           | habitantes | %         | habitantes | %         | habitantes | %         |
| população                         | 181 211    | 100       | 97 033     | 53,5      | 84 178     | 46,5      |
| superfície                        | 109,7 km²  | 109,7 km² | 109,7 km²  | 109,7 km² | 109,7 km²  | 109,7 km² |
| densidade populacional (hab./km²) | 1 653      | 1 653     | 884,4      | 884,4     | 768,6      | 768,6     |

## Distritos e conjuntos habitacionais

Distritos e conjuntos habitacionais

Kielce não tem uma divisão administrativa uniforme sancionada por lei, portanto, os limites das diferentes partes da cidade não podem ser claramente definidos.
A cidade compreende, entre outros: Baranówek, Barwinek, Białogon, Biesak, Bocianek, Bukówka, Cedro Mazur, Cegielnia, Centrum, conjunto habitacional Chęcińskie, Czarnów, Dąbrowa, Dobromyśl, Domaszowice Wikaryjskie, Dyminy, Herby, Jagiellońskie, Karczówka, Łazy, Malików, Na Stoku, Nowy Folwark, Niewachlów I, Niewachlów II, conjunto habitacional Jana Czarnockiego, conjunto habitacional Jana Kochanowskiego, Ostra Górka, Pakosz, Panorama, Piaski, Pietraszki, Pod Dalnią, Podhale, Podkarczówka, Pod Telegrafem, Posłowice, Sady, Sandomierskie, Sieje, Sitkówka, Skrzetle, Słoneczne Wzgórze, Słowik, Szydłówek, Ślichowice, conjunto habitacional Świętokrzyskie, Uroczysko, Wielkopole, Wietrznia, Zacisze, Zagórska Sul, Zagórska Norte, Zagórze, Zalesie e conjunto habitacional Związkowiec.
Desde 2018, houve várias propostas para dividir a cidade em unidades auxiliares com nomes diferentes (como conjuntos habitacionais ou bairros), mas nenhuma das tentativas foi bem-sucedida.

## Administração pública e justiça
Kielce é a sede do governo do condado de Kielce e do governo local da voivodia de Santa Cruz.

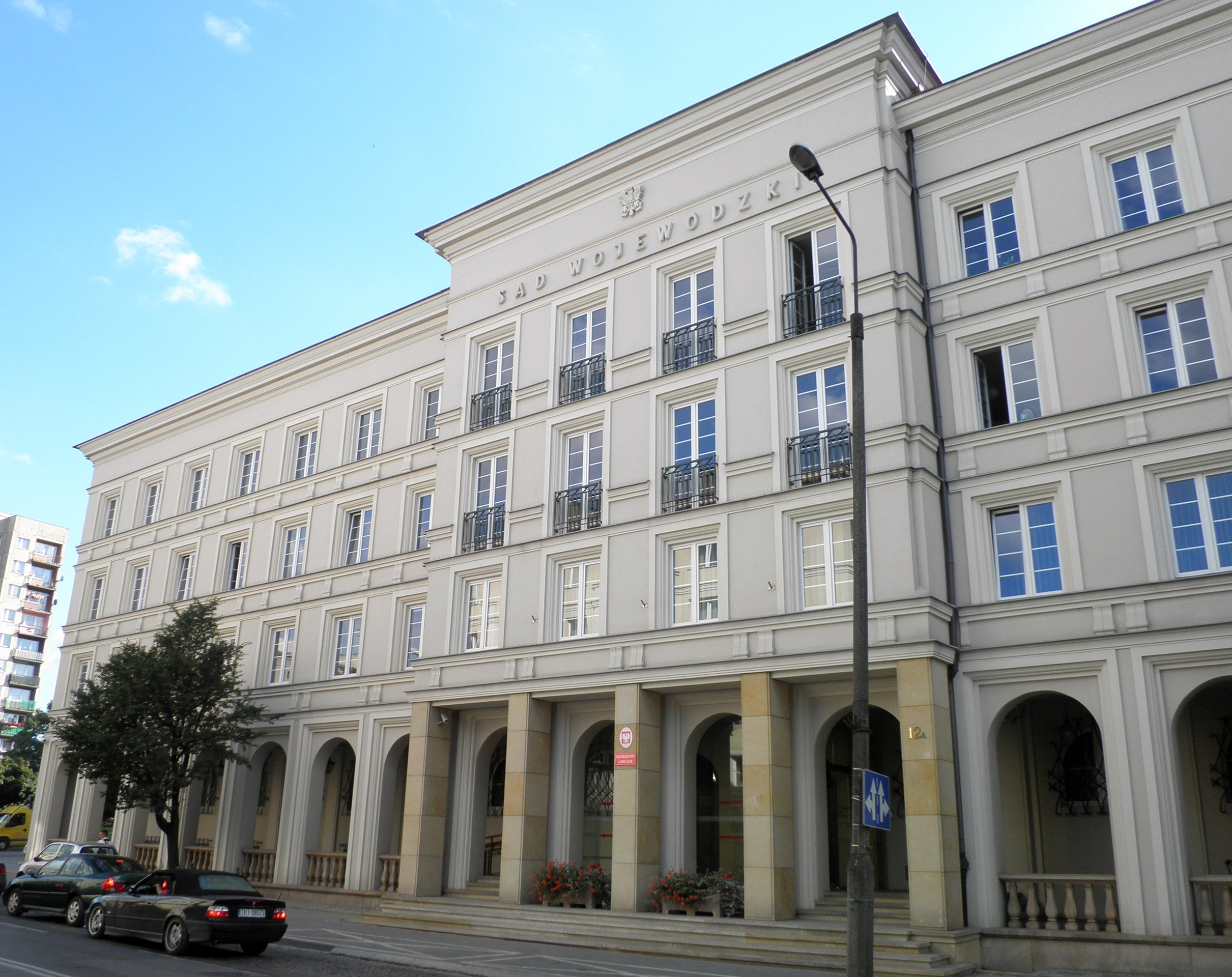
Tribunal Regional

Kielce é a sede do voivoda da voivodia de Santa Cruz e de órgãos da administração não integrada, ou seja, não subordinada ao voivoda, como o chefe do escritório de alfândega e impostos, o diretor do escritório de mineração do condado, o chefe do escritório metrológico regional, o diretor da câmara de administração fiscal, os chefes do primeiro e do segundo escritório de impostos, o diretor do escritório de controle fiscal, o diretor do escritório de estatística, o chefe do centro de recrutamento militar. Há também uma filial do Escritório de Inspeção Técnica, uma delegação da Câmara Suprema de Controle, a Câmara de Administração tributária, a Estação Sanitária e Epidemiológica Provincial, a Inspetoria Veterinária Provincial, o Fundo Provincial de Proteção Ambiental e Gestão da Água, a Gestão Estatal da Água “Wody Polskie” — o Conselho de Captação, a Filial de Santa Cruz do Fundo Nacional de Saúde, uma filial do Banco Nacional da Polônia, a Câmara de Médicos de Santa Cruz, a Câmara Regional de Farmacêuticos, a Delegação do Escritório de Comunicações Eletrônicas e uma delegação do Ministério da Fazenda.
Em Kielce, há um tribunal distrital (cuja unidade superior é o Tribunal de Apelação em Cracóvia) e um tribunal regional, com uma unidade criada para lidar com casos comerciais e de falência. O tribunal administrativo da voivodia, localizado na rua Prosta, também está em funcionamento desde 1 de julho de 2005. Há também um escritório do promotor distrital (na rua Mickiewicza) e dois escritórios do promotor regional: Kielce-Leste e Kielce-Oeste (ambos localizados na rua Sandomierska). Há um centro de detenção no distrito de Piaski, na rua Zagnańsk.
A construção da fase I do novo campus de laboratórios do Escritório Central de Pesos e Medidas em Kielce ocorreu entre 2021 e 2023, e a licença de ocupação foi obtida no início de 2024.

## Monumentos históricos

Mapa do centro de Kielce em 2006

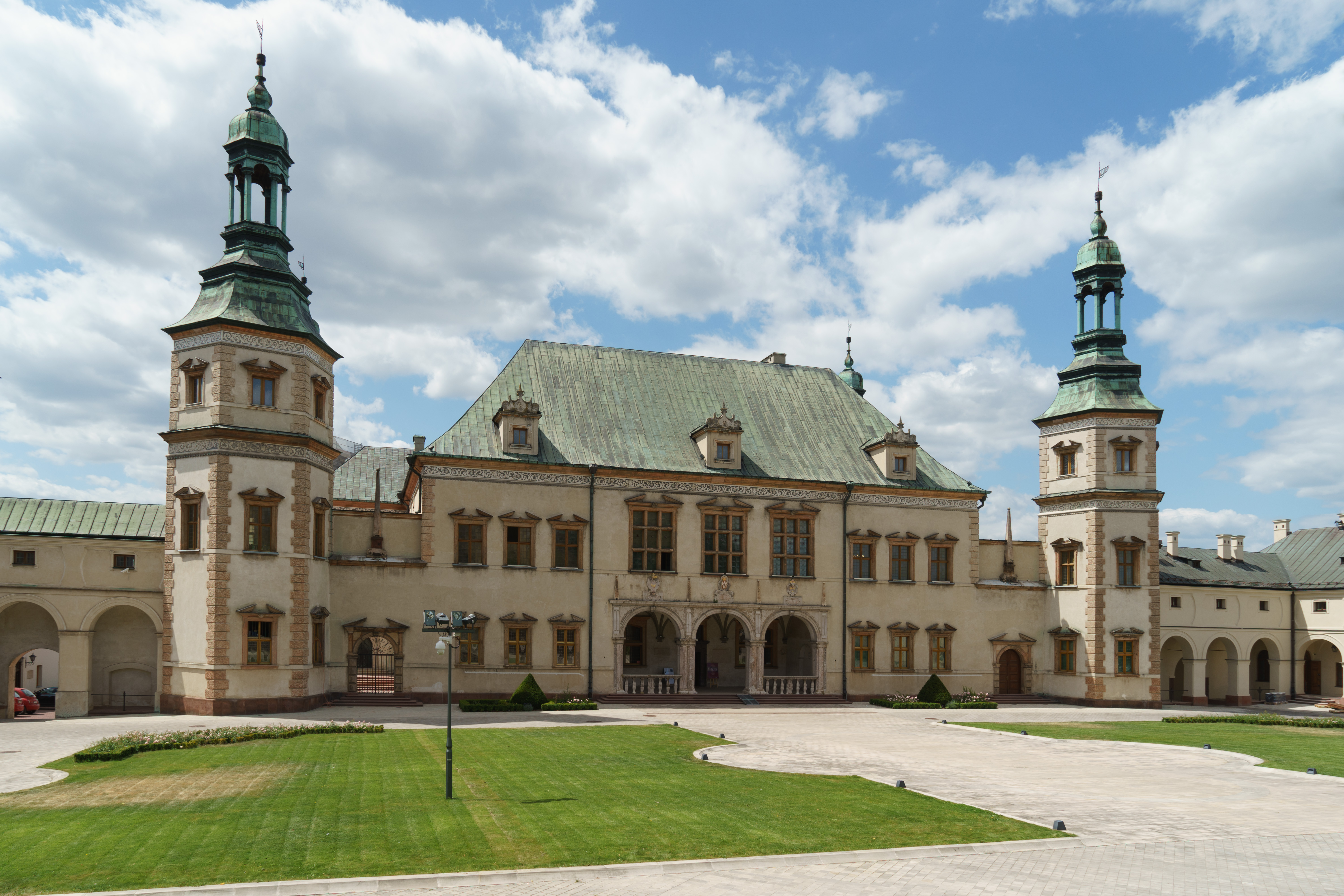
Palácio dos Bispos de Cracóvia

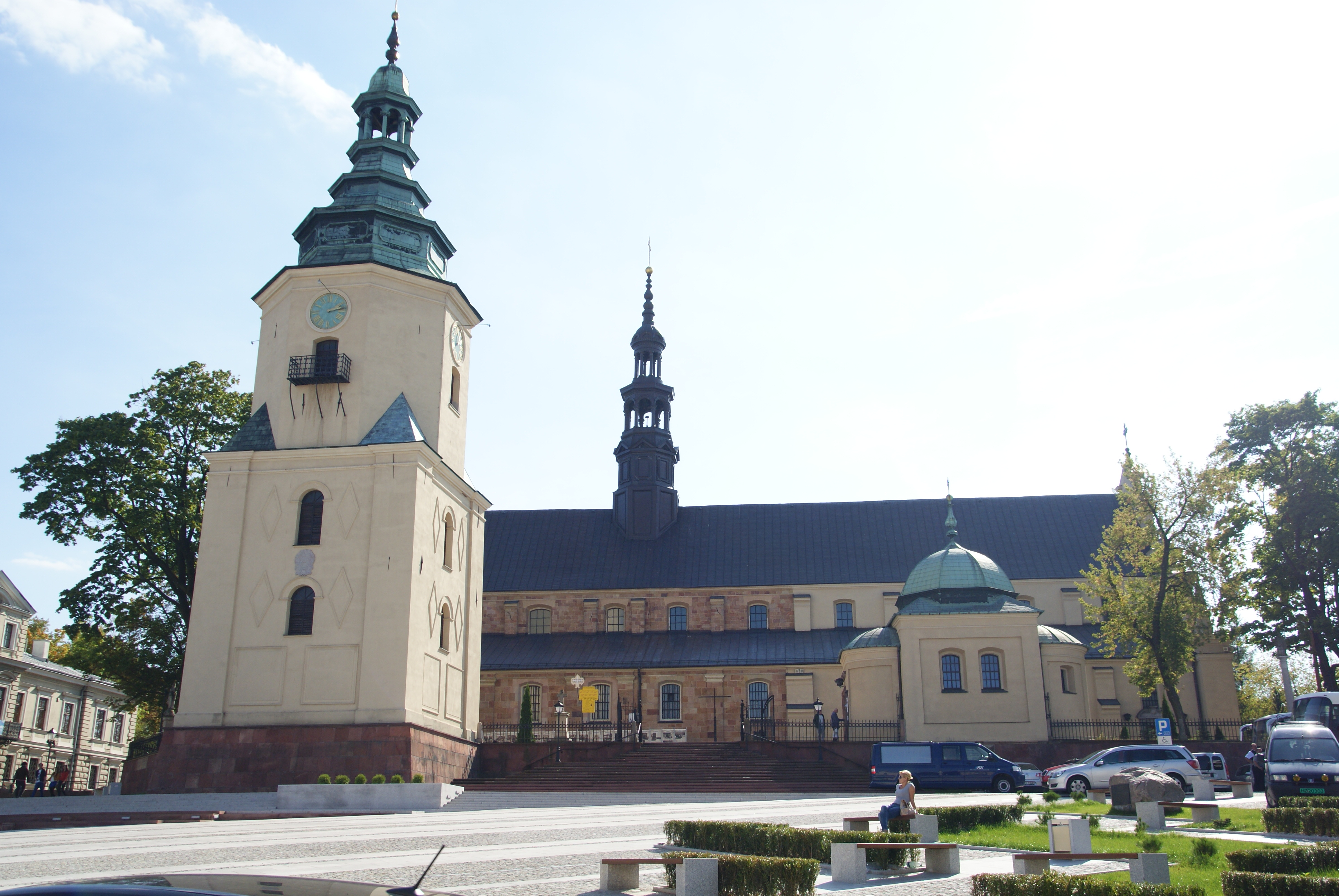
Catedral Basílica da Assunção da Bem-Aventurada Virgem Maria
Kiel25DSC 0249.JPG

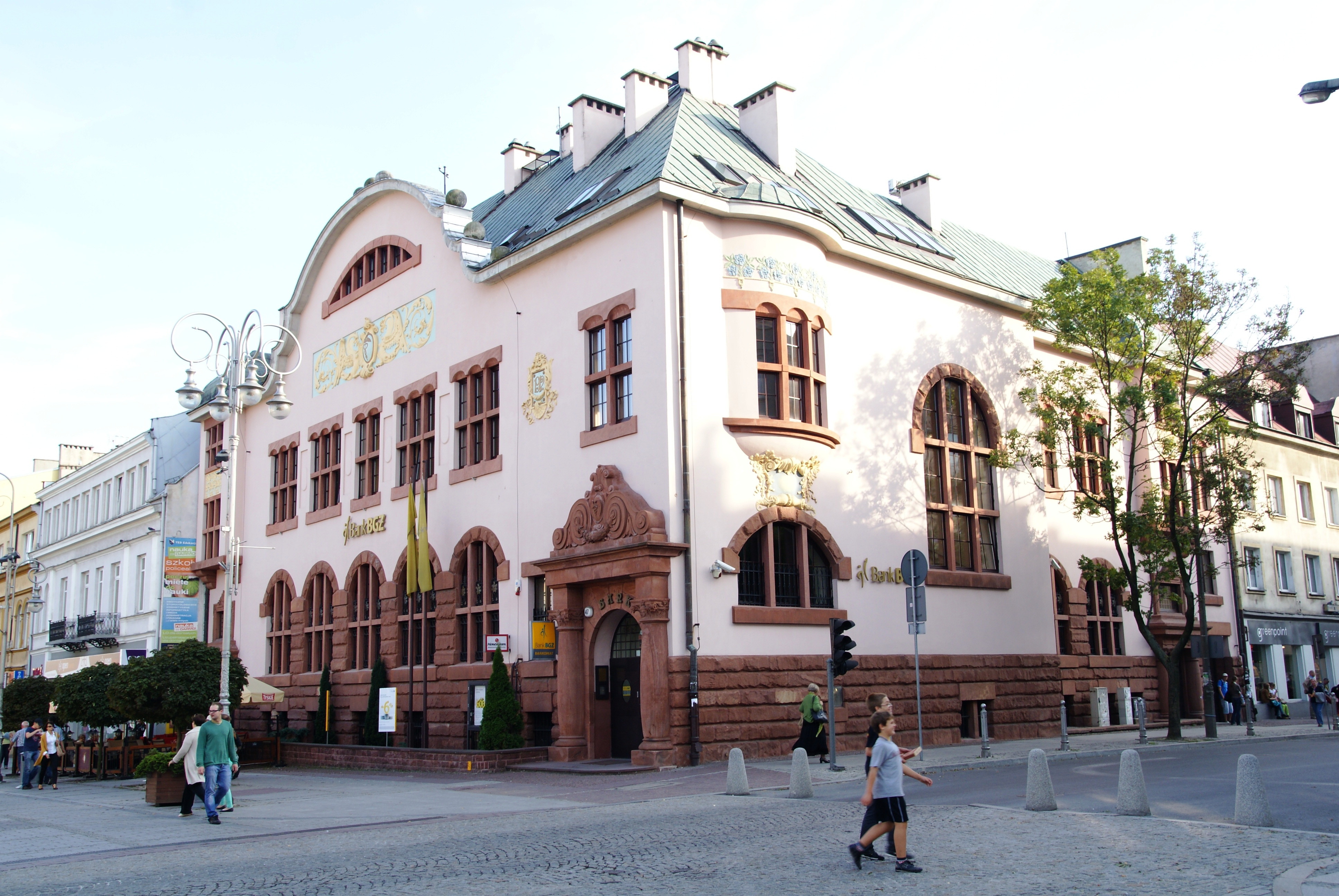
Edifício da Sociedade de Crédito Mútuo — atual BNP Paribas Bank Polska

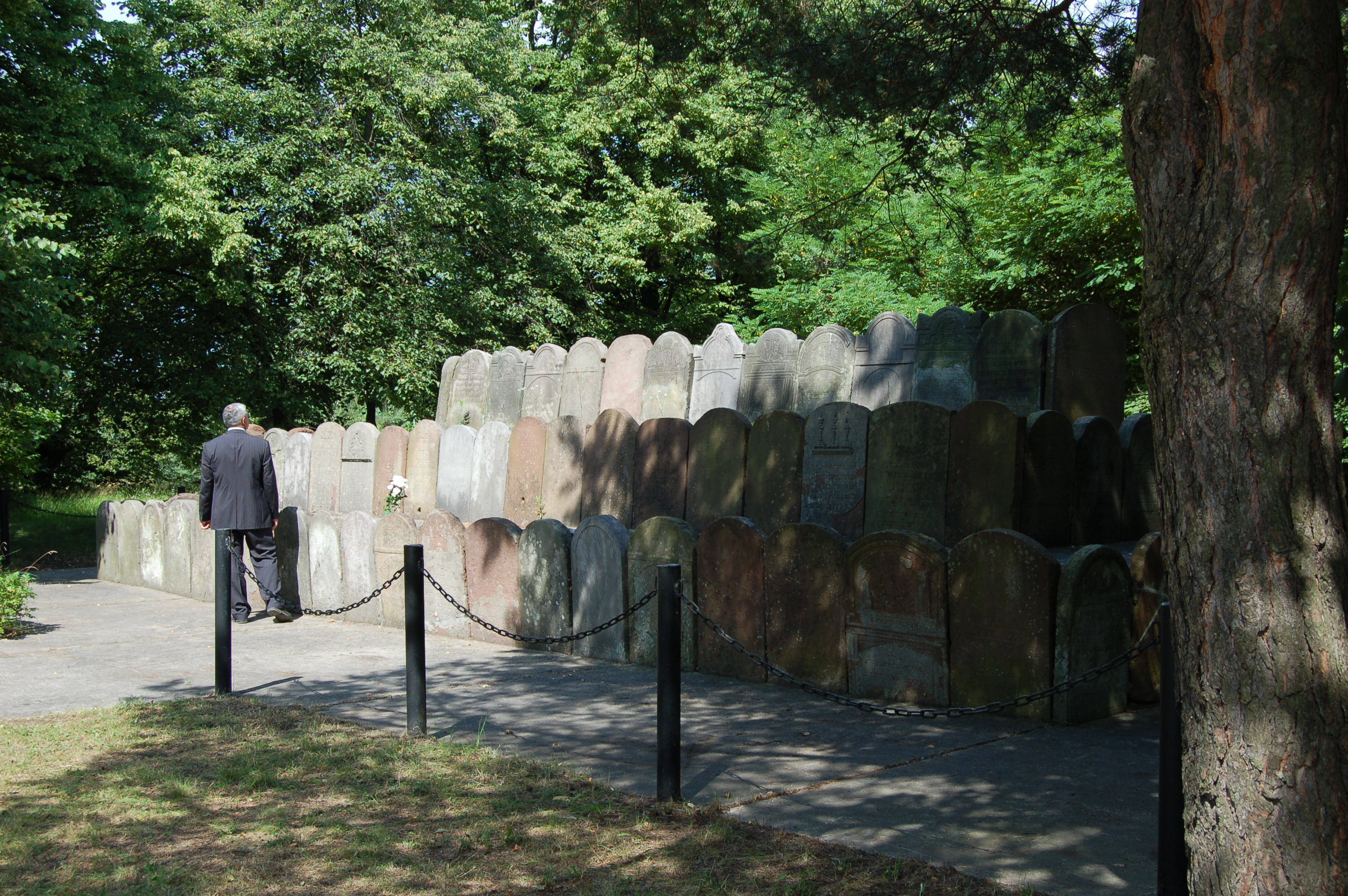
Lapidário com matzeva no cemitério judaico

Em Kielce, os monumentos estão concentrados principalmente na parte central da cidade. Eles são:
- Palácio dos Bispos de Cracóvia, construído entre 1637 e 1641 por Thomas Poncino por iniciativa do Bispo Jakub Zadzik. É um exemplo de residência polonesa da época da dinastia Vasa. Apesar das inúmeras transformações realizadas no século XIX pelos invasores russos, o palácio manteve sua estrutura original, a decoração da fachada e o projeto original da maioria de seus interiores. Desde 1971, ele abriga o Museu de Santa Cruz e, desde 1975, o Museu Nacional, nos fundos do qual fica o Jardim Italiano.
- Catedral Basílica da Assunção da Bem-Aventurada Virgem Maria, construída em 1171 pelo bispo Gideon de Cracóvia, foi reconstruída várias vezes nos séculos XVI, XVII e XIX, e adquiriu a aparência de uma basílica barroca de três naves.
- Igreja de Santo Adalberto, construída no local da igreja mais antiga de Kielce; suas origens remontam ao século X; os edifícios atuais datam de 1763. Na praça em frente à igreja, foi preservado um fragmento de um muro, em frente ao qual os nazistas executaram publicamente reféns — soldados do Exército da Pátria — em 1943.
- Igreja da Santíssima Trindade, construída entre 1640 e 1644, foi mobiliada principalmente no século XVIII com altares barrocos e barrocos tardios, um púlpito, um coro de três andares e uma decoração de estuque renascentista tardia que decora a abóbada de berço com lunetas.
- Palácio Zieliński, nos anos 1847–1858, foi propriedade de Tomasz Zieliński, um grande defensor da cultura. Atualmente, ele abriga a Casa das Comunidades Criativas.
- Igreja e mosteiro na colina Karczówka, construídos entre 1624 e 1631, originalmente habitados pela Ordem Bernardina (dissolvida pelas autoridades czaristas em 1864). Desde 1957, os palotinos são os anfitriões do edifício.
- Igreja da Guarnição, uma antiga igreja ortodoxa, foi construída entre 1902 e 1904, tendo como modelo a Catedral Isaakov, em São Petersburgo. No período entre guerras, a igreja foi reformada e adaptada para a liturgia católica romana, tornando-se uma igreja da guarnição de Nossa Senhora Rainha da Polônia. A decoração interna data principalmente de 1926.
- Igreja Evangélica-Augsburgo da Santíssima Trindade — uma das poucas igrejas ecumênicas na Polônia. Construída no estilo classicista em 1837. Tem um corpo de nave única e uma torre no lado norte. É usada por adeptos da Igreja Evangélica de Augsburgo, da Igreja Católica Polonesa e da Igreja Evangélica Cristã da Fé.
- Casa Senhorial Laszczyk, uma casa senhorial de lariço de 1788, coberta com telhas quebradas, com paredes caiadas de branco e um pórtico de colunas. Atualmente é a sede do Museu da Vila de Kielce.
- Praça do mercado, cuja localização foi determinada na Idade Média. Os edifícios datam principalmente dos séculos XVIII e XIX. Na praça próxima à Praça do Mercado, há uma estátua de Santa Tekla de 1765.
- Rua Henryka Sienkiewicza, traçada na década de 1820 como rua Konstanty, mais tarde rua Post. A rua principal da cidade, excluída do tráfego de veículos. Vários edifícios históricos podem ser encontrados aqui, incluindo os hotéis Versailles e Bristol, o Teatro Stefan Żeromski e o edifício Food Bank, um exemplo da arquitetura Art Nouveau.
- Sinagoga — construída em 1902.
- Cemitério antigo — fundado por volta de 1800, originalmente destinado a católicos, evangélicos, cristãos ortodoxos e uniatas. Contém valiosas lápides de ferro fundido e pedra e capelas do início do século XIX.
- Parque da cidade Stanisław Staszic, fundado em 1830 no local de um jardim existente do século XVIII.
- Mansão Karsch, construída na primeira metade do século XIX pela família Stumpf. Entre 1888 e 1890, o famoso pintor Jan Styka teve seu estúdio nessa mansão.
- Igreja da Santa Cruz, construída intermitentemente a partir de 1904, as obras foram concluídas após 1945; a paróquia foi criada em 13 de junho de 1913.

Além do centro da cidade, os monumentos estão localizados em Białogon, Dąbrowa, Pakosz, Bukówka e Zagórze. Entre eles estão:
- Capela da Bem-Aventurada Virgem Maria, Mãe da Igreja em Dąbrowa, em Kielce, construída em 1866.
- Cemitério judeu fundado em 1868.
- Complexo do antigo quartel do 4.º Regimento de Infantaria da Legião “Bukówka”, no lado oeste da rua Wojska Polskiego, em Bukówka.
- Complexo da igreja paroquial da Igreja da Transfiguração localizado em Białogon.
- Igreja da Assunção da Bem-Aventurada Virgem Maria em Kielce, localizada em Zagórze.

## Turismo

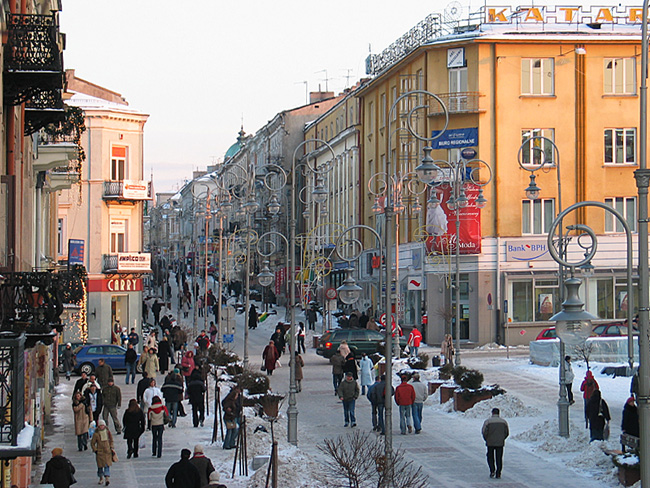
Rua Sienkiewicza

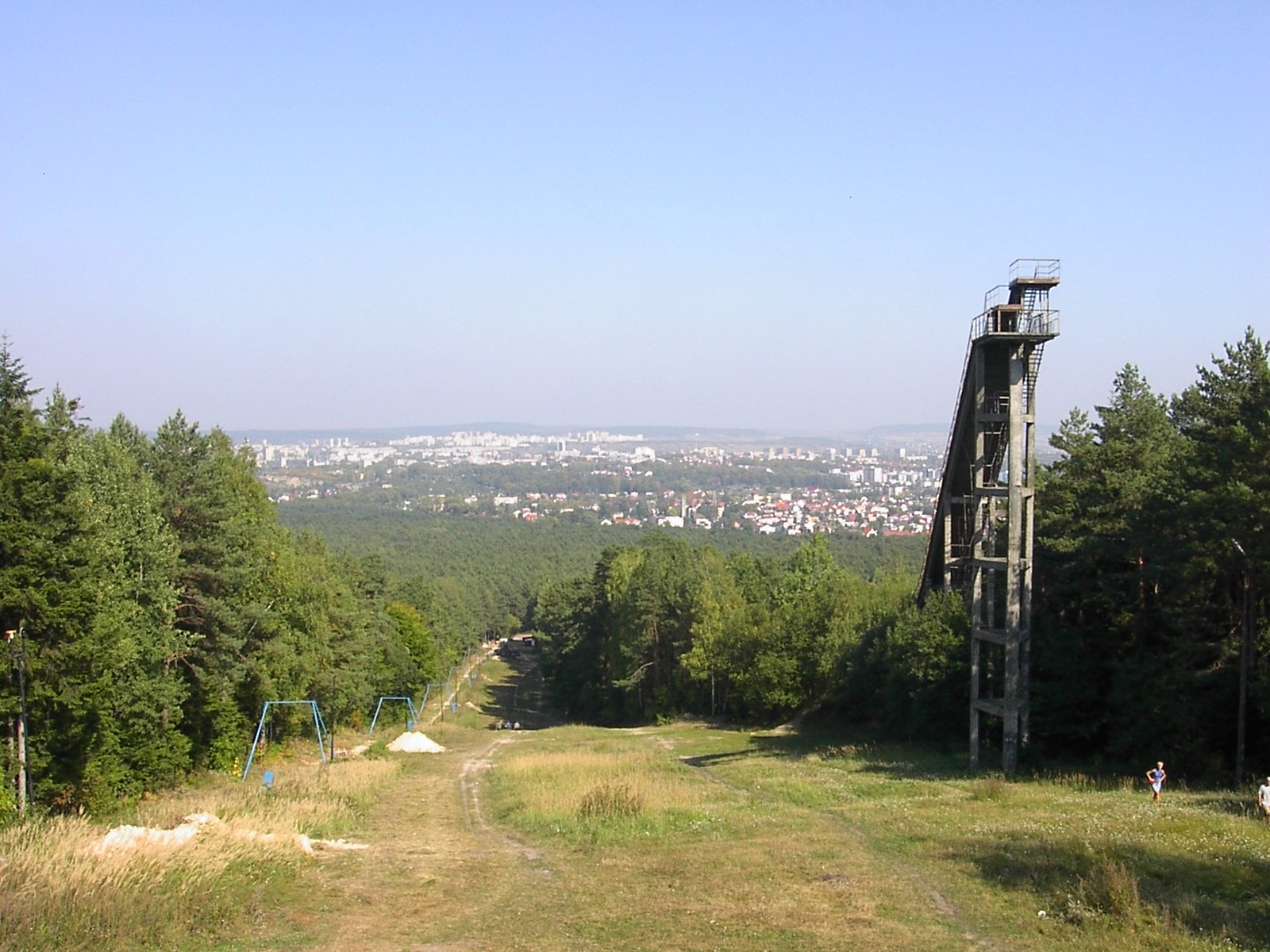
Panorama da cidade vista do pico Pierścienica, em primeiro plano o teleférico de esqui e o salto de esqui que não existe mais

Kielce é o ponto de partida:
- trilha de caminhada vermelha que leva a Chęciny,
- trilha de bicicleta preta que leva a Cedzyna,[41]
- trilha de bicicleta vermelha que leva a Podzamcze Piekoszowskie.

Na cidade, há:
- trilha de caminhada vermelha em Kielce,
- trilha de caminhada azul Kielce, rua Zamkowa — Estádio da Floresta,
- trilha de caminhada verde Kielce Słowik — reserva Biesak-Białogon,
- trilha de caminhada verde Kielce, rua Zamkowa — Bukówka,
- trilha de caminhada amarela ao redor de Kielce,
- trilha de caminhada preta Kielce, rua Szczepaniaka — Pierścienica,
- Ciclovia que atravessa o centro da cidade (da rua Jesionowa, passando pela rua Sienkiewicza até o Estádio da Floresta),
- Ciclovia vermelha que leva ao Estádio da Floresta (muito difícil),
- Ciclovia azul que leva ao Estádio da Floresta (um pouco mais fácil),
- Ciclovia vermelha que leva ao Telegraph (muito difícil),
- Ciclovia azul que leva ao Telegraf (muito difícil).

A trilha azul de caminhada  de Chęciny a Łagów passa por Kielce. Na área da antiga pedreira de Kadzielnia, há uma rota turística subterrânea de cerca de 160 metros.
Uma importante instituição turística é a Geonatura Kielce.

### Monumentos e placas comemorativas
Há mais de 250 monumentos e placas em Kielce, sem contar os que compõem a Avenida da Fama.

### Natureza
Nos limites administrativos de Kielce, há parte do Parque Paisagístico de Chęcińsko-Kielecki, a Área de Paisagem Protegida de Kielce, bem como cinco reservas naturais:
- Reserva Natural de Kadzielnia
- Reserva Natural de Biesak-Bialogon
- Reserva Natural de Karczówka
- Reserva Natural Jan Czarnocki Ślichowice
- Reserva Natural Zbigniew Rubinowski Wietrznia

Reservas naturais em Kielce
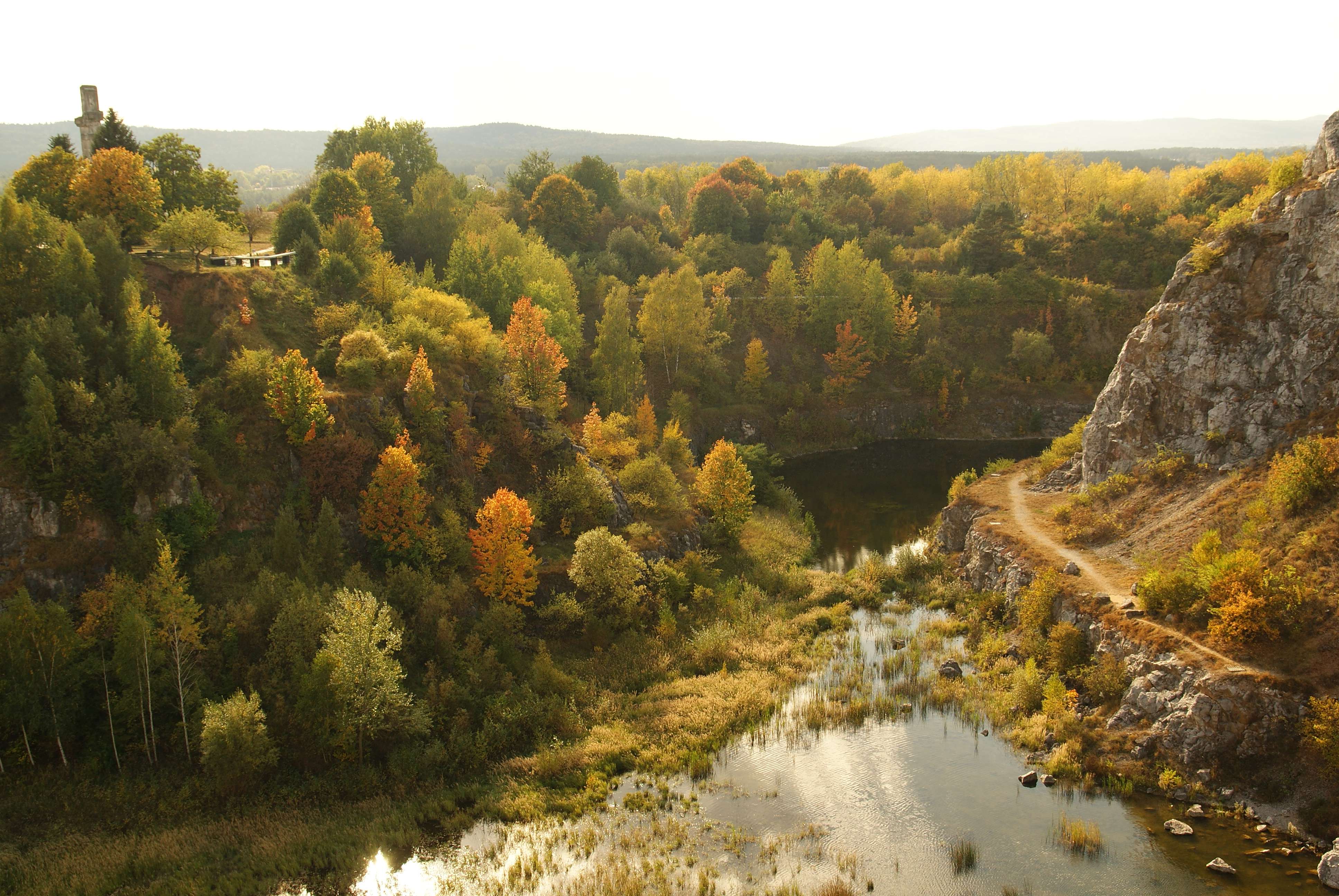
Reserva natural de Kadzielnia
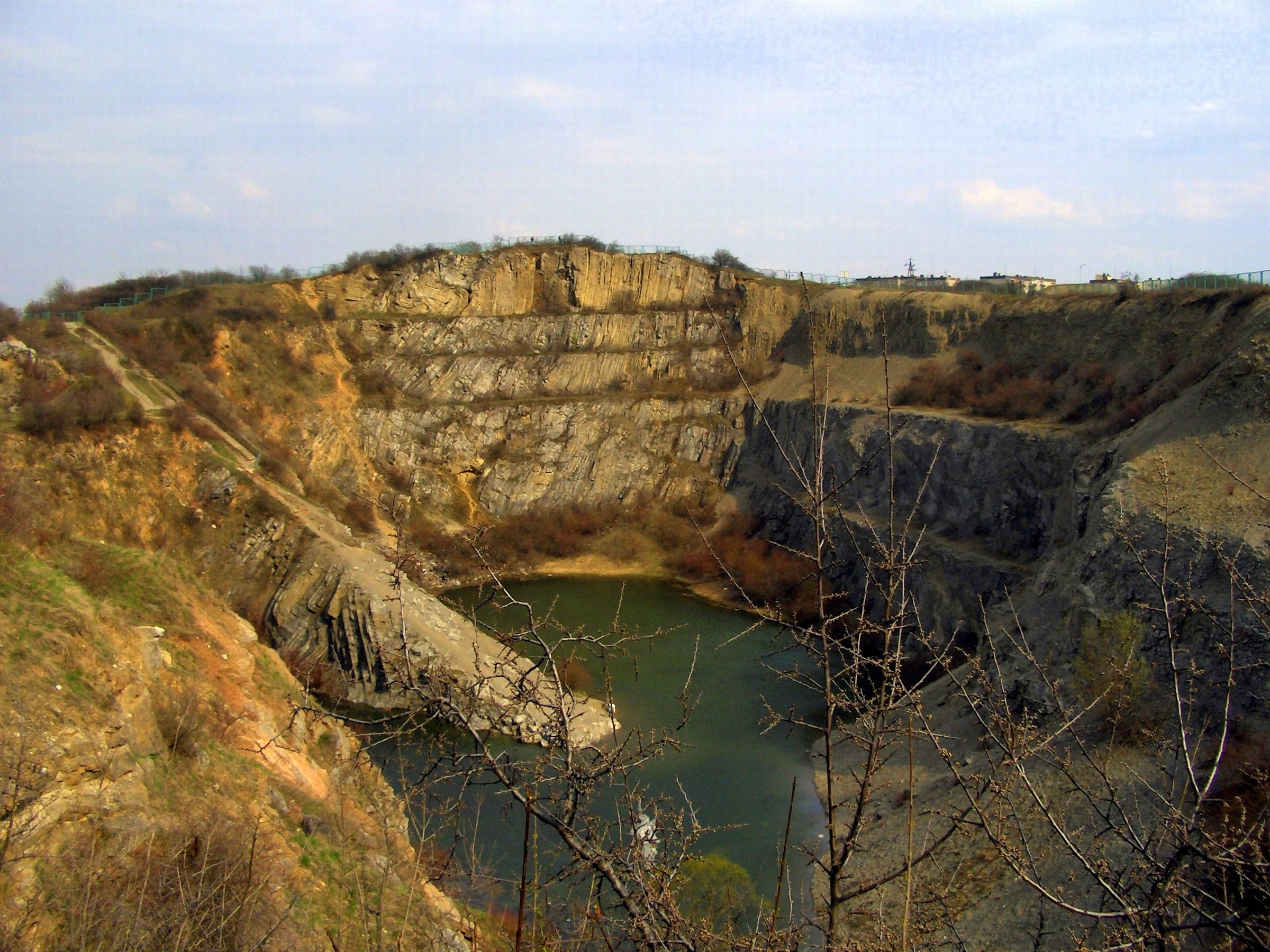
Reserva Natural Ślichowice
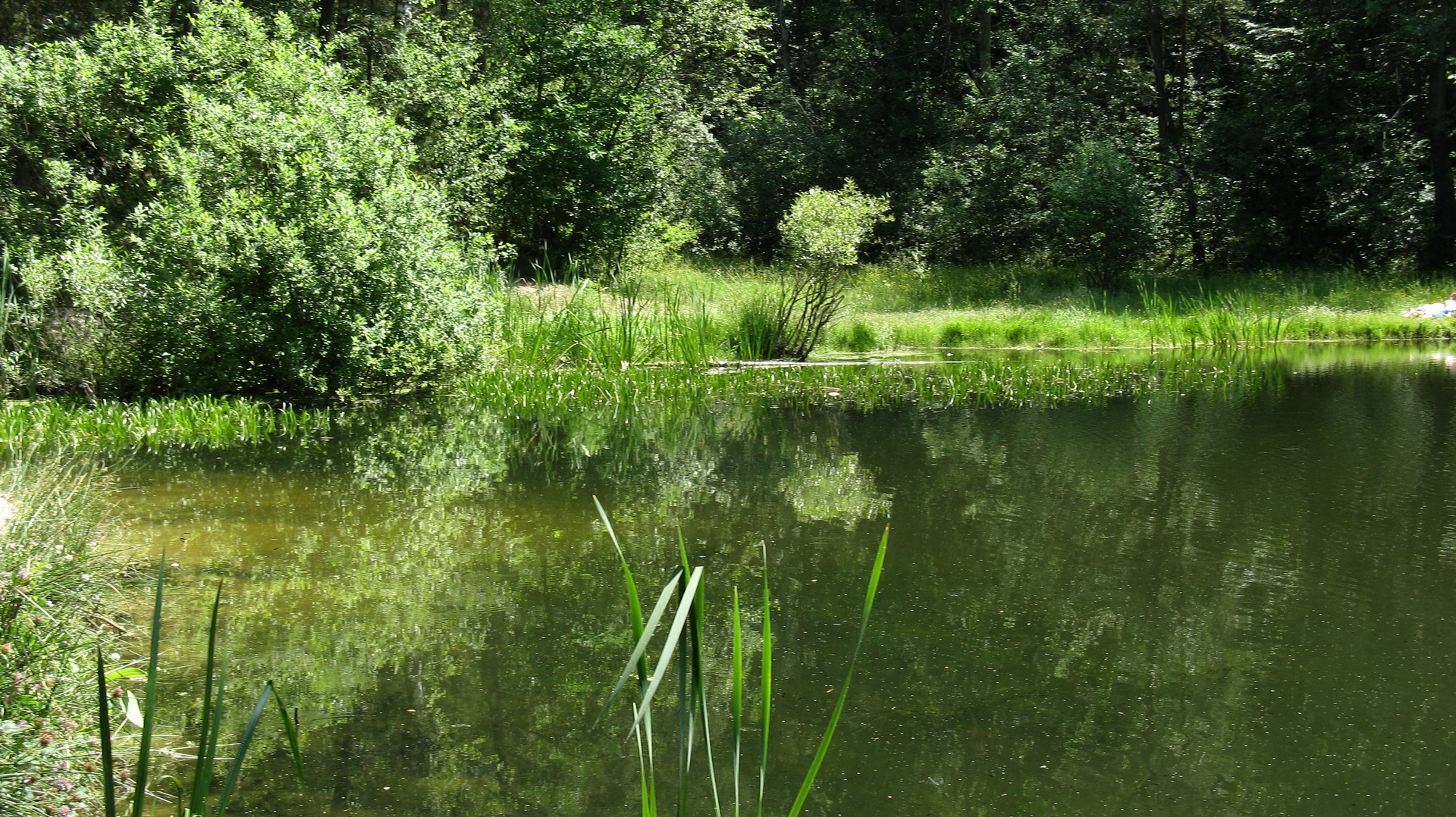
Reserva natural de Biesak-Białogon
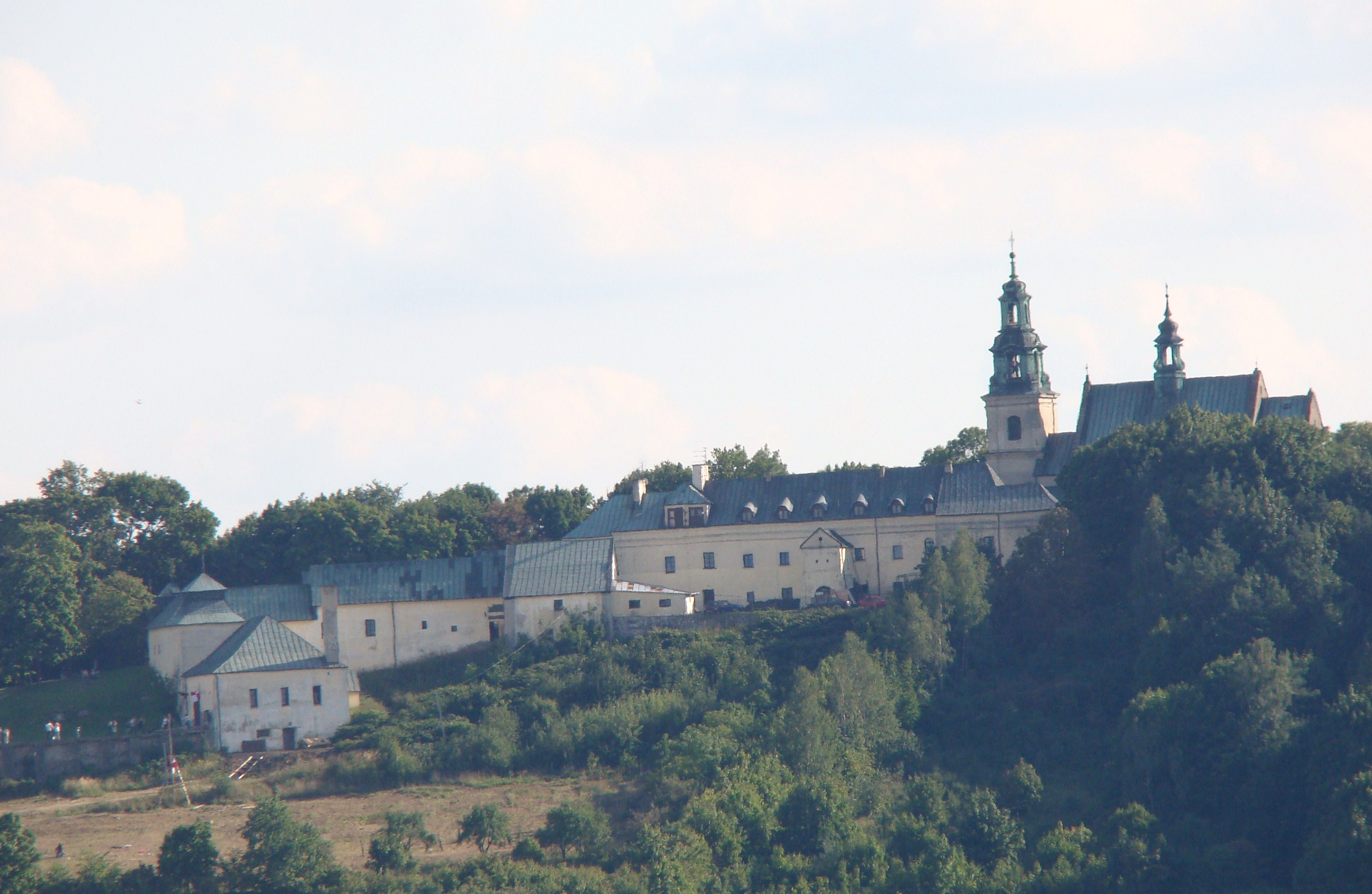
Reserva natural de Karczówka
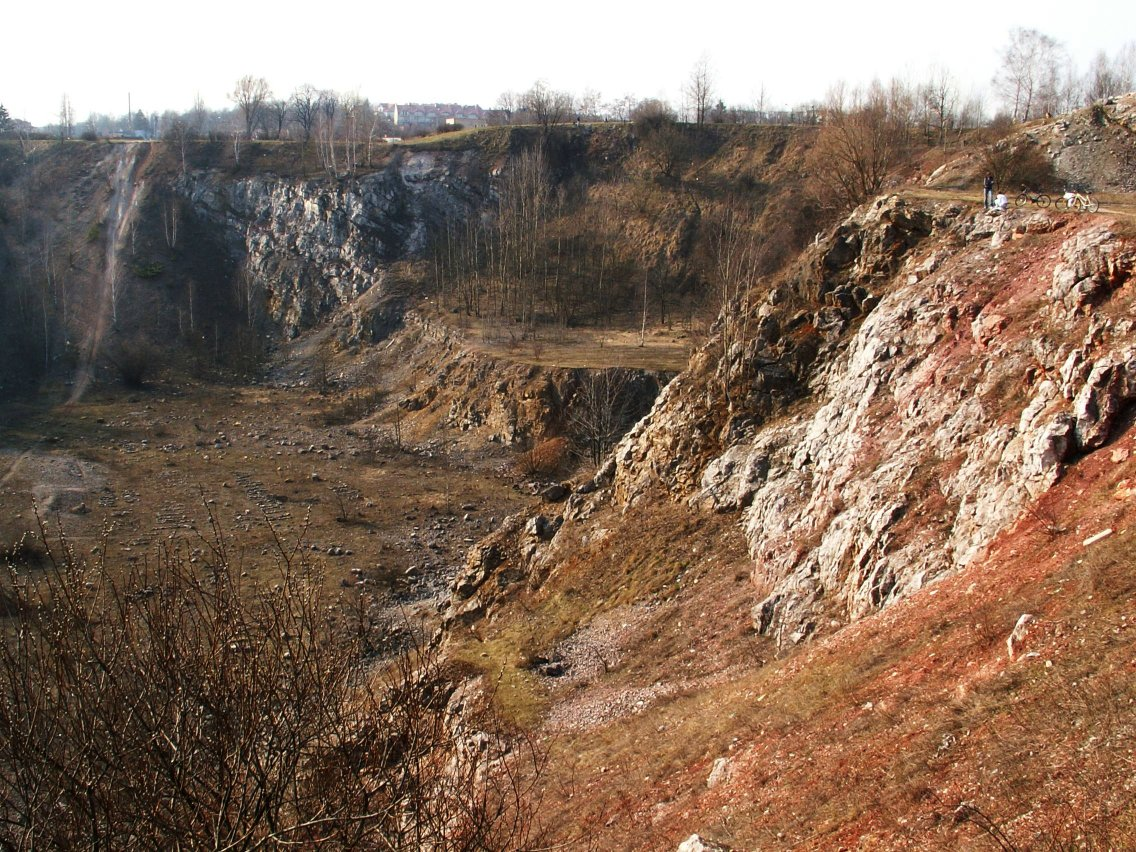
Reserva natural Wietrznia

## Segurança pública
Há uma central de atendimento de emergência em Kielce, que atende às chamadas de emergência para os números 112, 997, 998 e 999.

### Polícia e polícia municipal
Há uma Delegacia de Polícia Municipal e Provincial, 4 Delegacias de Polícia e uma Delegacia de Polícia Municipal em Kielce.

### Corpo de Bombeiros
Em Kielce, há uma sede provincial e municipal do Corpo de Bombeiros Estatal, 3 unidades de resgate e combate a incêndios e um Corpo de Bombeiros Voluntário.

### Saúde

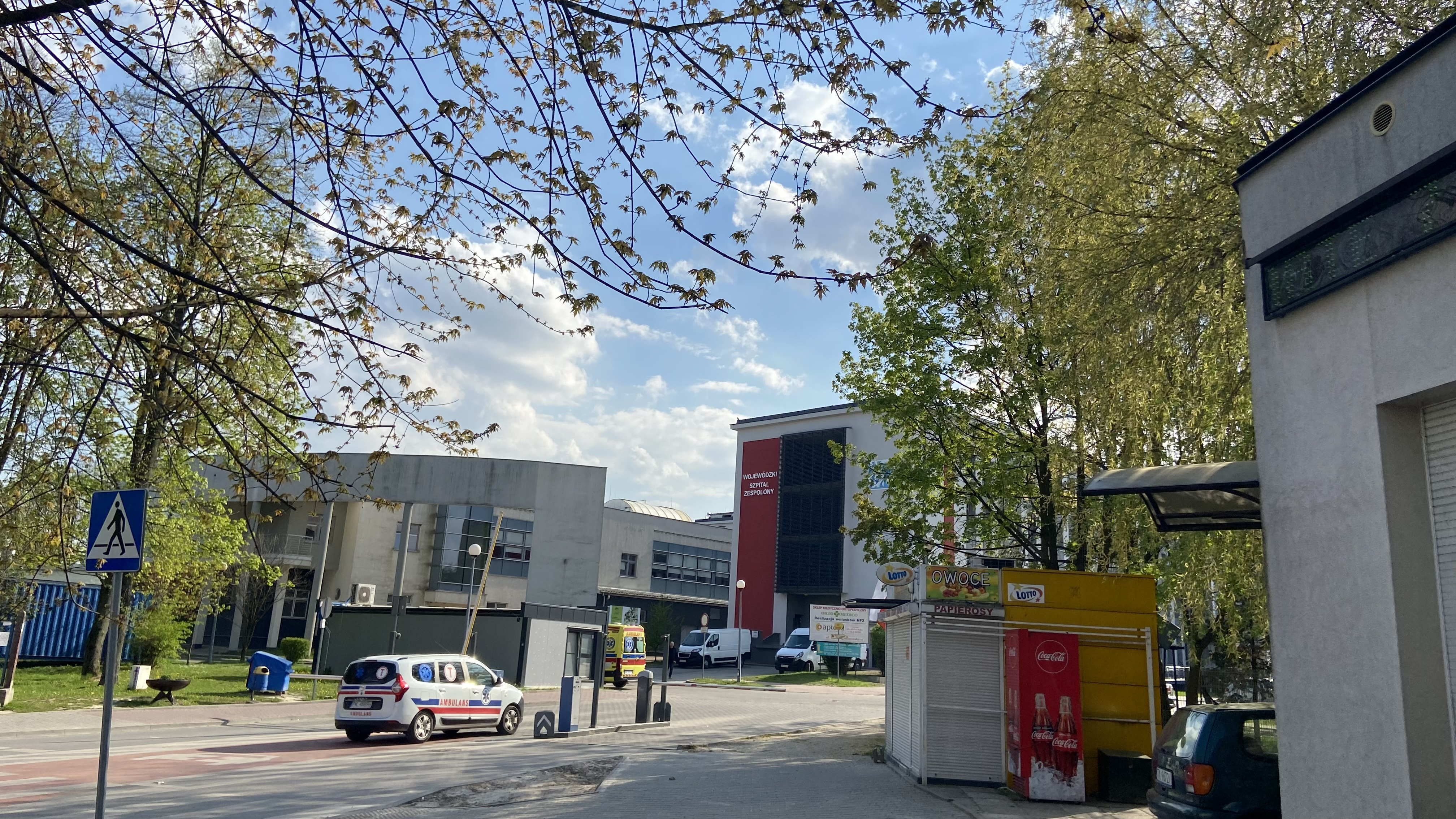
Entrada para o Hospital Regional pela rua Grunwaldzka

Kielce tem cinco hospitais públicos:
- Hospital Regional[44]
- Centro de Psiquiatria de Santa Cruz em Morawica, perto de Kielce[45] (incluindo a filial na rua Kusocińskiego, em Kielce[46]
- Centro Independente de Saúde Pública do Ministério do Interior e Administração em Kielce[47]
- Centro de Oncologia de Santa Cruz em Kielce.[48]
- Hospital Provincial Especializado em Czerwona Góra, próximo a Kielce.[49]

Há também duas clínicas médicas particulares na cidade:
- Hospital de Kielce
- Centro Materno e Neonatal Santa Cruz em Kielce

## Economia

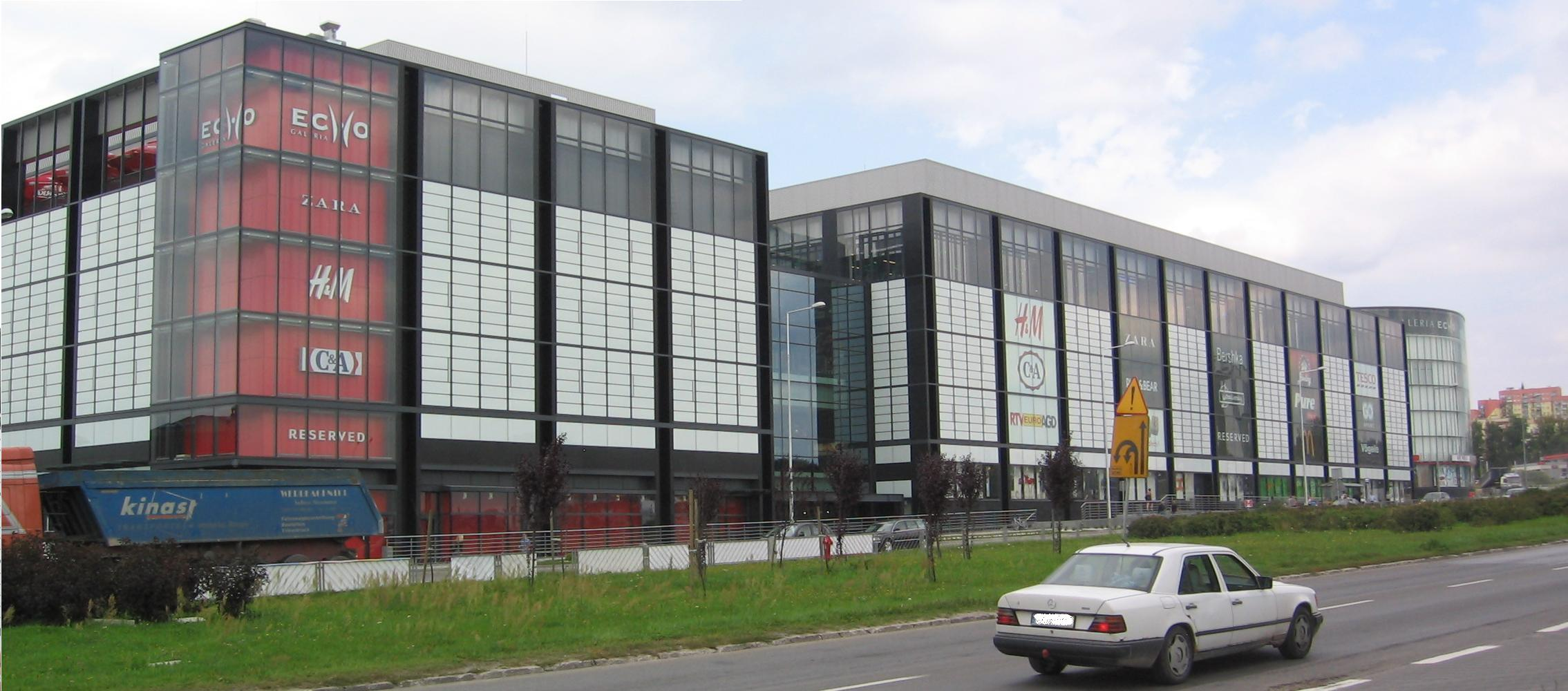
Galeria Echo

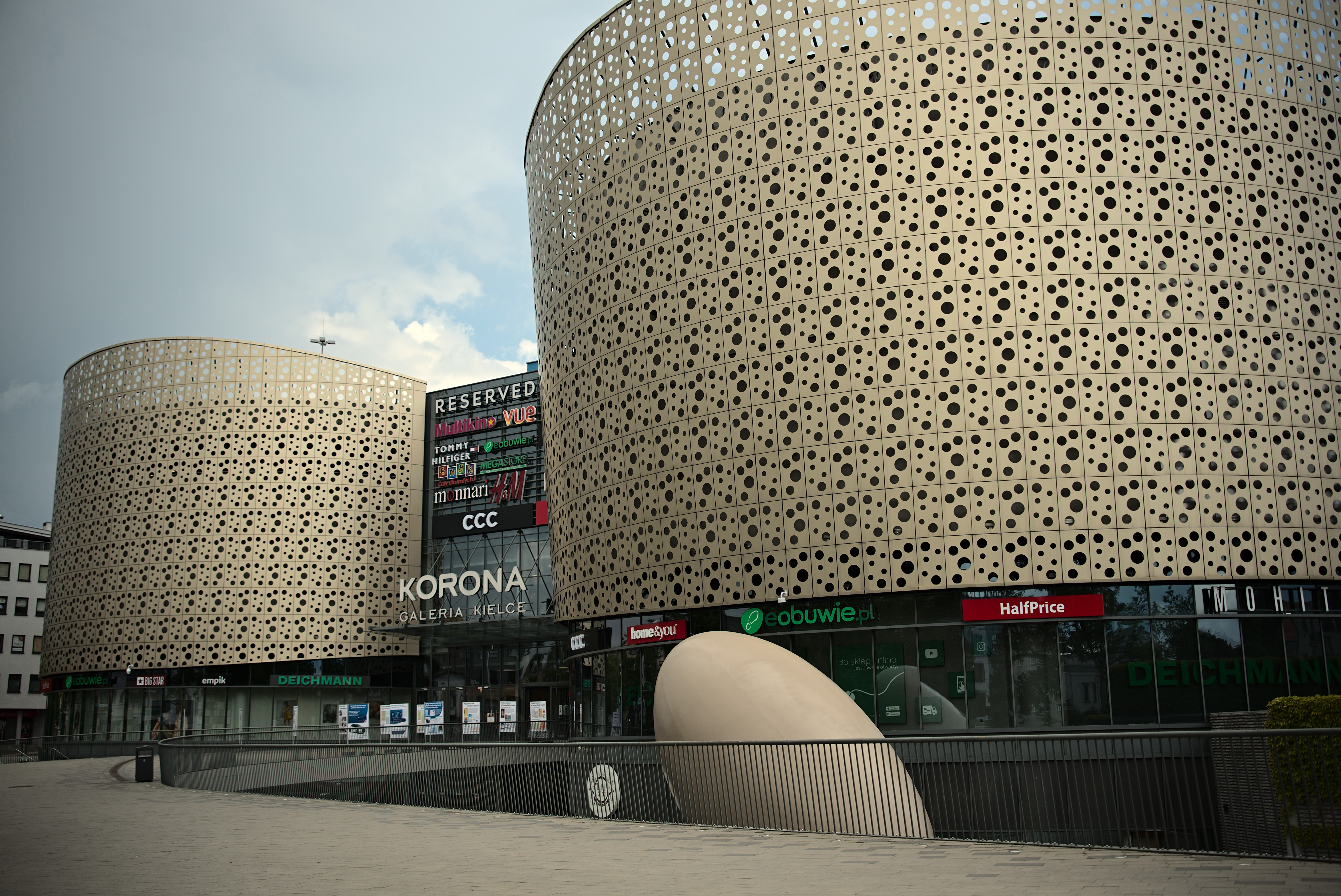
Galeria Korona

A base do desenvolvimento econômico da cidade, a partir do século XV, foi a exploração e o processamento de recursos minerais: minério de ferro, cobre e chumbo, além de mármores e arenito. Após 1945, os setores de metal e construção de máquinas se desenvolveram, com o fundação da Fábrica de Acessórios Industriais “Chemar” e da Fábrica de Rolamentos “Iskra”. Hoje, os setores de construção, materiais de construção, maquinário elétrico, alimentos e processamento, entre outros, estão se desenvolvendo aqui. Entre outras, a Cersanit, a Barlinek, a Opoczno, a Echo Investment, a North Fish, a Kolporter e a Formaster S.A. têm suas sedes em Kielce. Há também instalações de produção da WSP Społem (produtora de maionese de Kielce), Kerry Polska, Vive Textile Recycling Sp zoo, Womar, Iskra, Chemar, DS Smith e SHL (conhecida principalmente pela produção de motocicletas de gerações mais antigas). A Targi Kielce é atualmente a vice-líder do mercado de feiras na Polônia. Desde 2006, existe o Parque Tecnológico de Kielce, que atrai muitas empresas iniciantes e investidores inovadores. A cidade abrigava a Fazenda Estatal de Pesca de Kielce. Em 2024, o Parque Industrial de Kielce foi criado como parte da Zona Econômica Especial de Starachowice, localizada no local da antiga Cervejaria Kielce.

### Comércio
No século XXI, três grandes centros comerciais foram construídos em Kielce: Pasaż Świętokrzyski, Galeria Echo e Galeria Korona. O principal calçadão da cidade também foi reformado: a rua Sienkiewicza, que tem várias lojas de departamento e muitas lojas menores, butiques e estabelecimentos de serviços. Além dos centros comerciais, há dois mercados municipais na cidade — na esquina das ruas Seminary e Tarnowska e na rua Piekoszowska (em 2007–2023 na rua Mielczarskiego), bem como vários mercados menores localizados em alguns conjuntos habitacionais.

## Transporte

### Transporte rodoviário

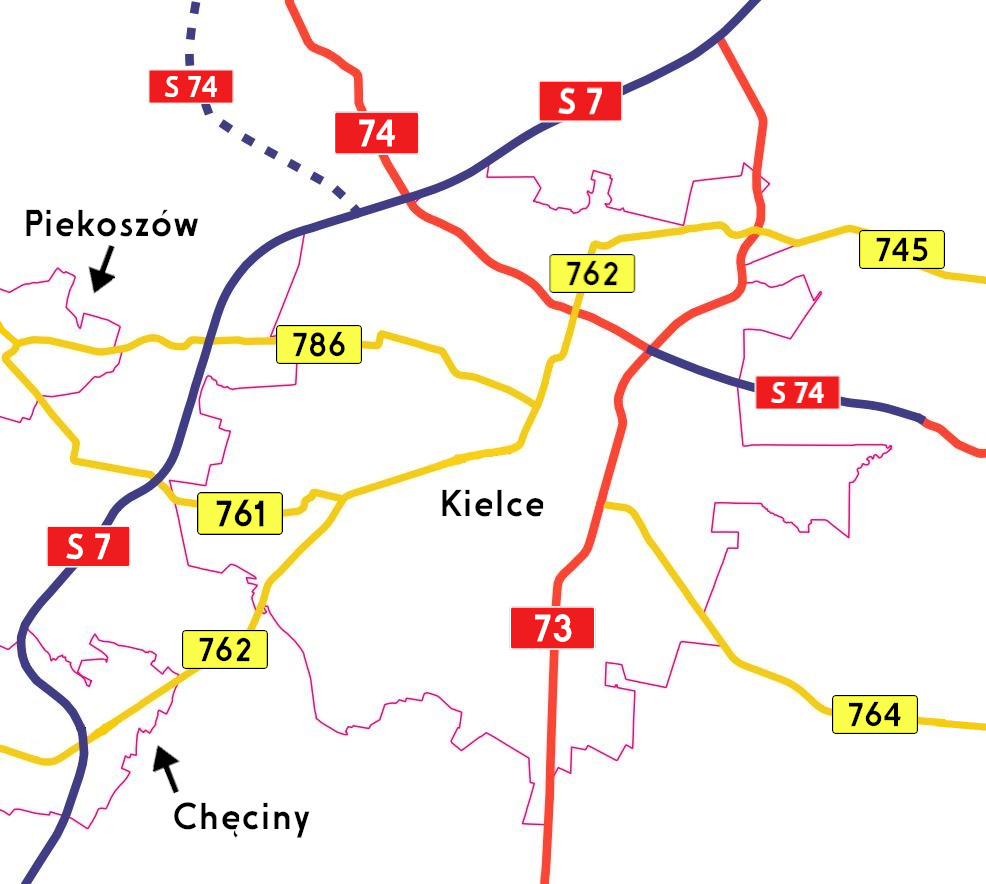
Vias expressas (em azul), estradas nacionais (em vermelho) e estradas de voivodia (em amarelo) na área de Kielce e nas comunas vizinhas

A rede rodoviária da cidade consiste em vias expressas, estradas nacionais, estradas provinciais, estradas distritais, estradas municipais e estradas internas. Todas as estradas públicas (exceto as de classe S) são gerenciadas pela Administração Municipal de Estradas de Kielce. Kielce é um centro de transporte, com estradas internacionais e nacionais passando pela cidade:
- Gdansk — Elbląg — Varsóvia — Radom — Kielce (desvio oeste da cidade) — Cracóvia — Chyżne;
- Wiśniówka — Kielce (ao longo das ruas: Radomska - avenida Solidarności — Źródłowa — Tarnowska — avenida J. Popiełuszki — P. Ściegiennego) — Busko-Zdrój — Tarnów — Pilzno — Jasło;
- Wieluń — Piotrków Trybunalski — Sulejów — Kielce (ao longo das ruas: Łódzka — Jesionowa — Świętokrzyska) — Opatów — Szczebrzeszyn — Zamość — fronteira polonesa-ucraniana (posto de fronteira em Zosin).

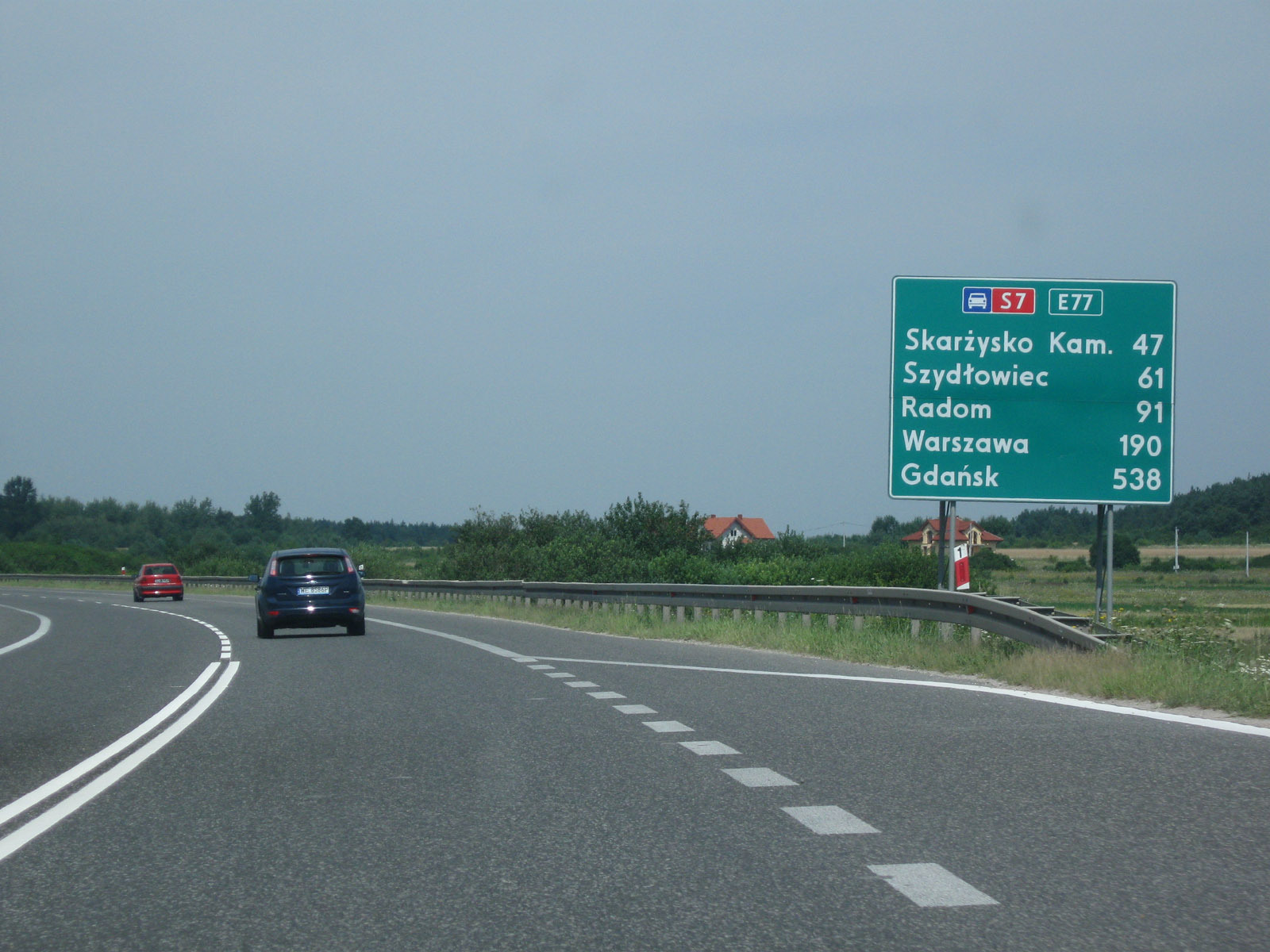
Contorno oeste de Kielce

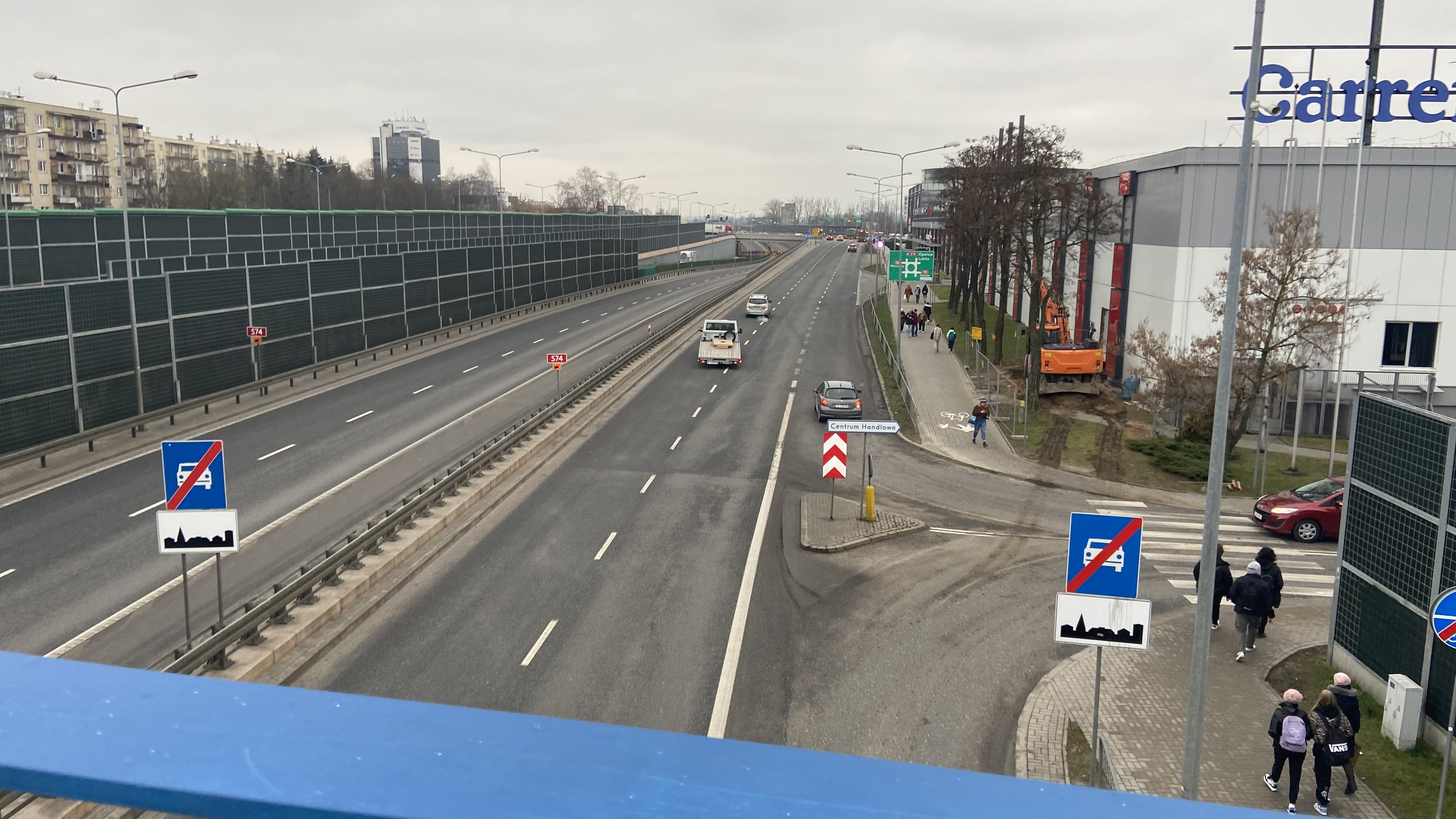
Vista do trevo de Kielce-Bocianek a partir da passarela sobre a rua Świętokrzyska

O comprimento total da rede de estradas e ruas na cidade é de 410,73 km e inclui:
- Estradas nacionais que passam por 9 ruas com um comprimento total de 22,39 km;
- Estradas provinciais que passam por 18 ruas com um comprimento total de 29,27 km;
- Estradas distritais que abrangem 115 ruas com um comprimento total de 108,7 km;
- Estradas municipais, compreendendo 474 ruas com um comprimento total de 233,5 km;
- Estradas internas, localizadas em terrenos de propriedade da comuna de Kielce, compreendendo 69 ruas com um comprimento total de 19,6 km (localizadas principalmente em conjuntos habitacionais).[59]

A superfície dura melhorada (betume, concreto, blocos de pavimentação pré-fabricados) tem 220,6 km de estradas (57,5% de todas as estradas) — estradas nacionais e provinciais e algumas estradas distritais e municipais. A superfície dura não melhorada (cascalho, blocos de concreto, etc.) tem 32,4 km de estradas (8,4% de todas as estradas). 131 km de estradas têm uma superfície de terra. (34,1% de todas as estradas). Há aproximadamente 60 ruas que não se enquadram em nenhuma das categorias acima.
No Ranking de Cidades Amigas do Motorista 2024, preparado por Oponeo.pl e Yanosik, Kielce ficou em 8.º lugar, caindo duas posições em relação ao ano anterior. A cidade se destaca por suas condições favoráveis na zona de estacionamento pago — tarifas baixas, uma ampla variedade de assinaturas e horários de cobrança curtos (somente em dias úteis, das 9:00 às 17:00). A segurança viária também é um ponto forte em Kielce, com um número relativamente baixo de colisões. Os pontos fracos, no entanto, incluem a baixa velocidade média (26 km/h no centro, 38 km/h fora do centro) e a falta de uma oferta de aluguel de carros por minuto. A cidade também tem um desempenho ruim em termos de infraestrutura para carros elétricos.

### Transporte ferroviário

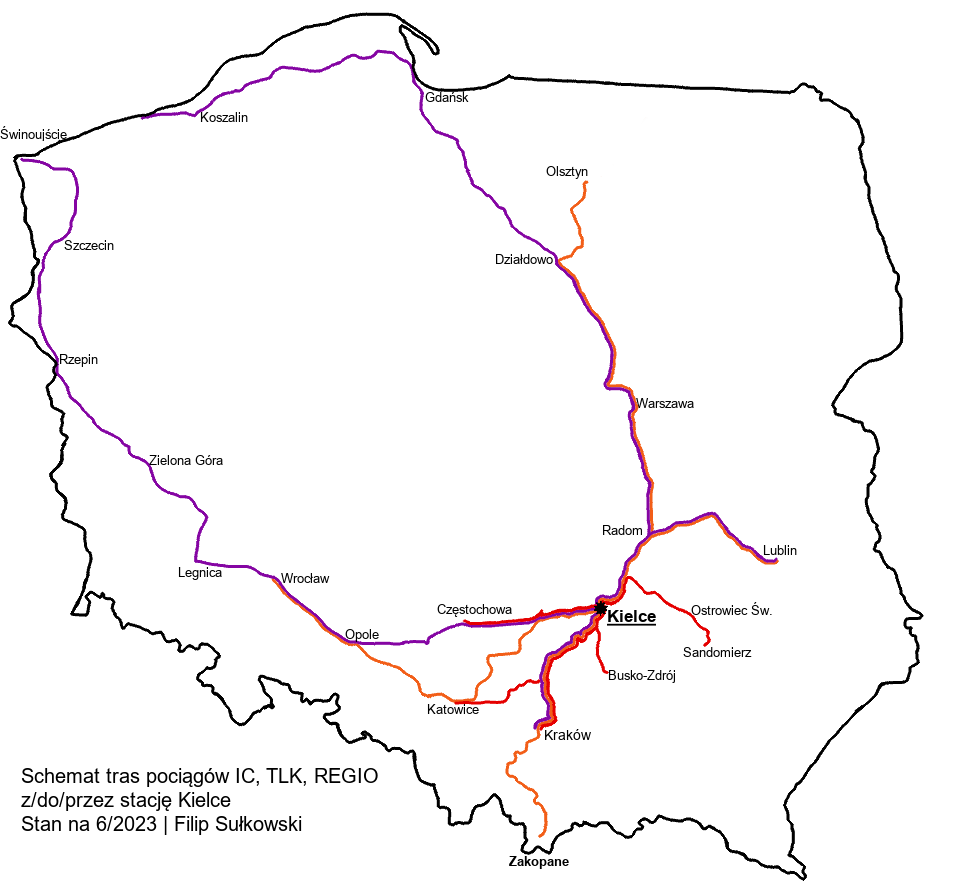
Diagrama das rotas dos trens IC, TLK e REGIO da estação Kielce Główne. (2023)

O transporte ferroviário está presente em Kielce desde 1885, quando a linha que conectava Iwanogród (Dęblin) e Dąbrowa Górnicza, passando pelo centro da cidade, foi concluída. Atualmente, Kielce é um cruzamento de linhas ferroviárias que conectam Varsóvia, Cracóvia e Częstochowa:
- Linha ferroviária n.º 8 Varsóvia — Warka — Radom — Skarżysko-Kamienna — Kielce — Cracóvia.
- Linha ferroviária n.º 61 Kielce — Małogoszcz — Włoszczowa — Częstochowa — Lubliniec — Fosowskie (ferrovia Lubliniec — Kielce).

Nos limites administrativos da cidade, há as seguintes estações ferroviárias: Kielce Główne, Kielce Białogon e Kielce Herbskie, bem como paradas: Kielce Ślichowice (que faz parte da estação Kielce Herbskie), Kielce Słowik e Kielce Piaski, com a estação de ramal Piaski perto de Kielce ao lado. Há também duas ligações ferroviárias que atravessam a área da cidade:

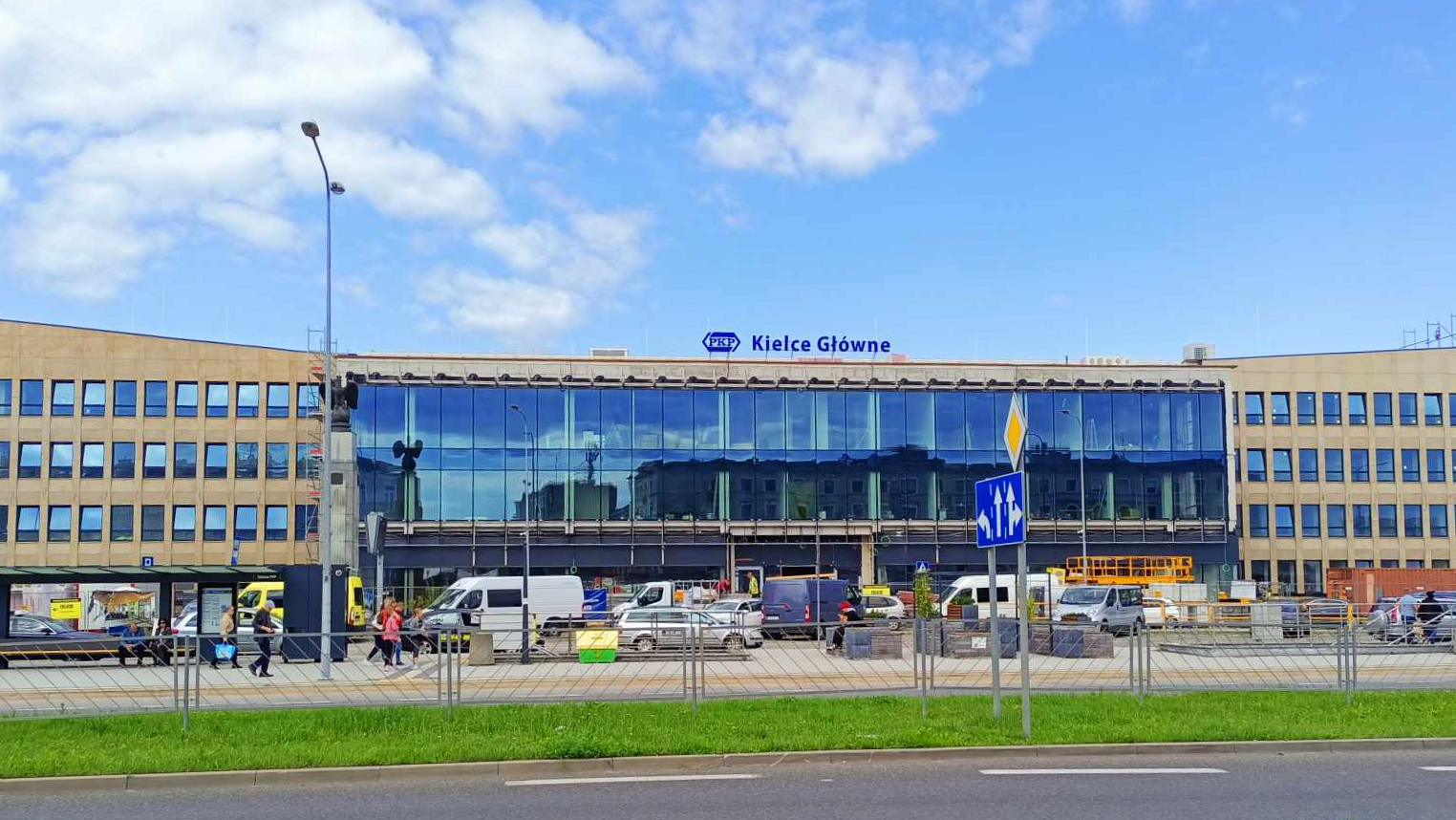
Estação ferroviária principal de Kielce está sendo reformada

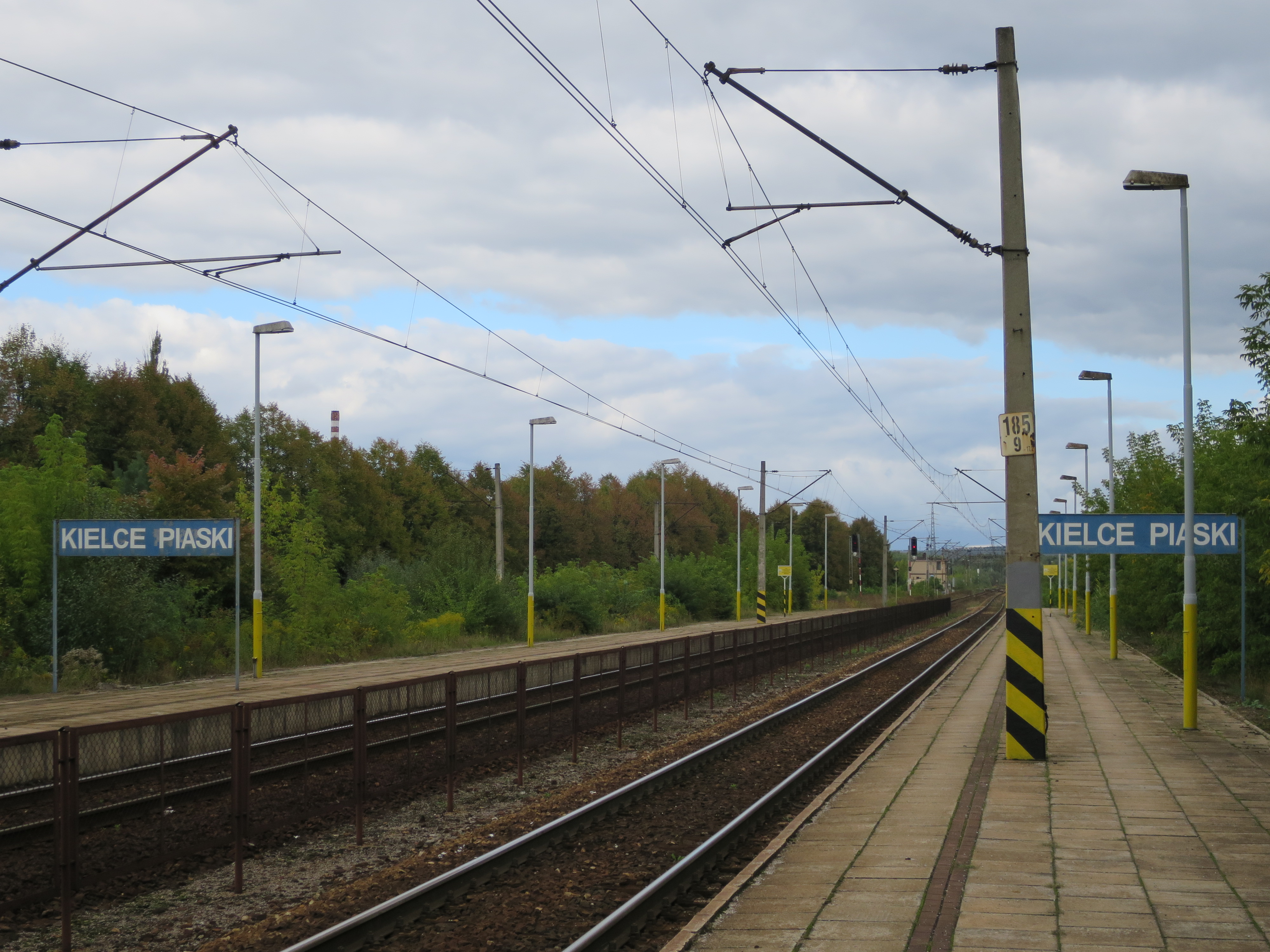
Estação de trem Kielce Piaski (2015)

- Entroncamento ferroviário n.º 567 Piaski, próximo a Kielce — Kielce Herbskie
- Entroncamento ferroviário n.º 568 Sitkówka Nowiny — Szczukowice.

Há planos para a construção de uma nova linha ferroviária, os chamados “raios n.º 7” para o Porto Central de Transportes, que sairá de Nowy Sącz e passará por Tarnów, Busko-Zdrój, Kielce e Opoczno até o Porto Central de Transportes. A construção de duas novas paradas ferroviárias também está planejada: sob o viaduto no curso da rua Kornel Morawiecki e no nível do conjunto habitacional Podkarczówka.
O acesso à estação Kielce Główne é possível a partir de algumas das principais cidades da Polônia. O acesso direto está disponível para residentes de, entre outras, Gdańsk, Lublin, Varsóvia, Częstochowa, Katowice, Koszalin, Cracóvia, Breslávia, Olsztyn, Gdynia, Opole, Białystok ou Łódź.

### Transporte aéreo
O aeroporto esportivo civil de Kielce-Masłów, que tem uma pista de 1155 m, pode acomodar aeronaves de até 20 passageiros. As conversas entre as autoridades provinciais e uma empresa de aviação privada sobre o lançamento de serviços regulares fracassaram.
Em 2006, foi tomada a decisão de instalar um novo aeroporto nas áreas de Obice e Grabowiec das comunas de Morawica e Chmielnik. Em 2012, foram realizadas as primeiras obras de construção, que consistiram na reconstrução da linha de transmissão aérea. No entanto, no final de 2013, a promessa emitida pela Autoridade de Aviação Civil permitindo o funcionamento de um aeroporto civil em Obice expirou. Alguns meses antes, a Diretoria Geral de Proteção Ambiental revogou a decisão ambiental. Em maio de 2014, mais de 31 milhões de PLN haviam sido alocados para o investimento planejado. Depois que o novo prefeito de Kielce assumiu o cargo, os planos de construir um aeroporto foram abandonados. Agora, há a intenção de converter o terreno onde o aeroporto deveria ser construído em um espaço para investimentos.
Os aeroportos internacionais mais próximos estão localizados em Radom-Sadków, Cracóvia-Balice, Katowice-Pyrzowice, Varsóvia-Okęcie, Łódź-Lublin, Rzeszów-Jasionka e Lublin-Świdnik.
Em 2011, uma pista de pouso sanitária foi inaugurada na rua Grunwaldzka, temporariamente desativado para a construção da nova sala de operações. Após concluído, o heliponto ficará localizado no telhado do edifício Após isso, em 2018, no telhado do Hospital de Kielce, na rua Kościuszki.

### Transporte público coletivo

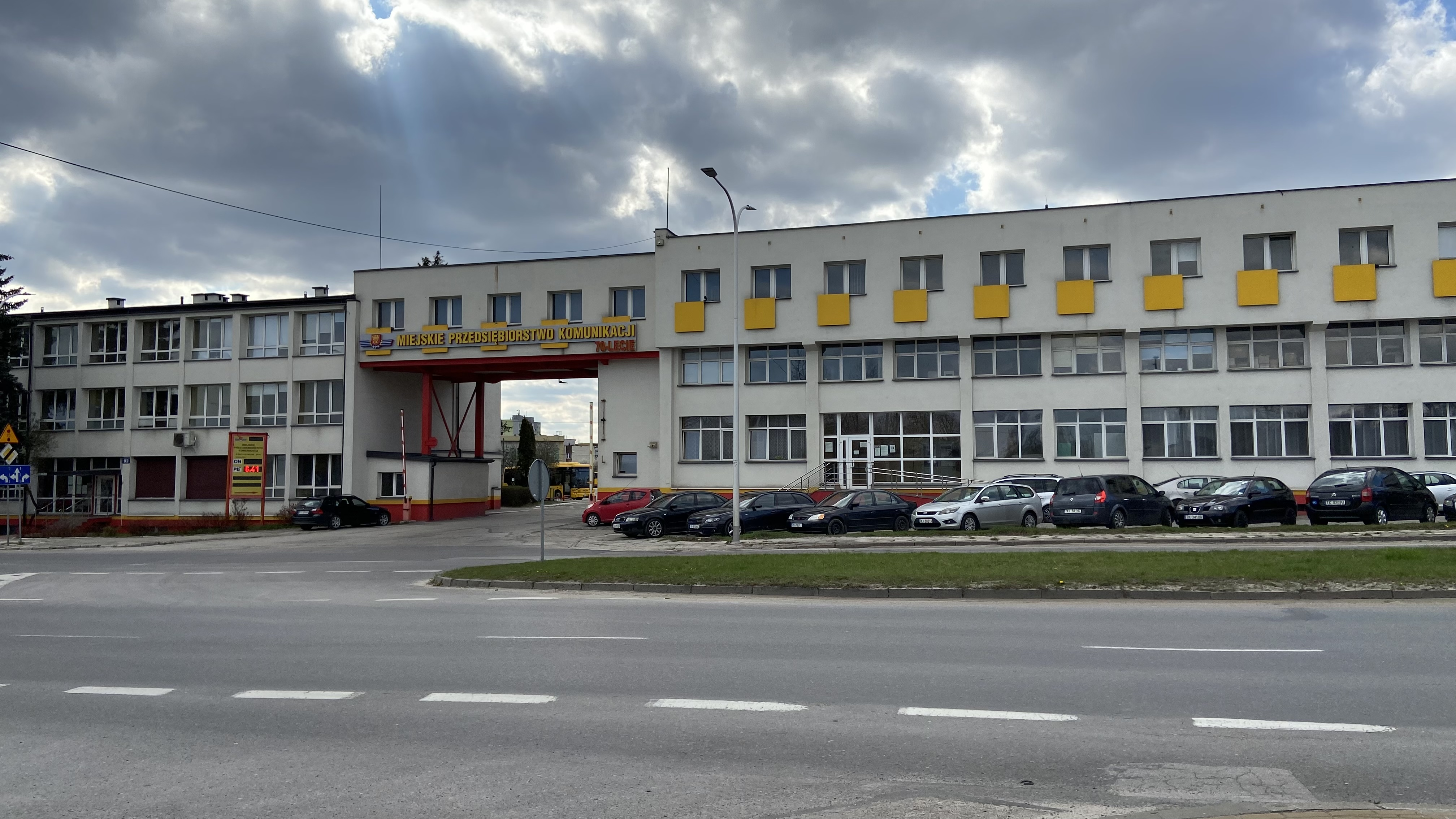
Entrada principal da garagem de ônibus na rua Jagiellońska, sede da Empresa Municipal de Transportes de Kielce

O transporte público em Kielce está em operação desde 22 de julho de 1951, quando o Departamento e, em seguida, a Autoridade Municipal de Transportes foi criada como parte da Empresa Municipal de Economia Municipal em Kielce. Em 2007, a então Autoridade Municipal de Transportes tornou-se uma empresa de propriedade dos funcionários e mudou seu nome para Companhia Municipal de Transportes.
Em 2003, na forma de um estabelecimento orçamentário da comuna de Kielce, foi criada a Autoridade de Transporte Público (ZTM), com sede na rua Głowackiego, 4. A autoridade gerencia e supervisiona o transporte público em nome da cidade de Kielce (cria horários, impõe multas à transportadora etc.). As transportadoras são a Miejskie Przedsiębiorstwo Komunikacji, com sede e base na rua Jagiellońska, 92, e a BP Tour filial Kielce, com base na rua Ściegiennego, 264.
Entre 2004 e 2009, o número de passageiros no transporte público de Kielce caiu de 33,9 milhões para 30,3 milhões. Ele começou a aumentar nos quatro anos seguintes, chegando a 35,1 milhões em 2013. O crescimento adicional foi interrompido pela pandemia do coronavírus, após a qual o número de passageiros aumentou gradualmente, chegando a pelo menos 38 milhões em 2023 e quase 39 milhões em 2024.
As principais razões para o aumento até 2013 foram a compra de 40 ônibus e a criação de 13 novas linhas de transporte, a compra do Sistema de Informações de Passageiros e a introdução do sistema Cartão da Cidade de Kielce, enquanto após a pandemia, entre outras coisas, houve mudanças tarifárias que permitiram o uso de um único bilhete como bilhete por hora, bem como a criação de bilhetes semestrais para alunos e estudantes e a introdução de descontos para pessoas que pagam seus impostos na cidade. Os ônibus híbridos (designados pelos números de série 5xxx para regulares e 6xxx para articulados) estão operando nas linhas 34, 46, 50, 51 e 54 desde 1 de fevereiro de 2018.
Até 31 de agosto de 2023, a MPK era a única operadora em Kielce, com a BP Tour se tornando a segunda operadora a partir de 1 de setembro.
Atualmente, há 55 linhas de ônibus, entre as quais há duas linhas noturnas (N1 e N2), duas linhas de “cemitério” que circulam nos fins de semana (F e Z), uma linha sazonal T e duas linhas gratuitas que circulam no centro da cidade (0W e 0Z).
Várias vezes, nas décadas de 1930 e 1980 e no início do século XXI, uma linha de bonde foi planejada em Kielce.

### Transporte intermunicipal

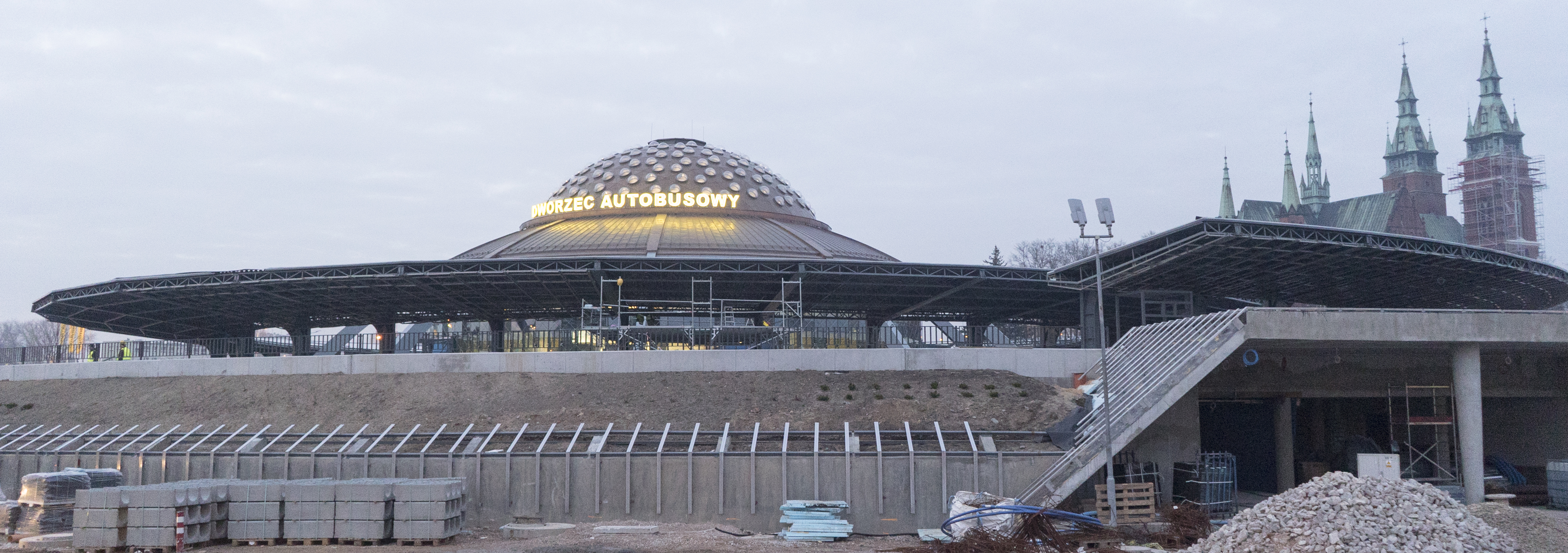
Rodoviária de Kielce antes da reforma em 2020

A história do transporte de ônibus em Kielce remonta a 1945, quando o Depósito Regional de Ônibus foi criado. Já em 1946, foram organizados itinerários regulares para Cracóvia, Varsóvia, Jelenia Góra, Cieplice e cidades vizinhas. Em 1984, a rodoviária da PKS em Kielce, na época uma das instalações mais modernas do gênero na Europa, foi inaugurada. Sua arquitetura incomum e soluções inovadoras de transporte a qualificam como uma das atrações mais interessantes da cidade. Depois de 1990, a PKS de Kielce foi renomeada como Przedsiębiorstwo Państwowej Komunikacji Samochodowej SA em Kielce e, desde então, vem operando o transporte regular de passageiros de longa distância e internacional. Em novembro de 2010, o Ministério do Tesouro do Estado decidiu colocar a empresa em liquidação devido à sua situação financeira ruim. Atualmente, a estação pertence ao município de Kielce. O município embarcou em uma grande revitalização do local, que levou dois anos (2018). O local se tornou o centro de transportes de Kielce. A estação foi finalmente inaugurada no final de agosto de 2020, e os primeiros ônibus chegaram em 1 de setembro daquele ano.

### Transportadoras privadas

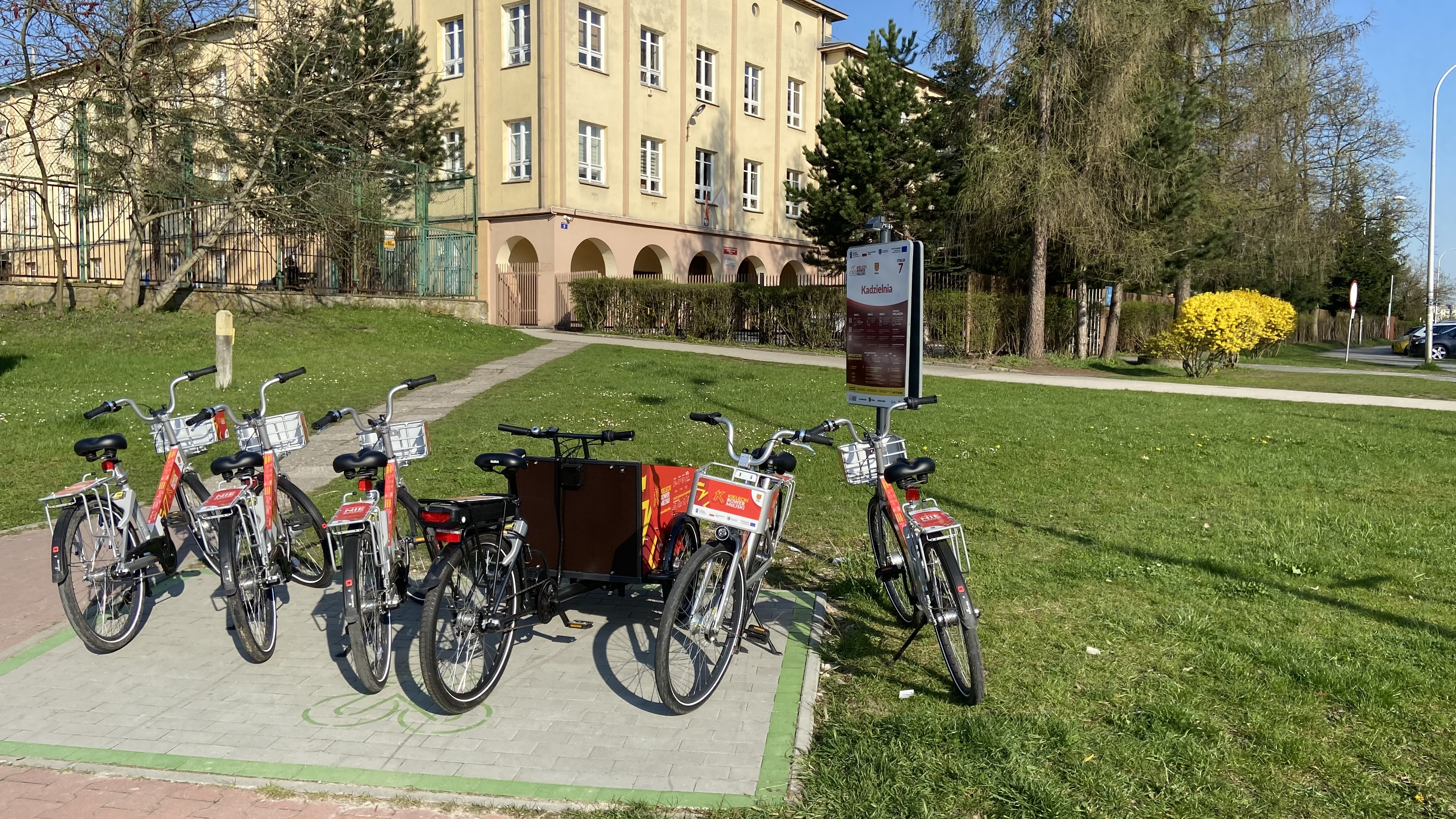
Vista da estação de bicicletas “Kadzielnia”, ao fundo, a VI Escola Secundária Juliusz Słowacki

Os serviços de transporte individual estão se desenvolvendo intensamente em Kielce. Os serviços de táxi são oferecidos por 12 empresas. Os percursos de longa distância são atendidos por micro-ônibus pertencentes, em sua maioria, à Associação Santa Cruz de Transporte Privado. A empresa tem uma rodoviária localizada na rua Żelazna, 18.

### Bicicleta urbana
O sistema de bicicletas públicas foi lançado em 18 de outubro de 2022. Naquela época, 250 bicicletas (incluindo 210 bicicletas tradicionais, cinco tandens, 25 bicicletas elétricas e 10 bicicletas elétricas de transporte de carga) estavam disponíveis, distribuídas em 59 estações.

#### Estações
Em 2023, havia 57 estações (fixas e virtuais) em Kielce onde era possível deixar uma bicicleta. Em 2024, o número de estações aumentou para 58. Em 2025, foram inauguradas duas novas estações: em Malikowo, que foi financiada pela DS Smith, uma empresa da área, e na rua Ściegiennego, financiada pela padaria Pod Telegrafem.

## Educação e ciências

Universidade Jan Kochanowski
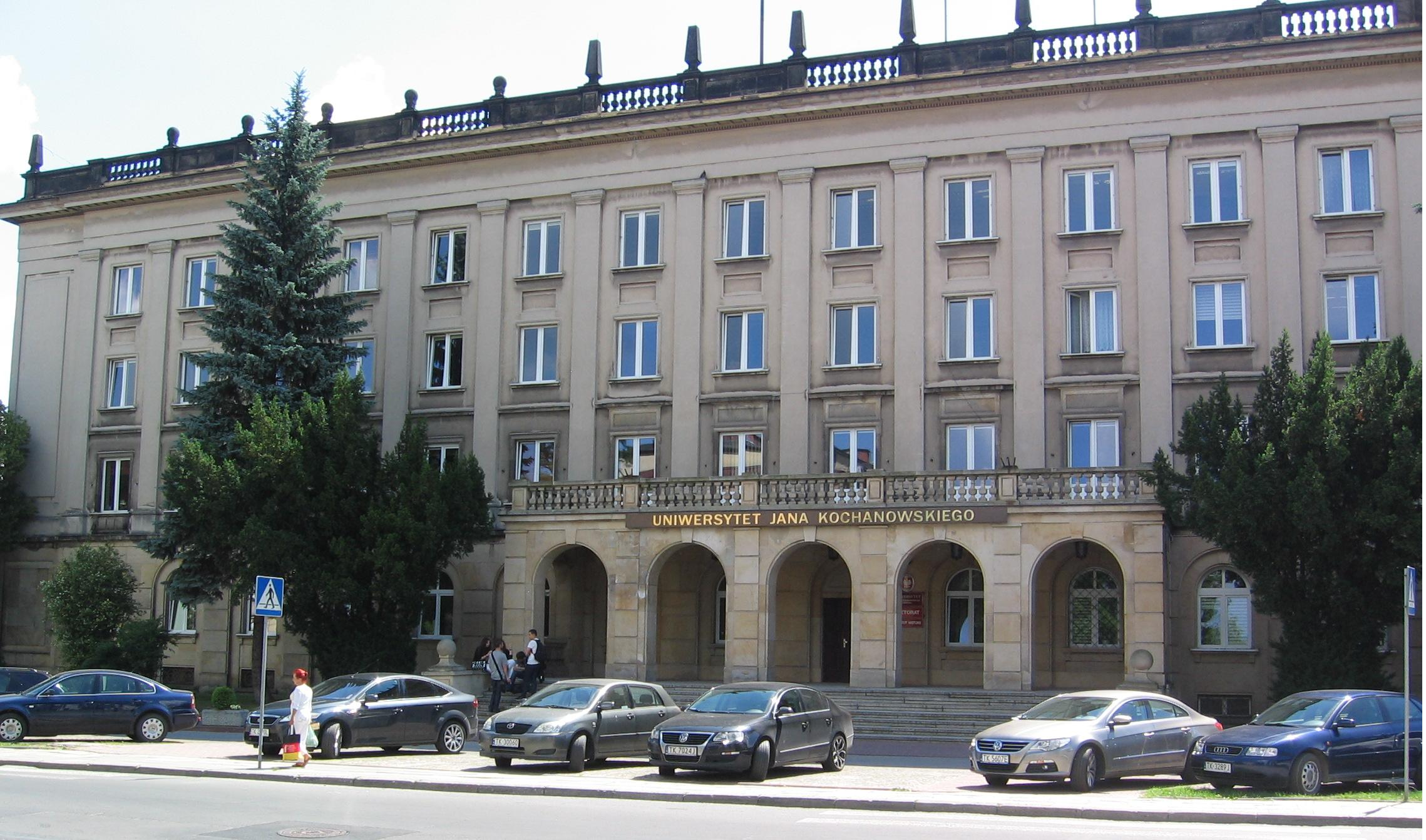
Reitoria e Instituto de História
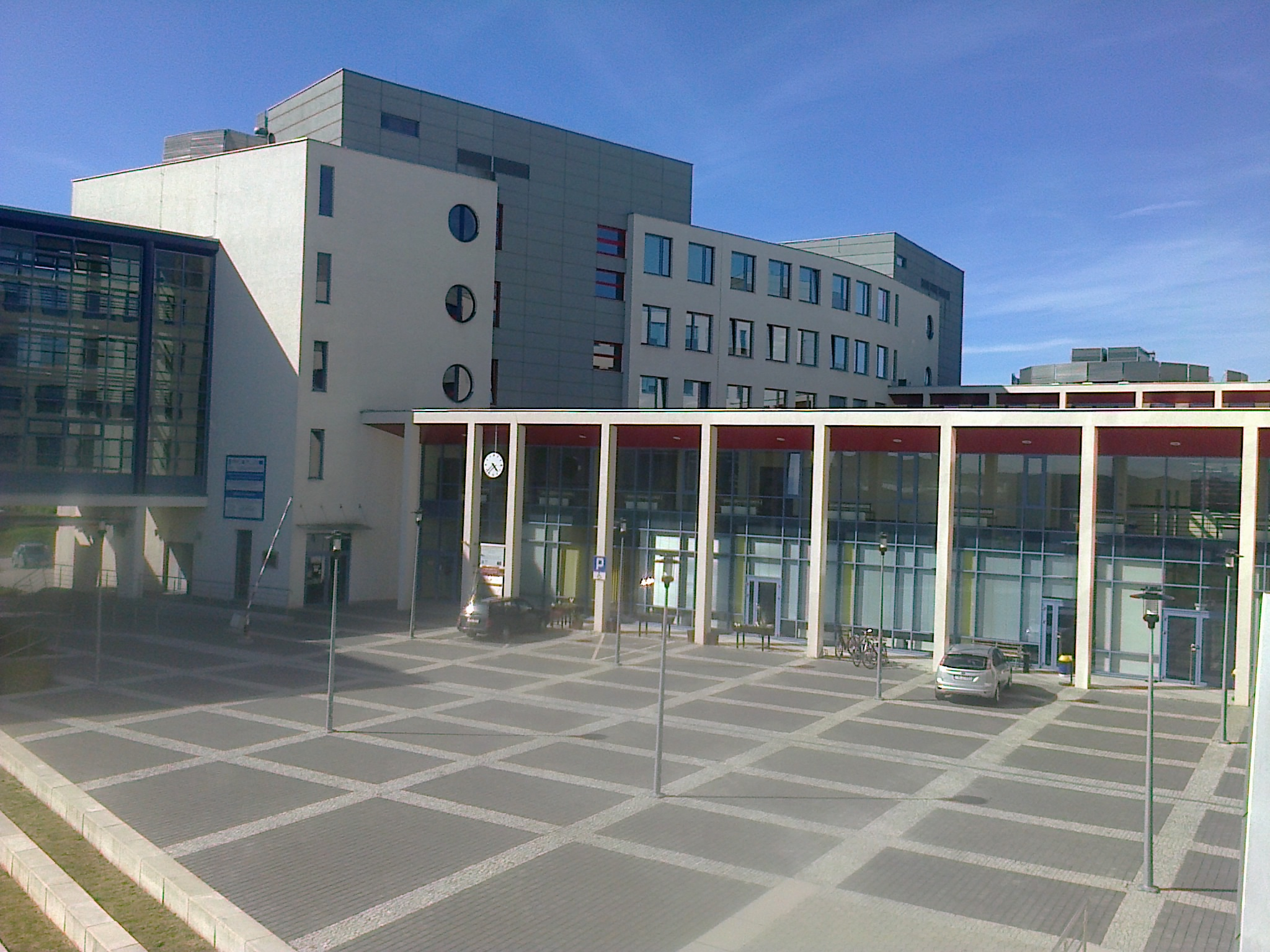
Instituto de Química
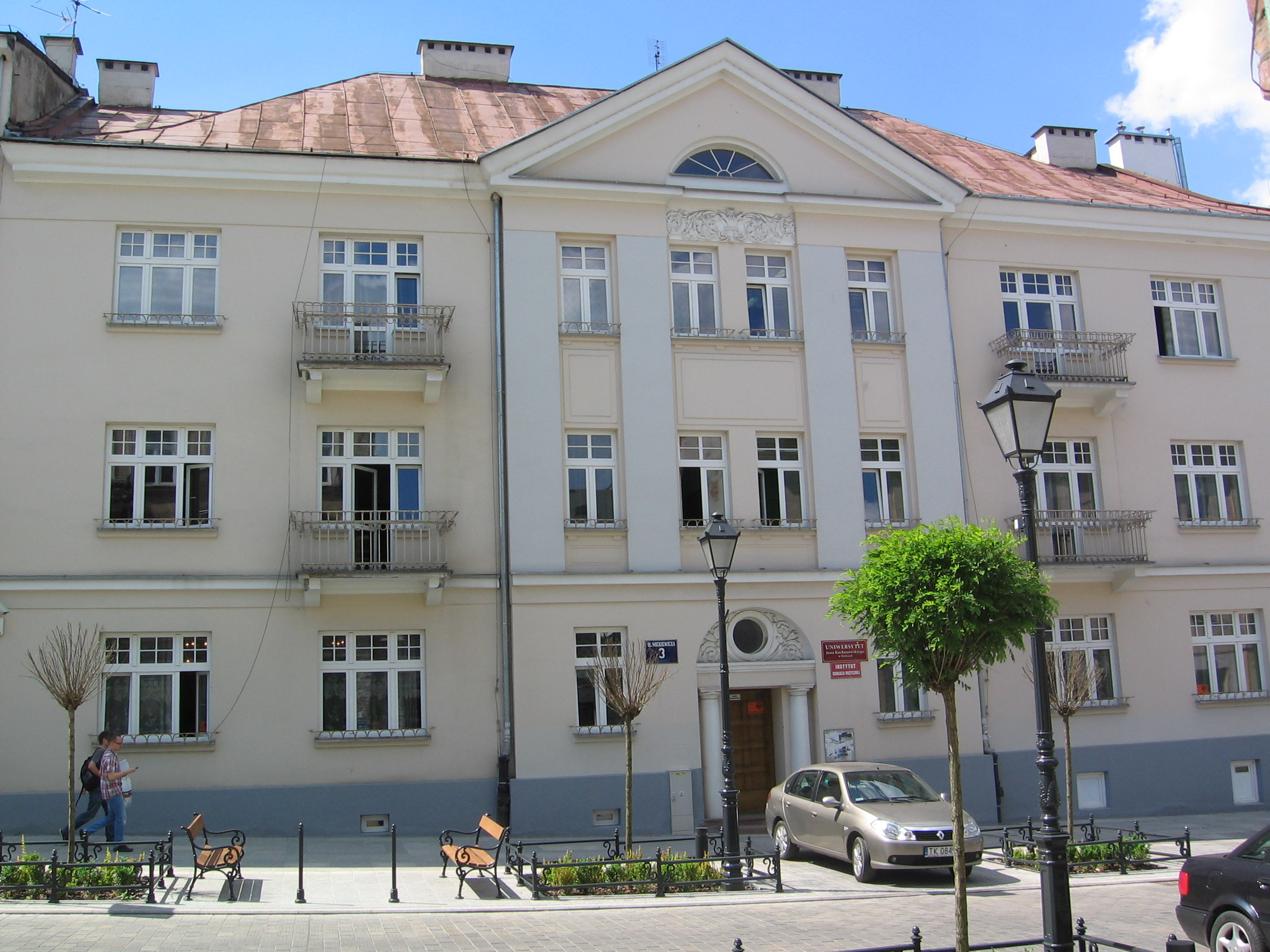
Instituto de Educação Musical
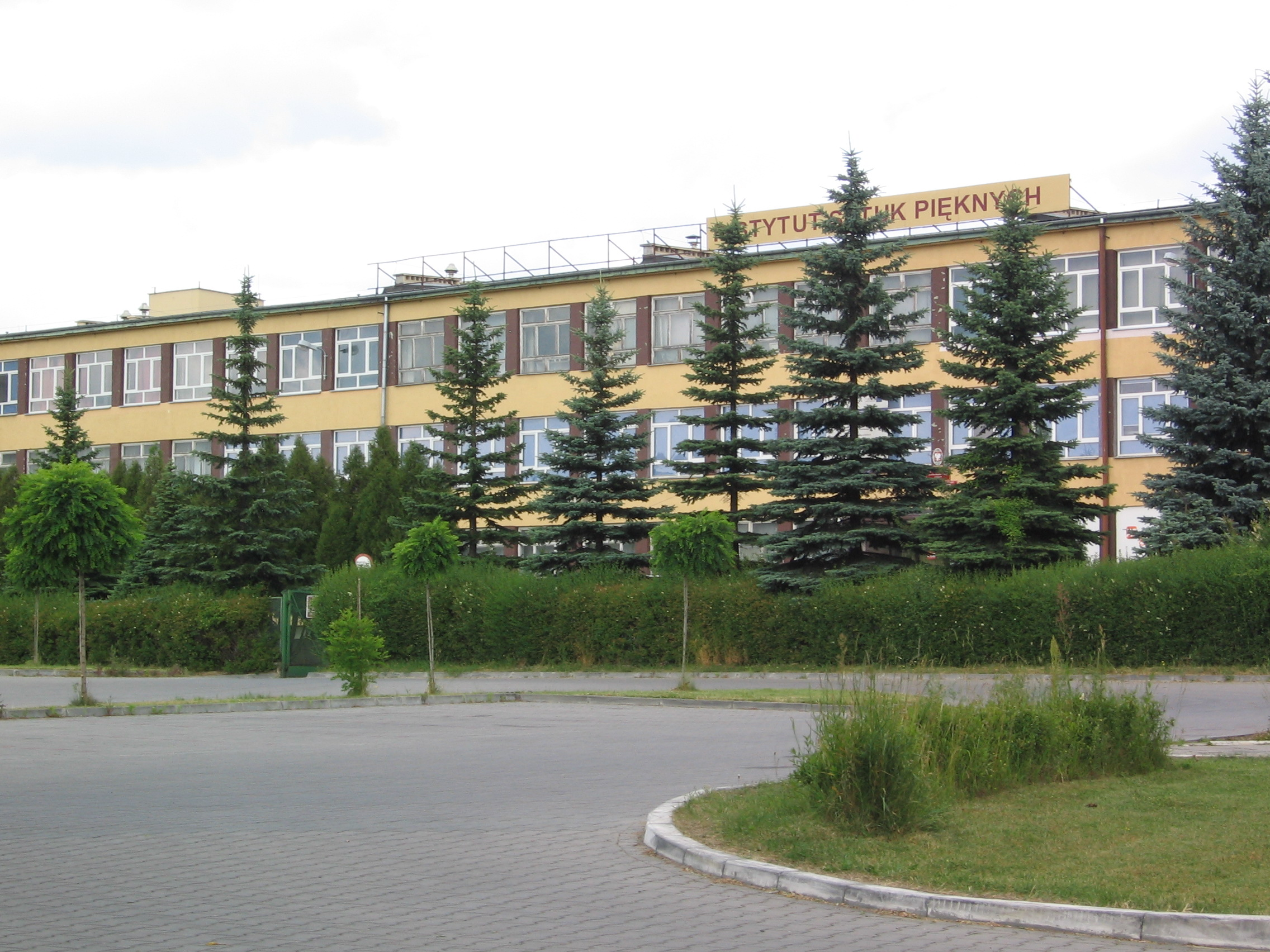
Instituto de Belas Artes
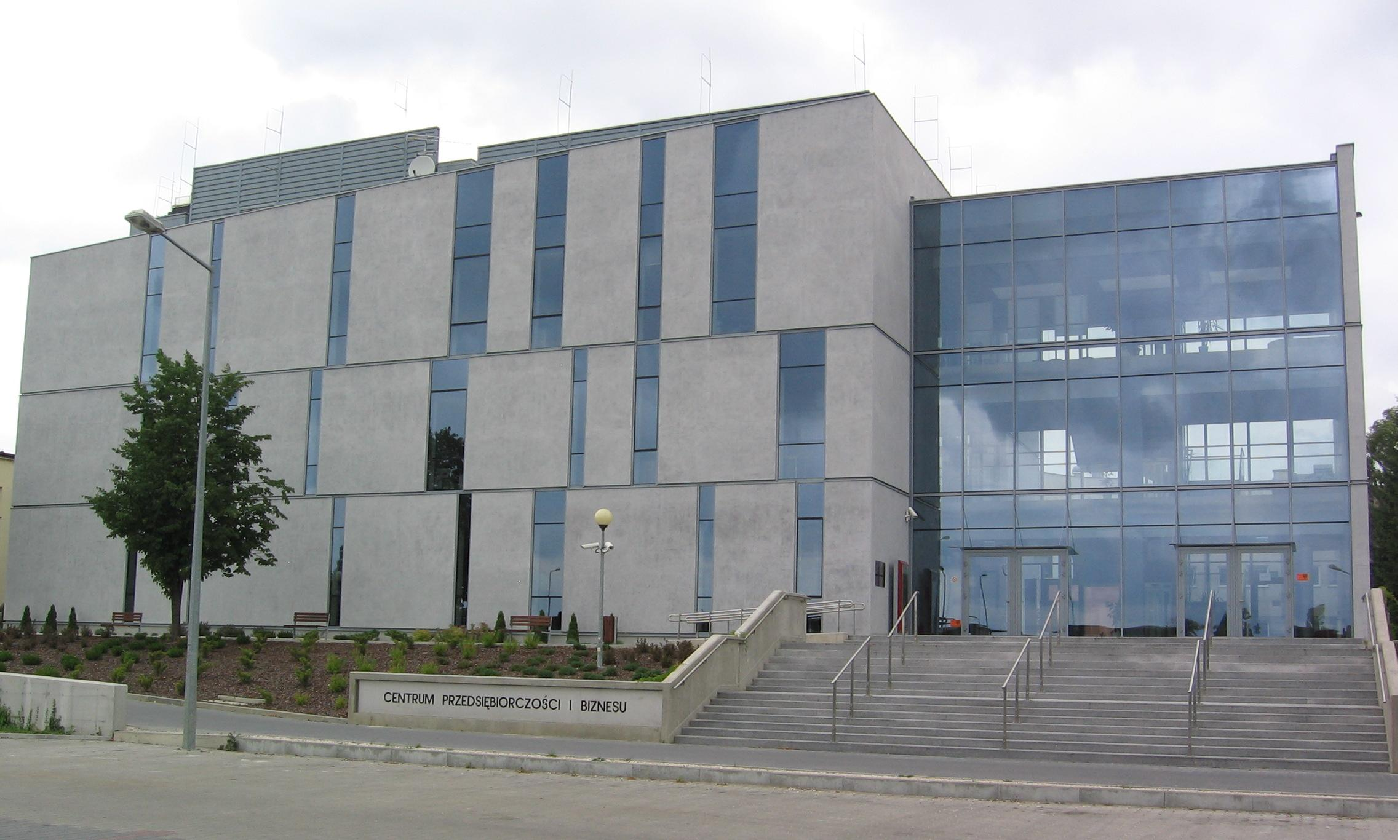
Centro de Empreendedorismo e Negócios
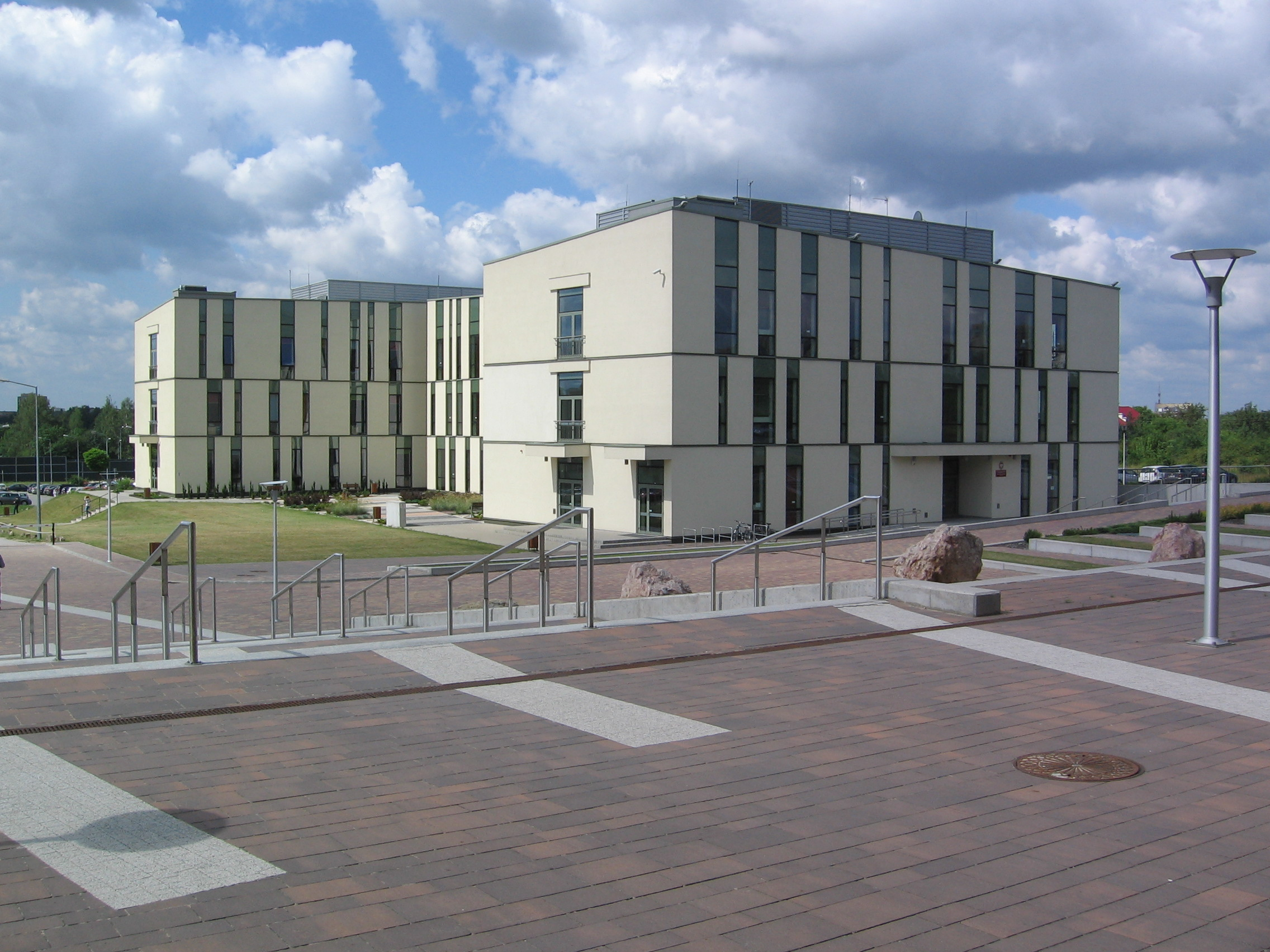
Centro de Línguas Estrangeiras
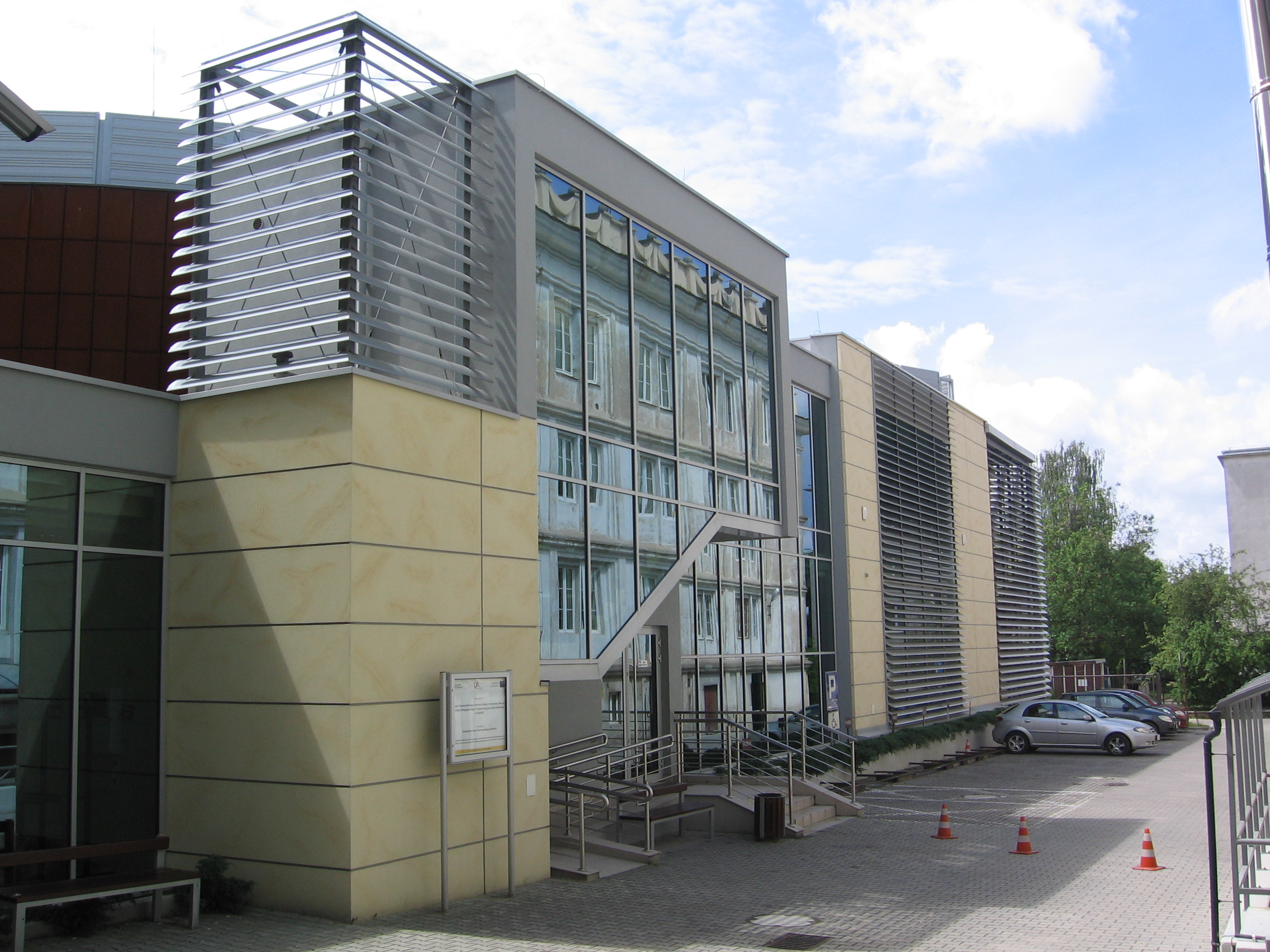
Centro de Educação Artística
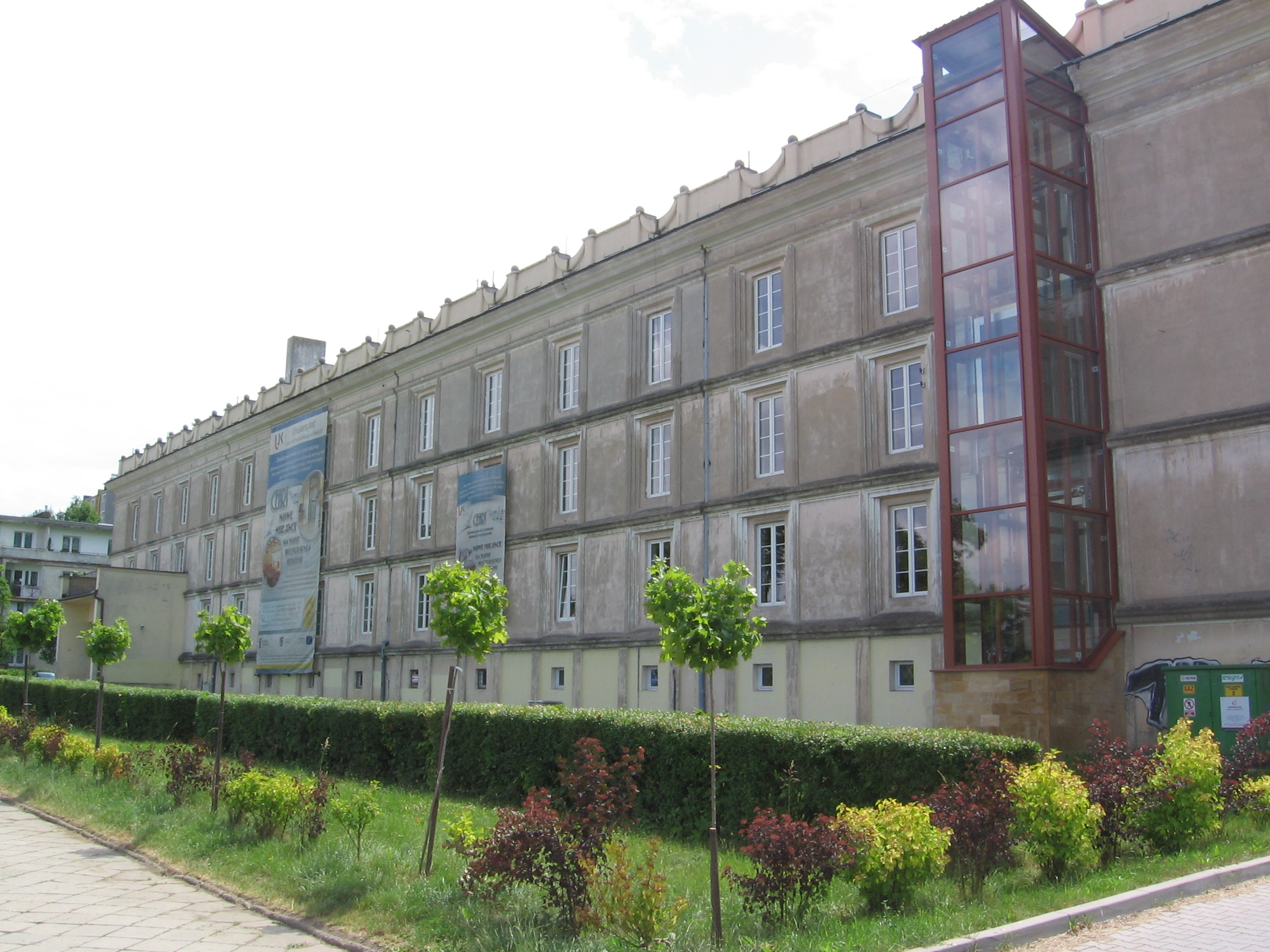
Faculdade de Pedagogia e Artes
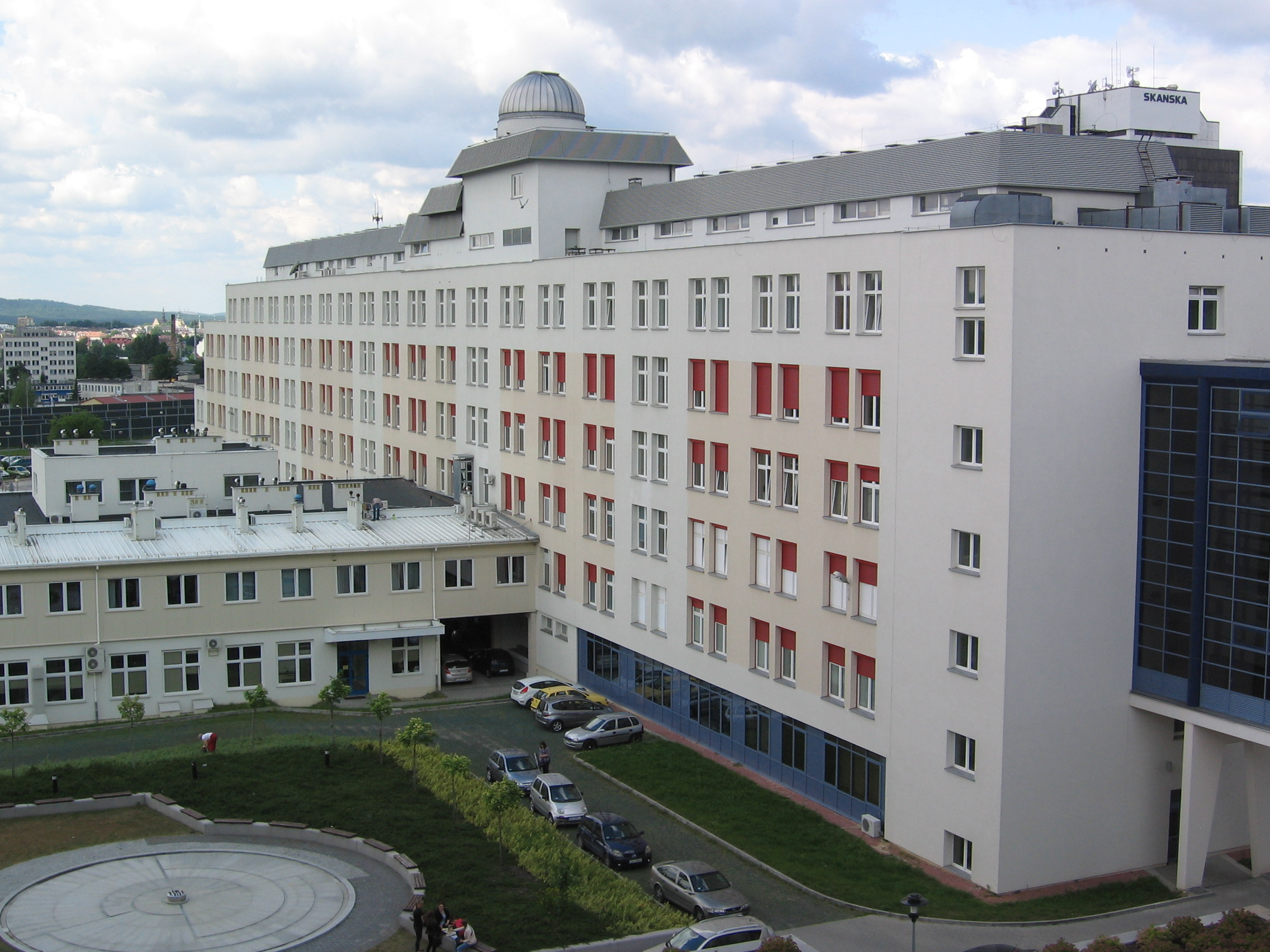
Faculdade de Matemática e Ciências Naturais
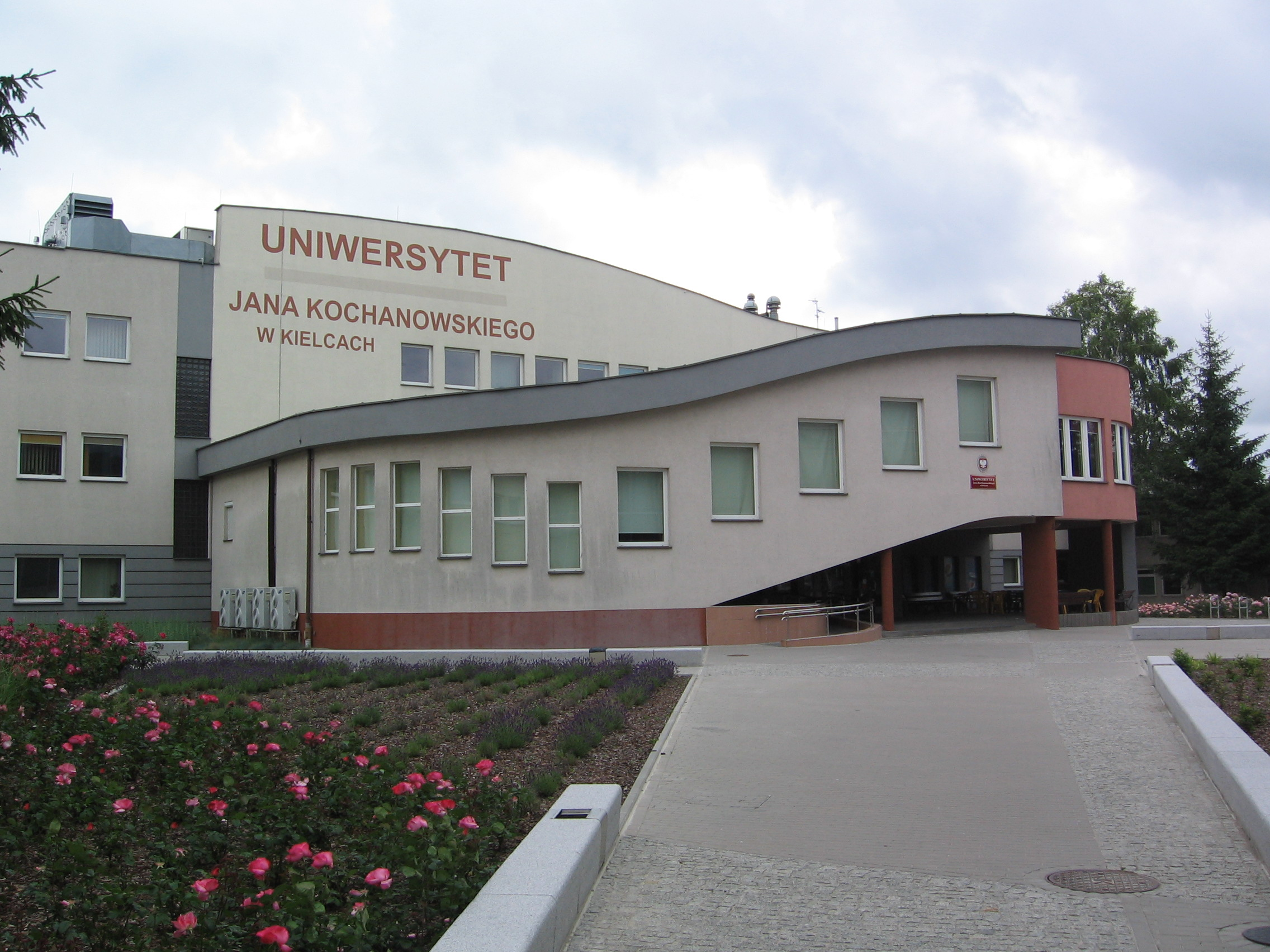
Faculdade de Administração e Gerenciamento
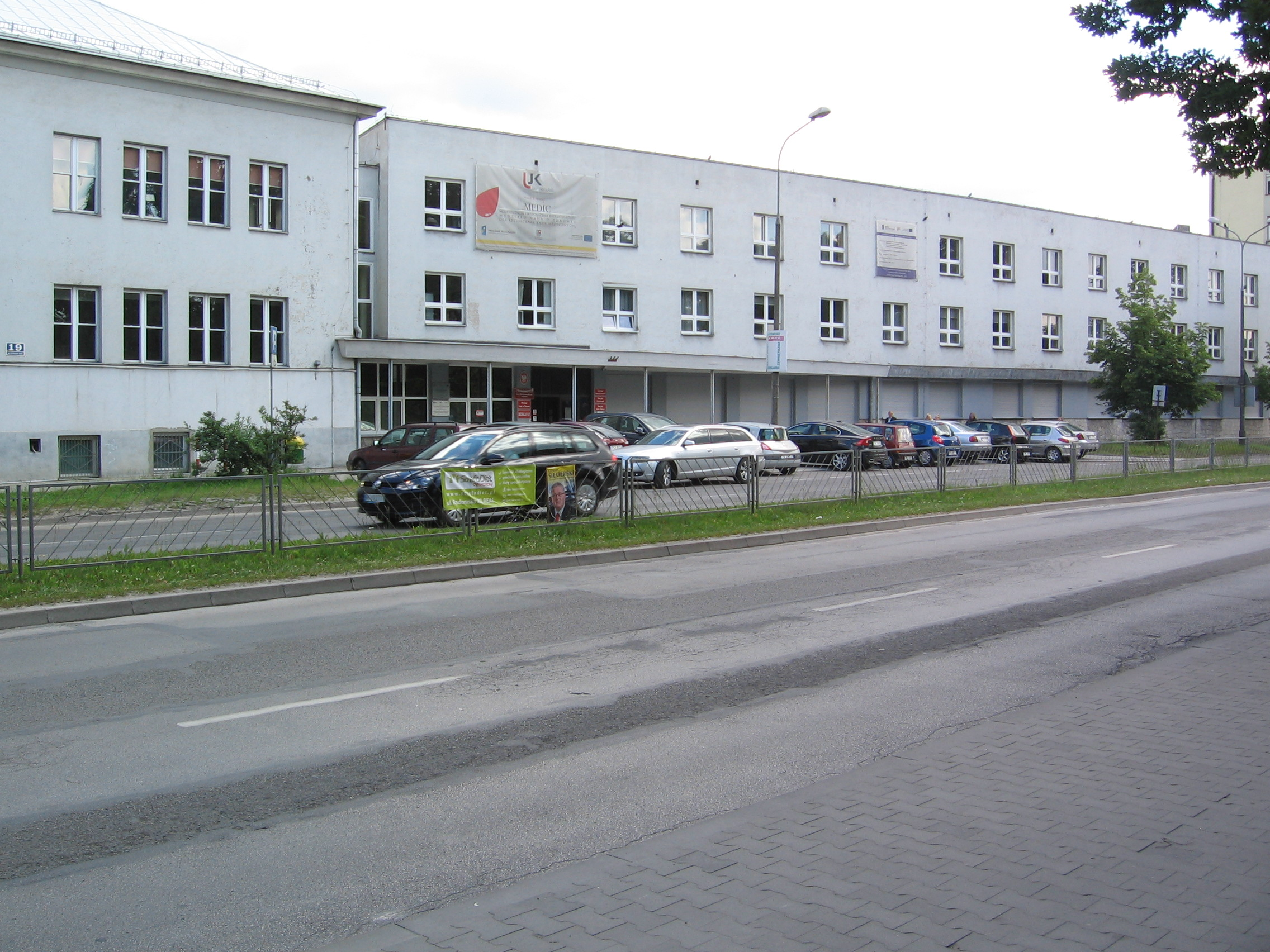
Faculdade de Ciências da Saúde

Kielce é um centro científico com dez universidades:
- Universidade Jan Kochanowski,
- Universidade de Tecnologia de Kielce,
- Universidade de Ciência e Tecnologia de Santa Cruz,
- Universidade de Santa Cruz,
- Escola Superior de Administração Pública,
- Universidade de Economia, Direito e Ciências Médicas Edward Lipinski
- Universidade de Tecnologia da Informação e Telecomunicações,
- Seminário Superior em Kielce,
- Escola Superior de Staropolska,
- Academia Social de Ciências.

Além disso, há 16 escolas secundárias públicas e 28 escolas primárias, bem como muitas instituições educacionais privadas em Kielce.

## Cultura

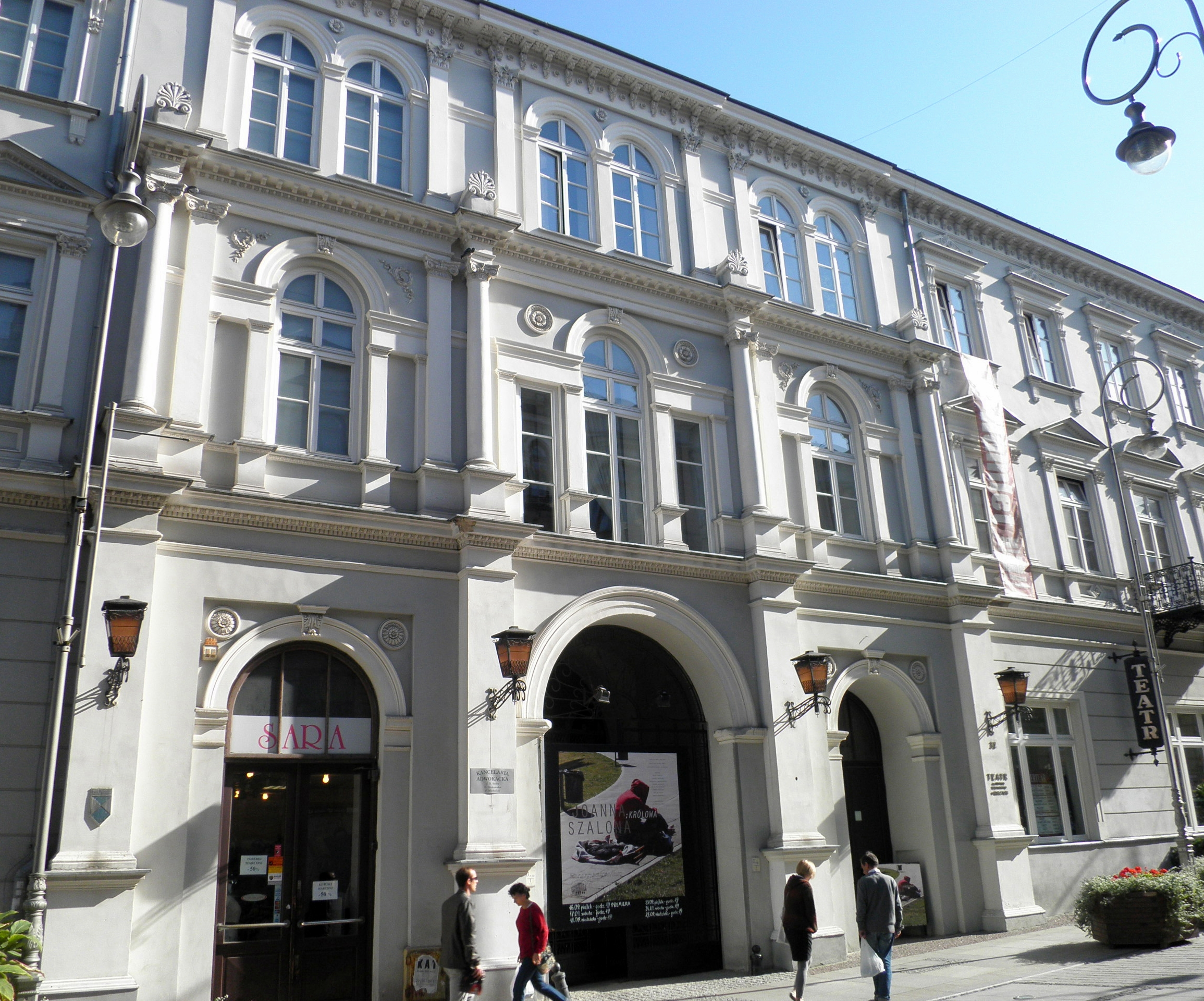
Teatro Żeromski antes da reforma

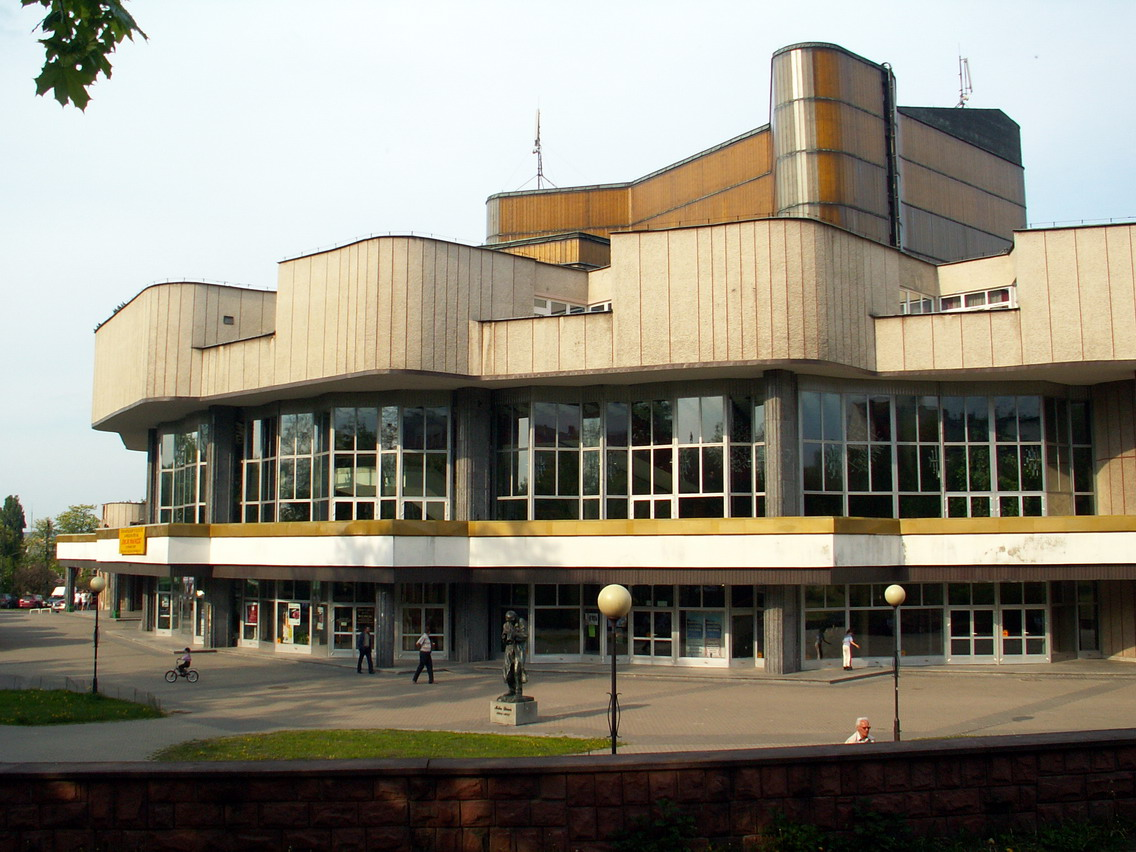
Centro Cultural de Kielce

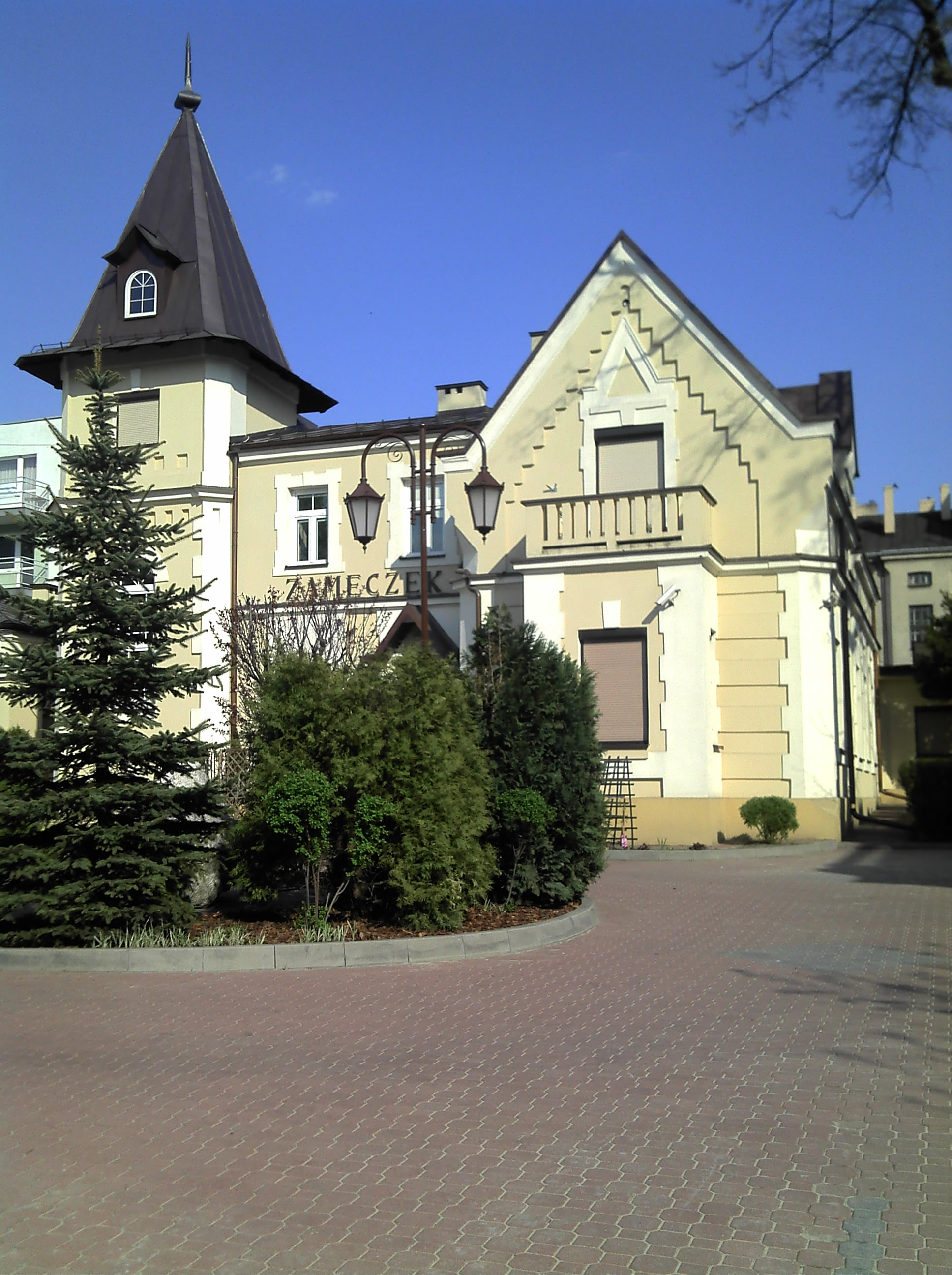
Centro Comunitário “Zameczek”

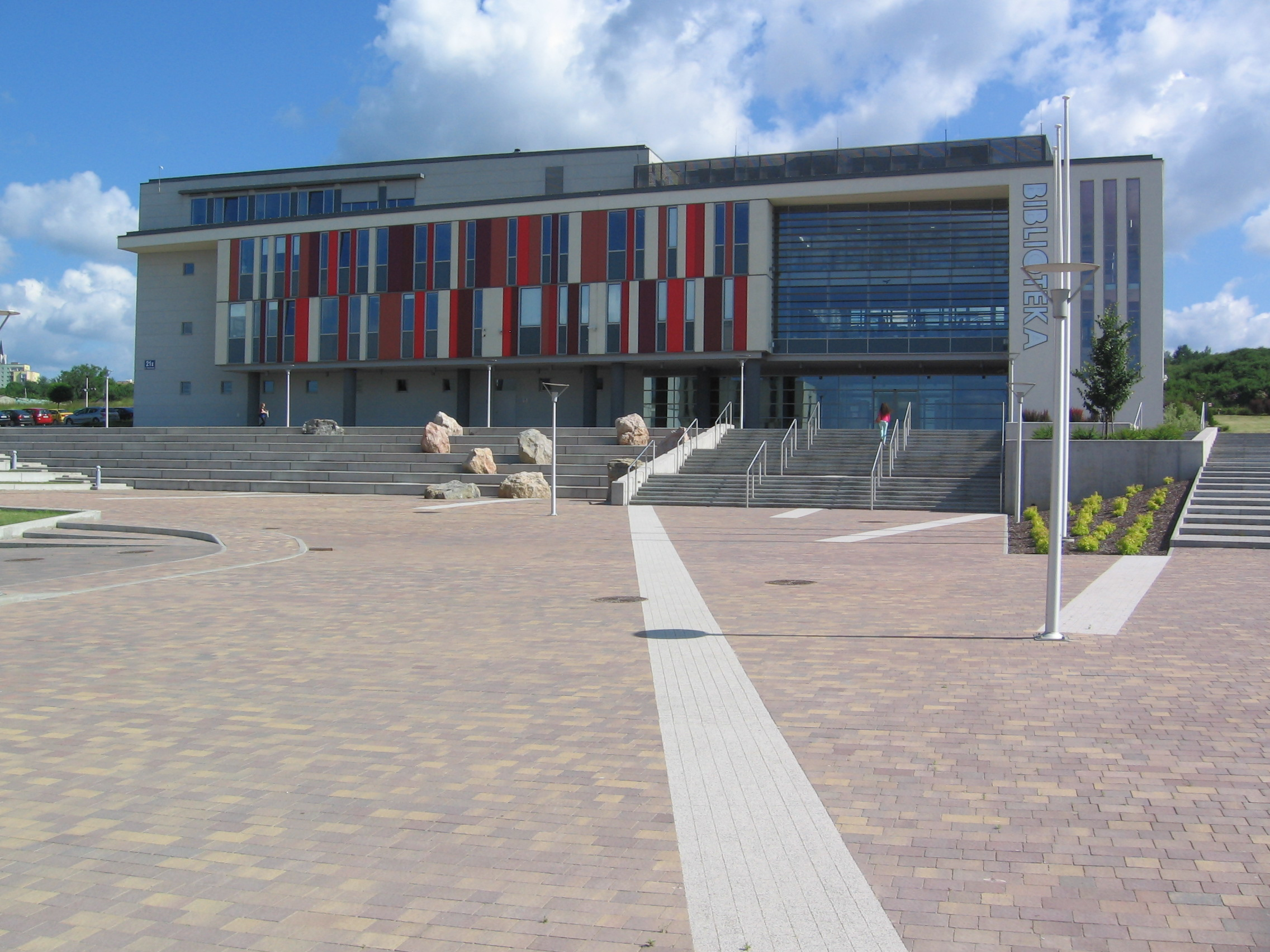
Biblioteca da Universidade de Kielce

Kielce é definitivamente o centro cultural da região, com a maioria dos concertos e eventos culturais ocorrendo aqui.

### Festivais
Eventos culturais cíclicos que ocorrem em Kielce:
- Festivais de música
  - Festival de Cultura Escolar Juvenil dos Escoteiros de Kielce
  - Anima Mundi – Festival Internacional de Órgão e Música Sacra
  - Hasarapasa – festival de música e arte alternativas
  - Memorial to Miles – festival de música jazz
  - Dias de música de Santa cruz
  - Firmament – festival de música eletrônica
- Festivais de cinema e teatro
  - NURT
  - Plebiscito “O Dzika Róża” (“Pela Rosa Selvagem”)
- outros
  - Festival de dança de Kielce
  - OFF Fashion
  - Sabá das bruxas

### Instituições culturais que operam em Kielce
- Cinemas
  - Helios, localizado no edifício Echo Gallery, foi construído no final de novembro de 2002 no cruzamento da rua Swietokrzyska com a avenida Solidarności. Ele consiste em 7 salas de cinema com um total de 1 446 assentos.
  - Moskwa, na rua Staszica, com 396 assentos.[92]
  - Cine Studio, no prédio do cinema Moskwa, com 55 assentos.[92]
  - Cinema Fenomen (entre 2008 e 2013, Cinema WDK[93]), no prédio da Casa Provincial de Cultura em Kielce, com 500 assentos.[94]
  - Multikino na Galeria Korona Kielce, localizada na rua Warszawska, com 9 salas e 1471 assentos.[95]
- Teatros[96]
  - Teatro Stefan Żeromski, existente desde 1945, está localizado em um edifício histórico da segunda metade do século XIX, a antiga sede do Hotel Polski (temporariamente localizado na Casa da Cultura da Voivodia durante a reforma, que vai de fevereiro de 2021 a agosto de 2024).[97][98][99] Várias estreias por ano são realizadas aqui, e cada temporada se encerra com um plebiscito para a “Rosa Selvagem”.
    - Teatro de Marionetes e Atores “Kubuś”, fundado em 1955, desde o final de agosto de 2024 nas novas instalações na Colina do Castelo.[100]
    - Teatro de Dança de Kielce, fundado em 1995 por Elżbieta Szlufik-Pańtak.
    - Teatro Ecce Homo, um teatro de Kielce, que opera principalmente na fórmula de Performance.
    - Teatro S.T.R.E.F.A – um teatro off-line de Kielce, criado em 21 de março de 2008 por iniciativa de Łukasz Piotr Strzelczyk, Daniel Karpeta e entusiastas do teatro como um teatro alternativo independente.
    - Teatro Panika na Quarta Escola Secundária, fundado em 1997, que se apresenta, entre outros, no palco do Teatro Stefan Żeromski, é uma continuação do Teatro sem Cortina que funcionava na rua Sawicka na década de 1980.
    - Teatro “PEGAZ” está em funcionamento desde 1997 no Centro Cultural de Kielce. O fundador, diretor e autor de todas as peças encenadas no Palco Pequeno do Centro Cultural de Kielce é Andrzej Skorupski.
- Filarmônica
  - Filarmônica Oskar Kolberg Świętokrzyska, com tradições que remontam à década de 1920 e sediada em um novo prédio na rua Żeromskiego.[101]
- Coros
  - Coro de Câmara Fermata
  - Coro Acadêmico da Universidade de Tecnologia de Santa Cruz
  - Coro do Instituto de Educação Musical da Academia de Santa Cruz em Kielce
  - Coro da Escola Secundária n.º 2 Jan Śniadecki em Kielce
- Centros culturais
  - Centro Cultural de Kielce, em funcionamento desde 1992, instalado em um edifício inspirado no Teatro Musical de Gdynia
  - Centro Cultural Provincial, localizado em um prédio construído em 1935 como a Casa de Treinamento Militar e Educação Física J. Piłsudski
  - Casa da Cultura da Juventude em Kielce, rua Kozia
  - Casa de Cultura “Zameczek”, rua Słowackiego
  - Centro Cultural “Ziemowit” (filial do Centro Cultural “Zameczek”)
  - Centro Cultural “Białogon” (filial do Centro Cultural “Zameczek”)
  - Casa das Comunidades Criativas, localizada no histórico Palácio Tomasz Zieliński, rua Zamkowa
  - “Baza Zbożowa”, galeria de jovens artistas, rua Zbożowa
  - Biblioteca Pública da Voivodia Witold Gombrowicz em Kielce, com uma valiosa coleção de gravuras antigas e uma coleção de livros de quase 550 mil volumes
  - Biblioteca Pública Municipal em Kielce
  - Centro Cultural Estudantil da Universidade de Tecnologia de Kielce

### Museus

Museus da cidade
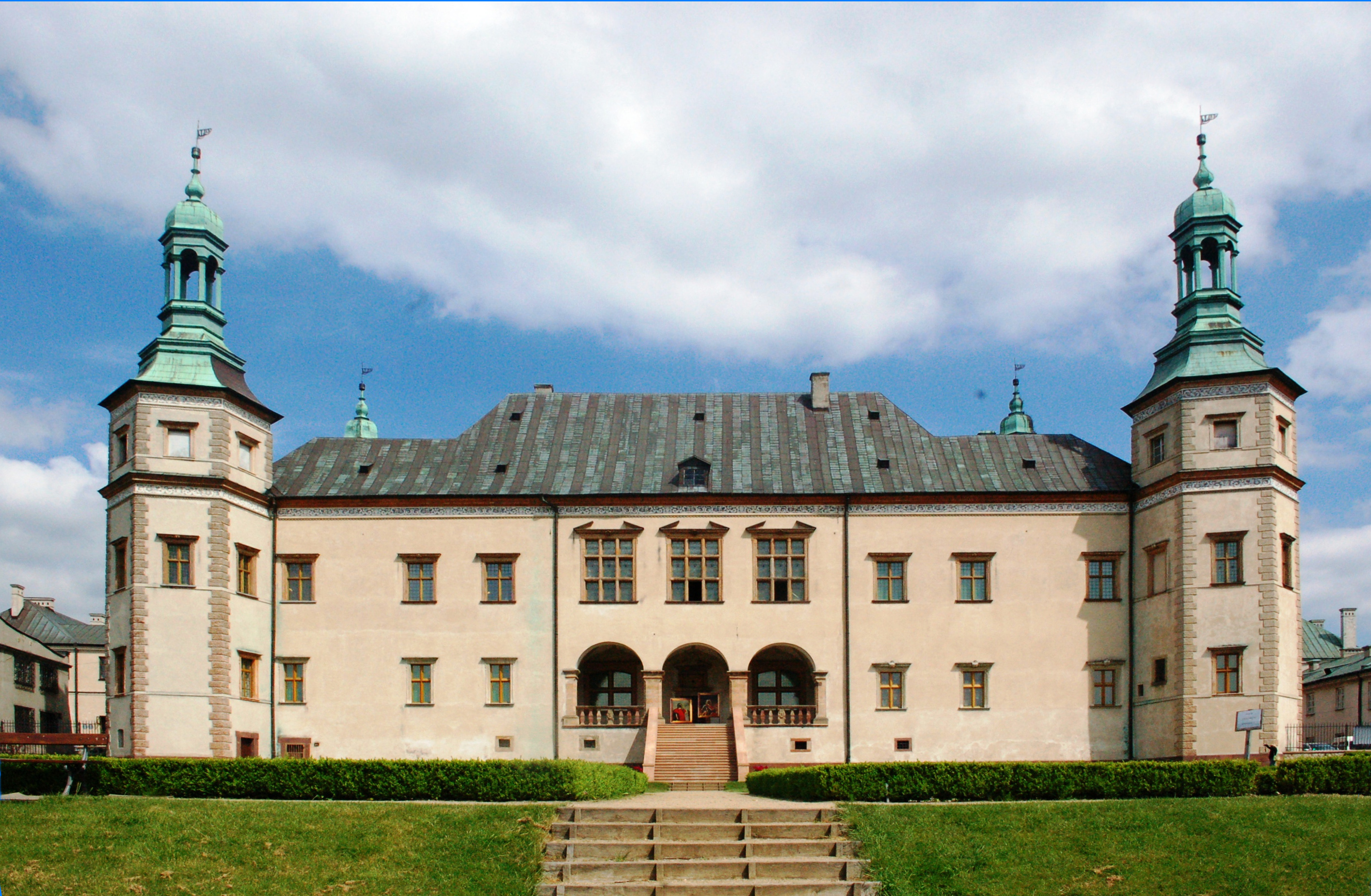
Palácio dos Bispos de Cracóvia, atualmente o Museu Nacional
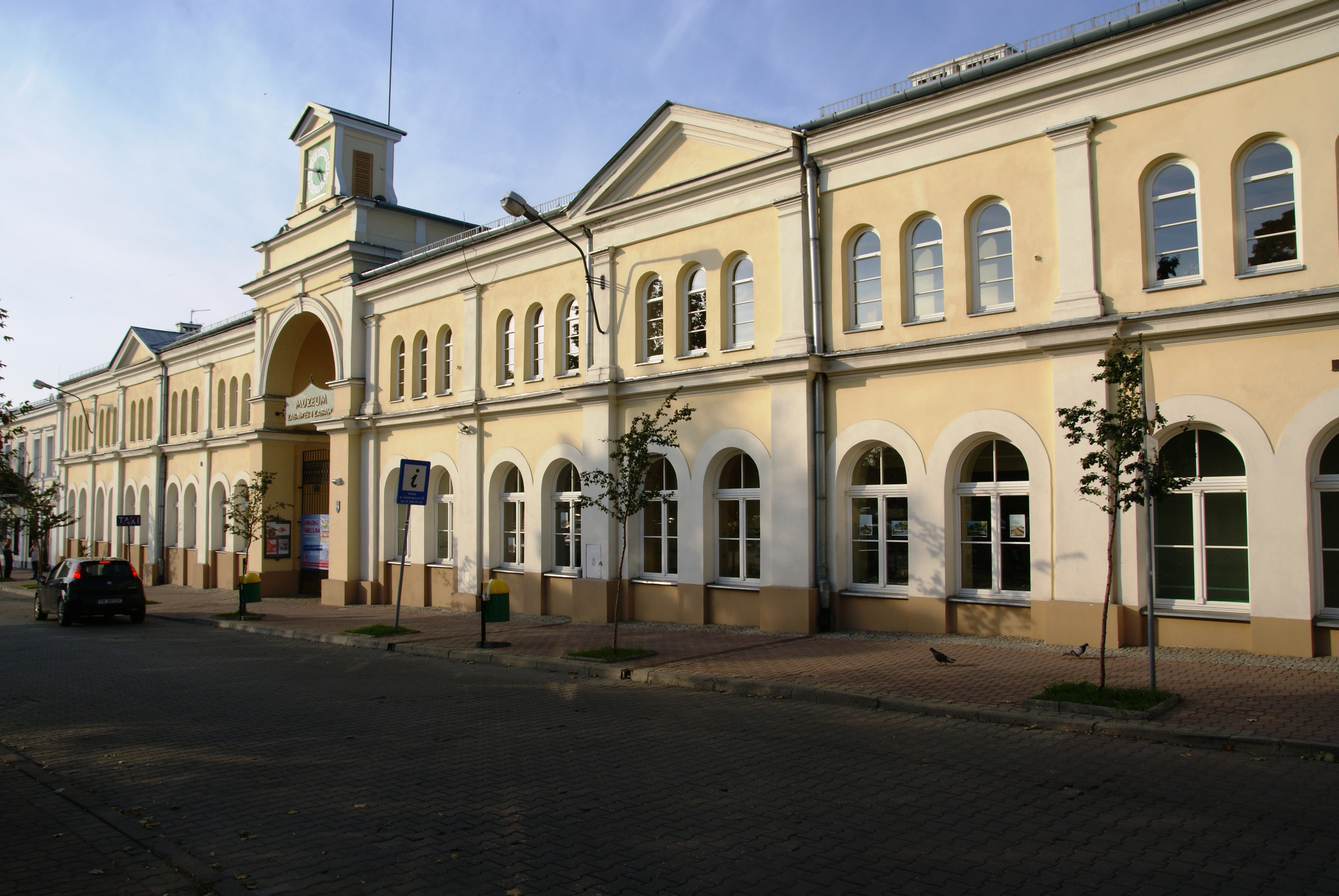
Museu de Brinquedos e Brincadeiras
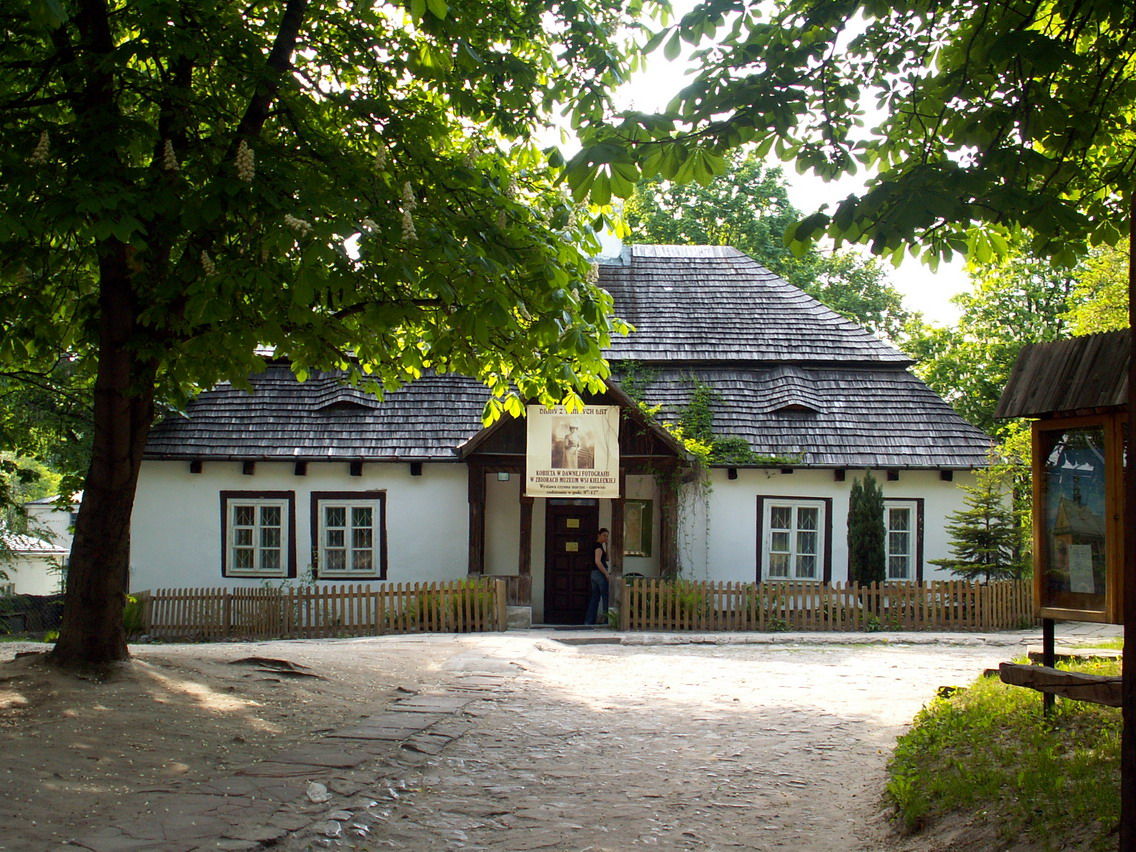
Mansão Laszczyccy — sede do Museu da Vila de Kielce
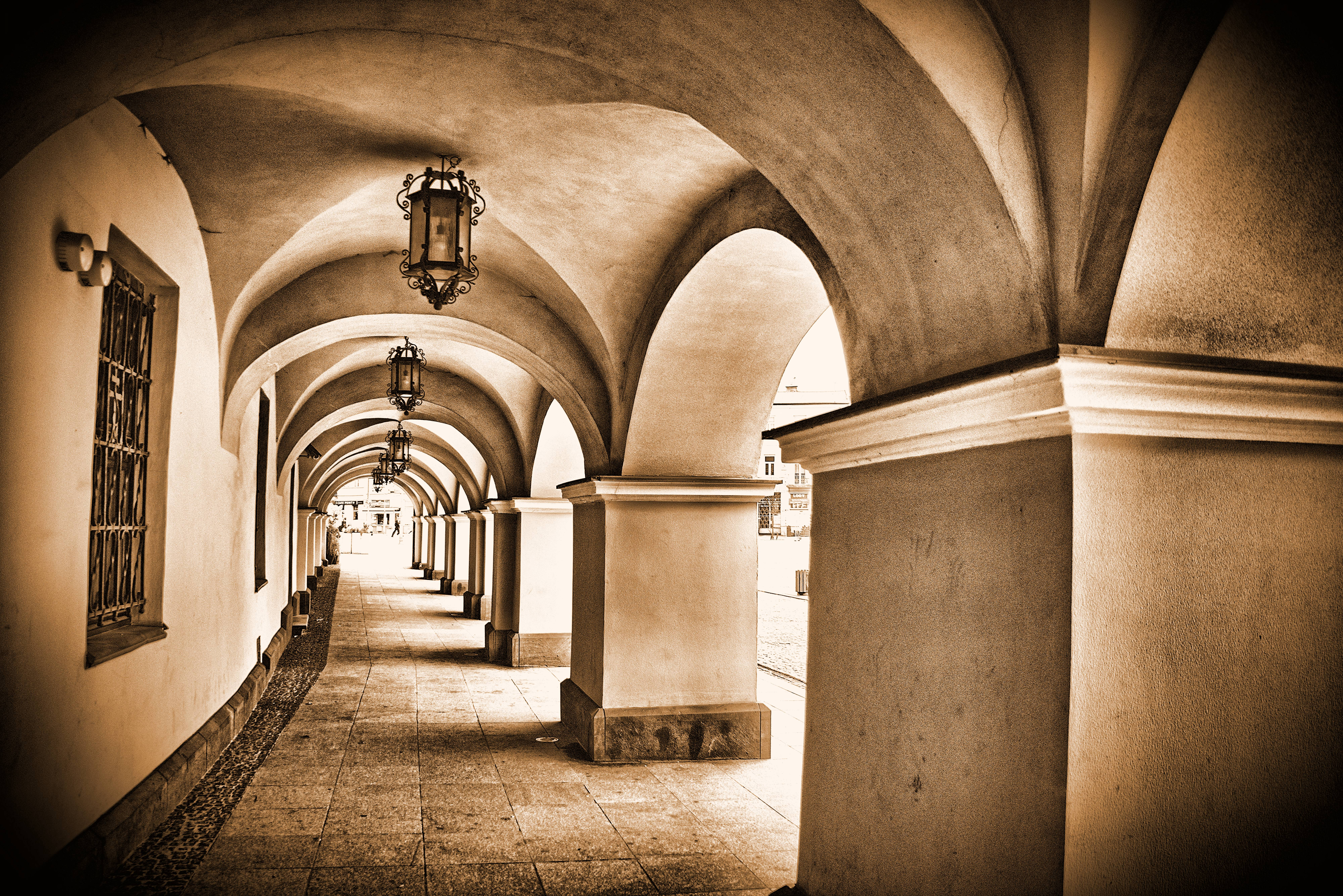
Museu do Diálogo das Culturas
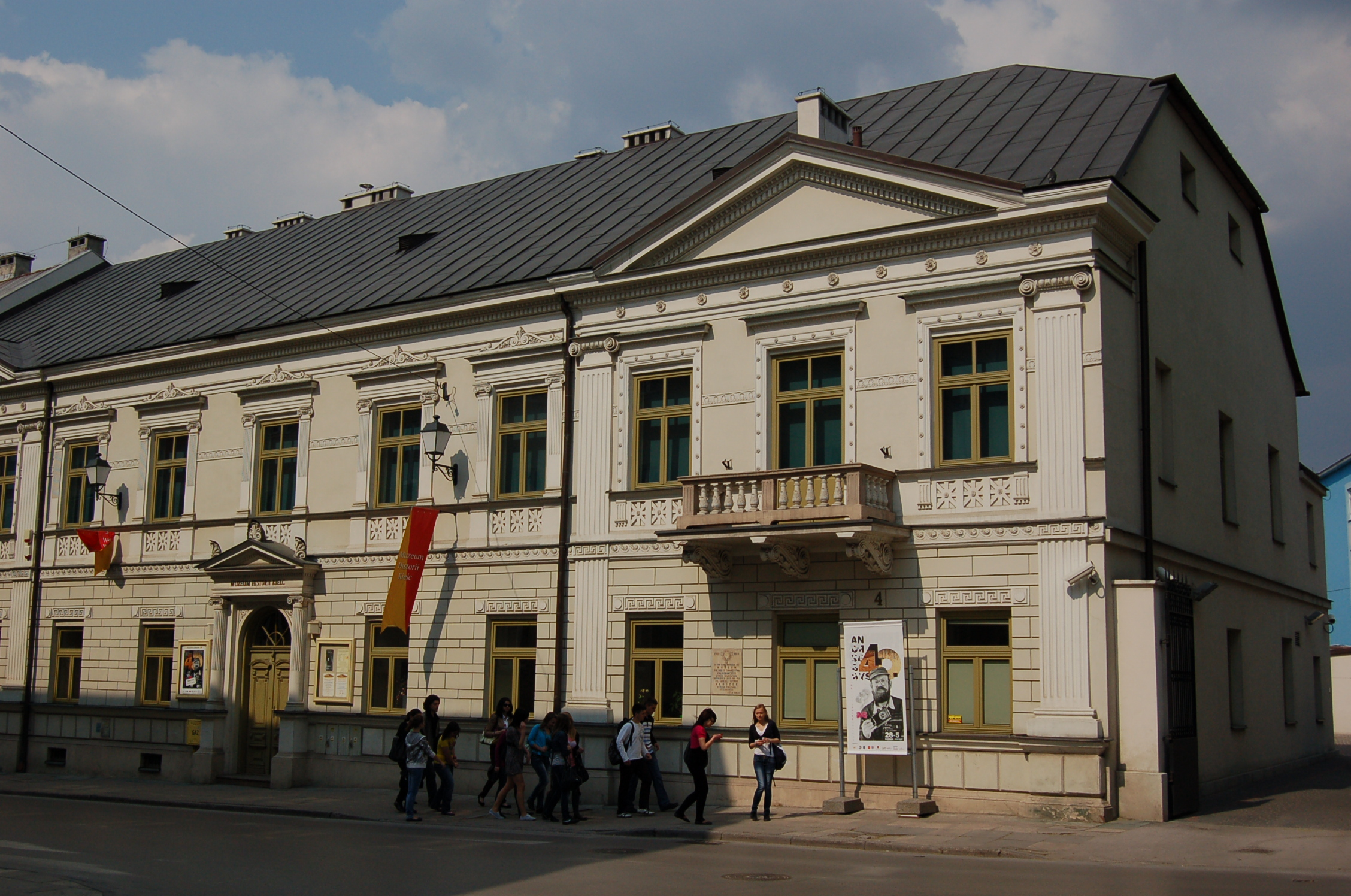
Museu de História de Kielce
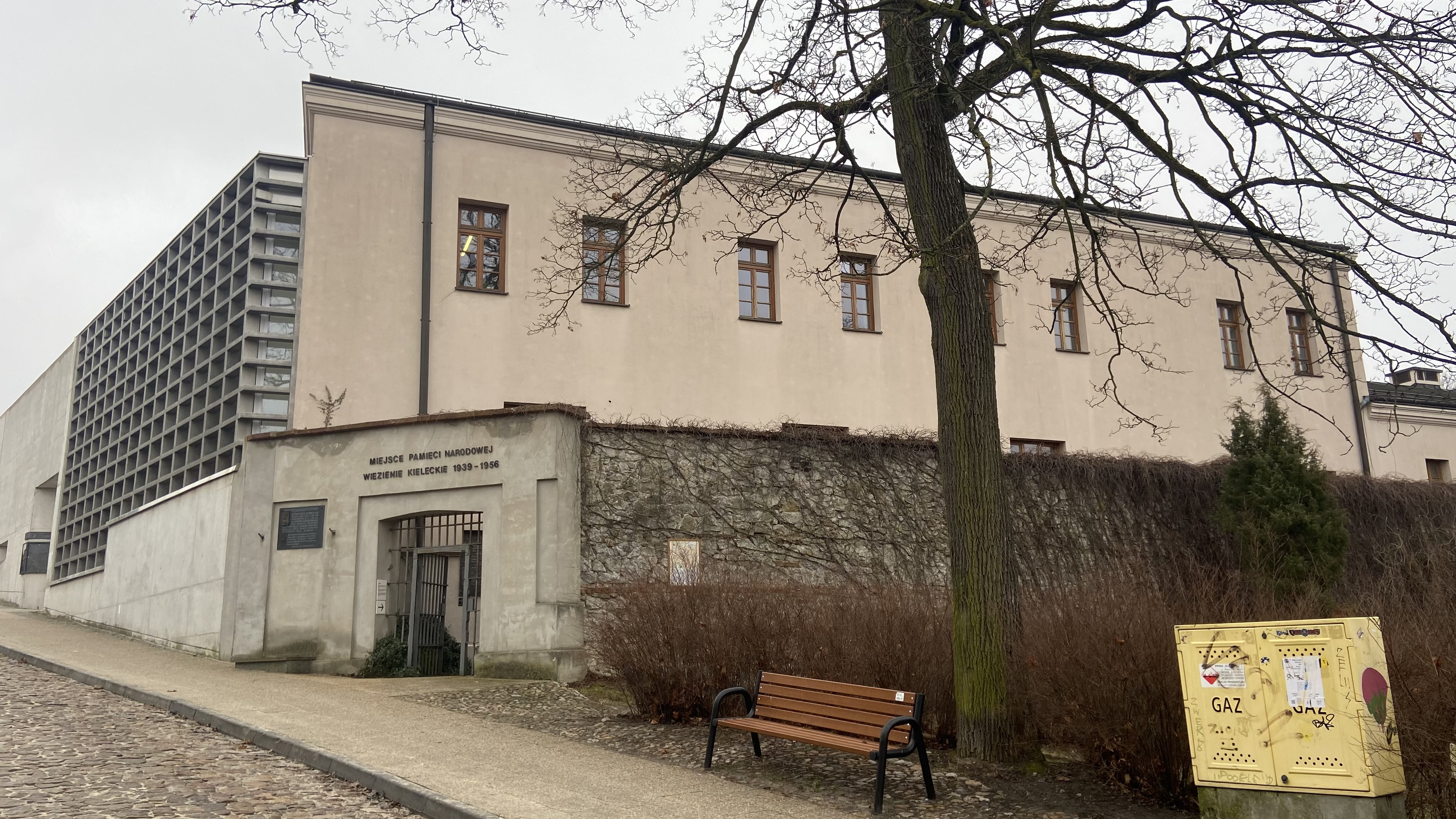
Centro de Pensamento Patriótico e Cívico visto da rua Zamkowa

- Museu Nacional de Kielce — localizado no Palácio do Bispo. Ele contém valiosas pinturas, móveis e tapeçarias dos séculos XVII e XVIII que dão aos interiores um caráter semelhante ao da antiga residência do magnata.
  - Museu dos Anos Escolares de Stefan Żeromski — localizado no prédio do antigo ginásio, onde Stefan Żeromski, Bolesław Prus, Józef Kenig, Adolf Dygasiński, Gustaw Herling-Grudziński, Wiesław Jażdżyński e Józef Ozga-Michalski receberam sua educação. O museu reúne várias exposições escolares da segunda metade do século XIX.
- Museu Geológico — a filial do Instituto Geológico Polonês de Santa Cruz. Abriga uma rica coleção de rochas e minerais característicos das montanhas Świętokrzyskie.
- Museu de Brinquedos e Brincadeiras — possui uma coleção de brinquedos históricos e contemporâneos de todo o mundo.
- Museu da Vila de Kielce — localizado na histórica Casa Senhorial Laszczyccy. Apresenta principalmente exposições temporárias. O parque etnográfico do próprio museu (museu a céu aberto) está localizado no vilarejo vizinho de Tokarnia.
- Museu da Memória Nacional — o prédio que abriga o museu foi usado como prisão de 1939 a 1956. Durante a guerra, abrigou um campo de trânsito para prisioneiros de guerra poloneses. Após a entrada do exército soviético, os poloneses que mais tarde foram enviados para as profundezas da União Soviética foram aprisionados aqui. Até 1956, o prédio era administrado pelo Escritório de Segurança.
- Tesouro da Catedral — localizado na sacristia da Basílica da Catedral. Abriga valiosas obras de arte sacra, incluindo manuscritos dos séculos XIV a XVI, vasos e vestimentas litúrgicas, incunábulos e gravuras antigas.
- Museu Diocesano — o recém-criado Museu da Diocese de Kielce, localizado na parte de trás do prédio da cúria, apresenta uma ampla coleção de objetos sagrados, incluindo valiosas pinturas e ostensórios.
- Museu de História de Kielce — está localizado em um prédio histórico na rua São Leonardo, bem no centro da cidade. Ele apresenta a história de Kielce ao longo dos séculos.
- Museu Laurens Hammond — uma coleção de órgãos Hammond, única na Europa.[102]
- Centro de Geoeducação — uma instalação de geoturismo — uma instalação educacional e de exposições que faz parte do Geopark Kielce. Localizado nos limites da reserva natural de Wietrznia, apresenta o passado geológico de Kielce, especialmente os tempos do período Devoniano, quando havia um mar quente na área da atual Kielce.
- Centro de Pensamento Patriótico e Cívico — museu e instalação educacional com sede em Kielce.[103]

### Meios de comunicação

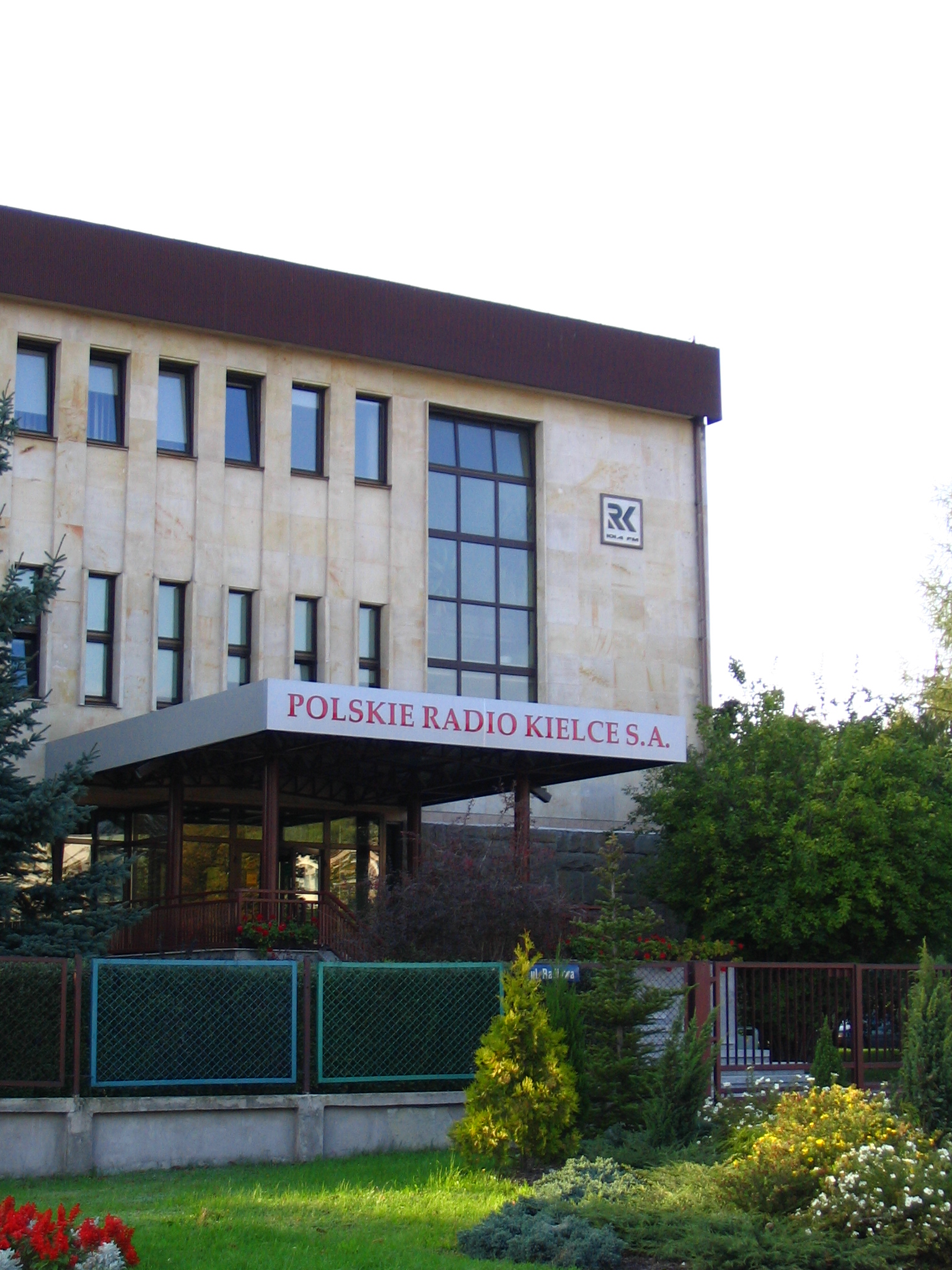
Sede da Rádio Kielce

A história dos meios de comunicação de Kielce remonta a 1870, quando a primeira edição da Gazeta Kielecka foi publicada em tempos difíceis, repletos de repressão czarista, duas vezes por semana, às quartas-feiras e aos sábados (versão digitalizada disponível na Biblioteca Pública Provincial). No mesmo ano, os editores do periódico Pamiętnik kielecki (O Diário de Kielce), com artigos sobre história e turismo, iniciaram suas atividades. Após a Segunda Guerra Mundial, foram publicados jornais: “Słowo Ludu” (a partir de 27 de setembro de 1949) e “Echo Dnia” (a partir de 1971).
A história da transmissão de rádio em Kielce remonta ao início da década de 1950. Foi então, em 2 de outubro de 1952, que a Rádio Kielce transmitiu seu primeiro programa por meio de uma rede de estações de rádio distribuídas pela cidade. A estação ganhou seu primeiro transmissor de rádio em 1957, na então sede da rádio na rua Świerczewskiego (hoje rua Jana Pawła II). O sinal era transmitido em uma frequência de 1484 kHz, e seu alcance era de cerca de 20 km ao redor da cidade. A primeira estação de rádio privada da cidade, a Rádio Fama, começou a transmitir em 17 de setembro de 1995. A primeira estação de TV privada da Polônia foi a Televisão a cabo de Kielce, criada em 1991. Seus jornalistas preparavam programas de notícias para, entre outros, a Polsat. O último diretor da TKK foi Władysław Burzawa.
Em 1 de janeiro de 2005, após muitos anos de esforços, foi lançada uma filial independente da televisão polonesa, a TVP3 Kielce, com sede no Centro Cultural de Kielce. Em 2020, foi assinado um contrato entre a TVP e o consórcio PBO Śląsk para a construção da filial Santa Cruz da TVP na rua Ściegiennego, 2. O edifício foi entregue ao redator em 8 de abril de 2024. Além disso, há a Nowa TV Kielce, disponível na rede de televisão a cabo Vectra, e a Internet Telewizja Kielce, fundada em 2007 por iniciativa das autoridades da cidade.
| imprensa local - diários - Echo Dnia - Gazeta Wyborcza – edição local - culturais - Dedal, Nasza Baba Jaga - Wici.Info - gratuitos - Kielce Plus - Teraz Kielce - Extra Kielce - Magazyn Impuls - Kielce24 | estações de rádio - Polskie Radio 24 (87,6 MHz) - Polskie Radio Kielce (90,4 MHz; 101,4 MHz) - Radio Fama (90,9 MHz) - Muzo.fm (92,9 MHz) - Radio Vox FM (95,5 MHz) - Radio Rekord Świętokrzyskie (100,8 MHz) - Radio eM Kielce (107,9 MHz) - Radio Eska2 (104,6 MHz) - Radio Eska Kielce (103,3 MHz) - Meloradio (103,9 MHz) - RMF Maxx Kielce (98 MHz; 106,5 MHz) - Twoje Radio Kielce (1485 kHz AM) | estações de TV locais - TVP3 Kielce - Internetowa Telewizja Kielce - Telewizja Świętokrzyska mídia histórica - Gazeta Kielecka - Pamiętnik kielecki - Przegląd Lokalny Famka - Telegraf24 - Słowo Ludu - Radio Tak FM - Radio SuperNova - Radio Wawa - Radio Planeta Kielce 103,9 MHz - Radio Zet Gold Kielce 103,9 MHz - Radio Plus Kielce 107,9 MHz - Radio PiN Kielce 92,9 MH - “Metro” - Nowa TV Kielce |

## Política

### Autoridades municipais
Em 27 de abril de 2024, após o segundo turno, Agata Wojda foi eleita presidente da cidade.
O Conselho Municipal de Kielce tem 25 conselheiros eleitos a cada 5 anos (até 2018, a cada 4 anos). Eles são eleitos em 5 distritos eleitorais, dos quais são eleitos 5 conselheiros, cada um:
- Distrito 1 (centro da cidade);
- Distrito 2 (noroeste);
- Distrito 3 (norte);
- Distrito 4 (leste);
- Distrito 5 (sudoeste).

Há 8 comissões ligadas ao Conselho da Cidade e ao Conselho da Juventude da Cidade de Kielce, criado em 2016.

### Distritos eleitorais para as eleições ao parlamento polonês e ao Parlamento Europeu
Os residentes da cidade elegem deputados do distrito eleitoral n.º 33 (abrangendo toda a voivodia de Santa Cruz) e um senador do distrito eleitoral n.º 83 (incluindo o condado de Kielce). Além disso, Kielce é a sede da Comissão Eleitoral Distrital, sob a qual se enquadram os distritos n.º 81 e n.º 82 nas eleições para o senado.
Os membros do Parlamento Europeu são eleitos pelos habitantes de Kielce do distrito eleitoral n.º 10, que abrange as voivodias de Santa Cruz e Pequena Polônia.

### Referendo de 2016
Graças à iniciativa do “Comitê de Referendo de Kielce”, em 12 de junho de 2016, foi organizado um “Referendo sobre a destituição do prefeito de Kielce, Wojciech Lubawski”. Ele foi organizado por Arkadiusz Stawicki, apresentando, entre outras coisas, uma lista de mais de 150 alegações contra as ações do então prefeito. Lubawski, discordando delas, recorreu ao tribunal, que, no entanto, concordou com Stawicki.
O comparecimento foi de cerca de 20%, enquanto 25%, ou 39.371 pessoas, eram necessários para o referendo ser obrigatório. Apesar da invalidade do referendo, o apoio a Wojciech Lubawski caiu em cerca de 10–15% desde então, permanecendo em 30–35% nas pesquisas. Isso também foi confirmado pelos resultados das eleições locais de 2018, nas quais ele perdeu a batalha por um quinto mandato para Bogdan Venta.

### Distinções
Em 2015, Kielce recebeu o distintivo de honra por serviços prestados ao desenvolvimento da economia polonesa.

## Esportes

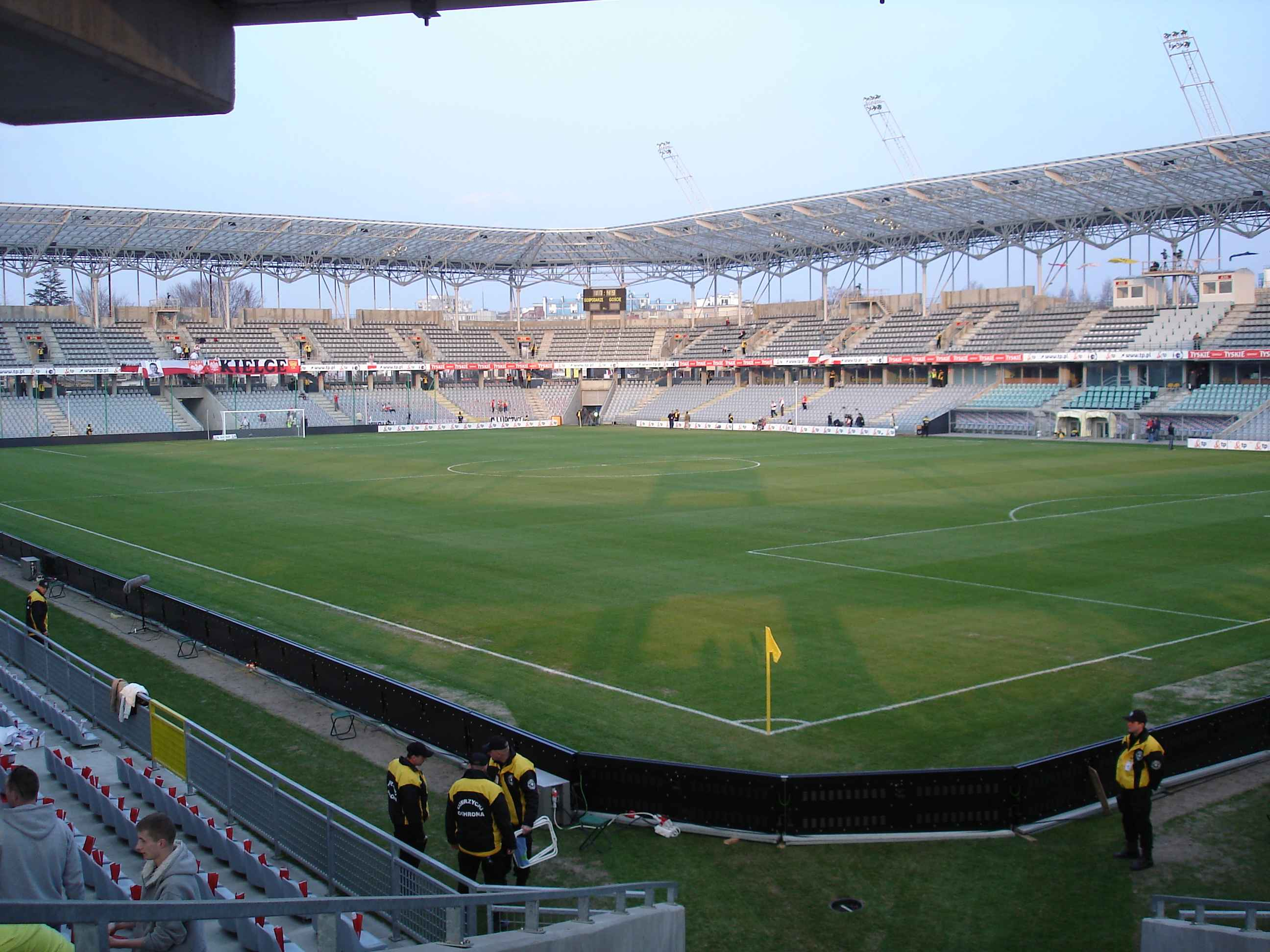
Estádio Municipal de Kielce

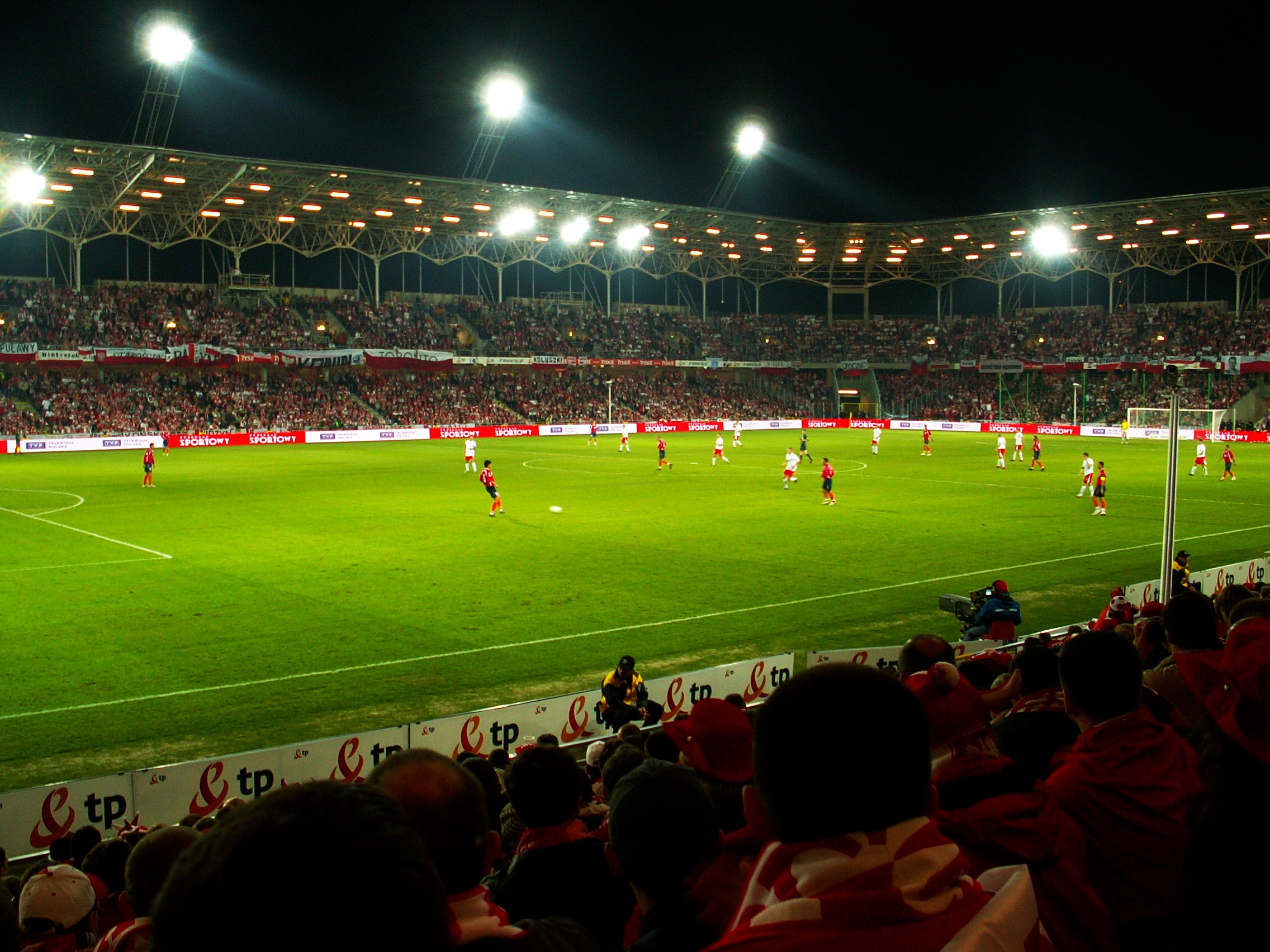
Polônia x Armênia, partida eliminatória do Campeonato Europeu de 2008

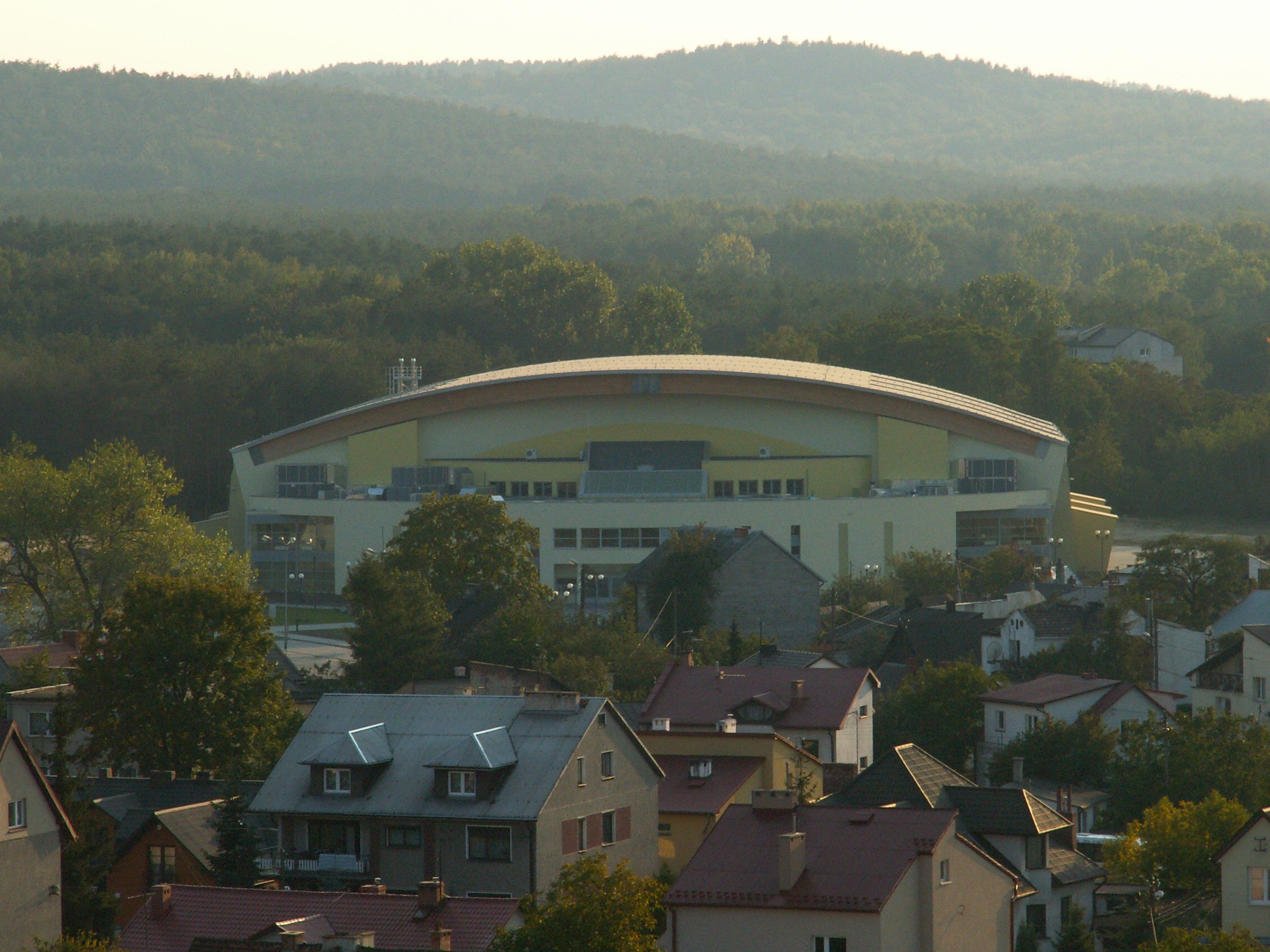
Ginásio de esportes da Legião

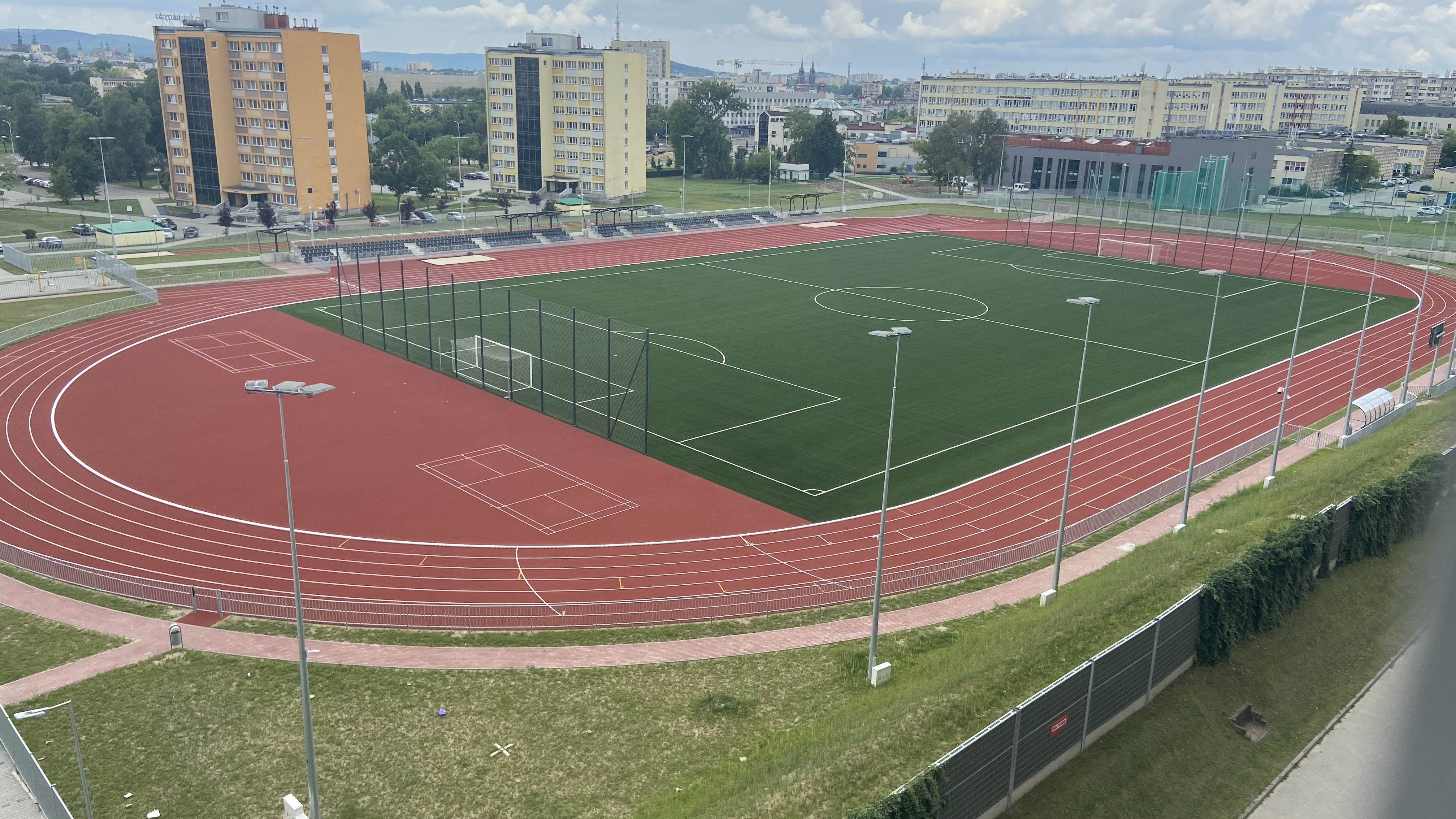
Complexo esportivo da Universidade de Tecnologia de Santa Cruz inaugurado em 2021

### Clubes esportivos
Há 89 clubes e associações esportivas registrados na cidade. Os clubes esportivos mais conhecidos de Kielce são:
- Błękitni Kielce — clube esportivo extinto do qual se originaram muitos medalhistas do campeonato polonês de boxe;
- Budowlani Kielce — clube esportivo extinto do qual muitos medalhistas do campeonato polonês vieram da seção de atletismo;
- Esporte Clube “Tęcza — Społem” em Kielce – o mais antigo clube esportivo com várias seções, com muitos medalhistas, vice-campeões e campeões da Polônia, da Europa e do mundo;
- UMKS Kielce — time de basquete, promovido à primeira liga na temporada 2011/2012;
- Buskowianka Kielce — extinto time de vôlei masculino, formado sob licença e depois que o Fart Kielce se retirou da competição na temporada 2012/2013, que foi promovido à PlusLiga na temporada 2009/2010;
- Kielecki Klub Karate Kyokushin — um dos maiores clubes de karatê kyokushin da Polônia;
- Korona Kielce — time de futebol, o time masculino foi promovido à Ekstraklasa nas temporadas 2004/2005, 2008/2009 e 2021/2022, finalista da Copa da Polônia na temporada 2006/2007;
- Korona-Swim Kielce — clube municipal de natação para alunos;[117]
- Fortis Billiard Kielce (anteriormente Nosan Kielce) — equipe de bilhar, várias vezes medalhista nos campeonatos poloneses por equipes.[118][119]
- Industria Kielce — time de handebol, 20 vezes campeão polonês,[120] 18 vezes vencedor da Copa da Polônia[120] e participante múltiplo da Liga dos Campeões (3.º lugar nas temporadas 2012/2013 e 2014/2015, 2.º lugar nas temporadas 2021/2022[121] e 2022/2023,[122] 1.º lugar na temporada 2015/2016);
- Korona Handball – time de handebol feminino;
- Towarzystwo Sportowe Akwedukt Kielce – clube de triatlo, com muitos medalhistas do campeonato polonês e representantes em competições internacionais;
- Stella Kielce – clube de tiro com arco que obteve muitos sucessos em campeonatos poloneses e tem jogadores na equipe nacional.[123]
- Czarnovia Kielce – clube de futebol retirado da competição de Classe B durante a temporada 2023/2024;
- Orlęta Kielce – clube de futebol que joga na temporada 2024/2025 na IV Liga, grupo Santa Cruz;[124][125]
- Polonia Białogon – clube de futebol com sede em Białogon, Kielce, que joga na temporada 2024/2025 na Classe A, grupo Kielce I;[126]
- Jokers Kielce – clube de futebol americano;
- UMKS Żak Kielce – clube de judô que tem muitos medalhistas de campeonatos poloneses júnior e sênior. Em 2015, ganhou o vice-campeonato da equipe sênior polonesa.
- Clube Alpino Świętokrzyski – clube de escalada esportiva e de alta montanha.[127]

Além disso, a Universidade Jan Kochanowski e a Universidade de Tecnologia de Kielce também têm seções esportivas.

### Instalações esportivas
Uma ampla variedade de instalações esportivas está disponível para os residentes, que incluem:
- Estádio Municipal de Kielce, na rua Ściegiennego, com capacidade para 15 700 lugares, com um complexo de campos de treinamento;
- Estádio do Korona Kielce, na rua Szczepaniak, com capacidade para 5 000 lugares;
- Ginásio Legion com um auditório com capacidade para 4 200 lugares;
- Salão na rua Krakowska;
- Salão de esportes e entretenimento na rua Żytnia;
- Salas de esportes, entre outras, na I LO,[128] VI LO[129] e X LO;[130]
- Estádio de atletismo na rua Boczna, 15;
- Estádio interescolar na rua Prosta;[131]
- Complexo esportivo na Faculdade Politécnica de Santa Cruz;[132]
- Complexo de campos esportivos e salão de esportes na rua Warszawska
- Cinco piscinas internas e um complexo de piscinas externas na rua Szczecińska.[133]
- Pista de esqui Telegraf.[134]
- Pista de esqui em Pierścienica.[135]

Além disso, em Miedziana Góra, a 12 km do centro da cidade, há o autódromo de Kielce, que é uma das duas instalações desse tipo na Polônia.

## Comunidades religiosas

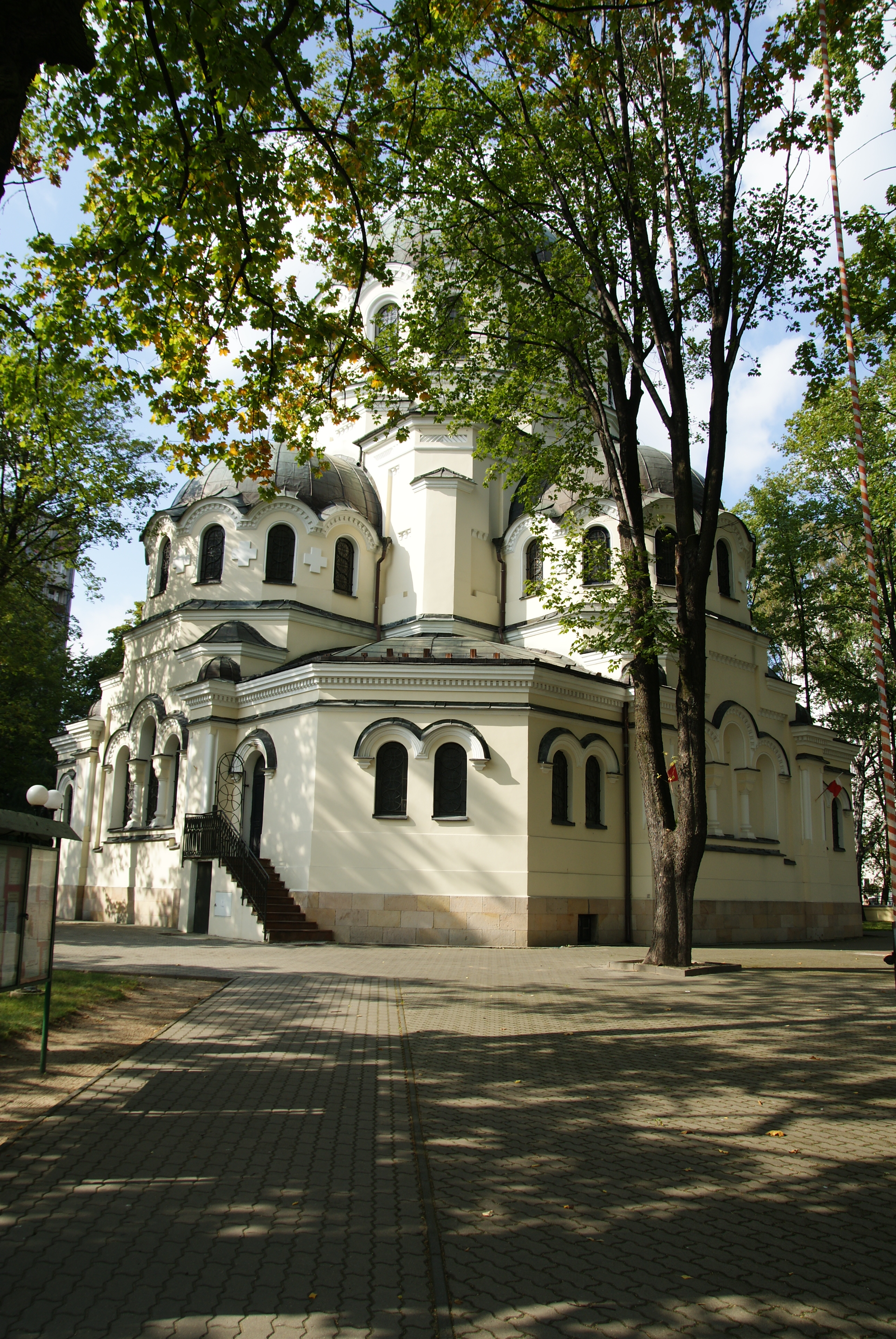
Igreja da Virgem Maria, Rainha da Polônia (igreja da guarnição), antiga igreja ortodoxa (1902–1904)

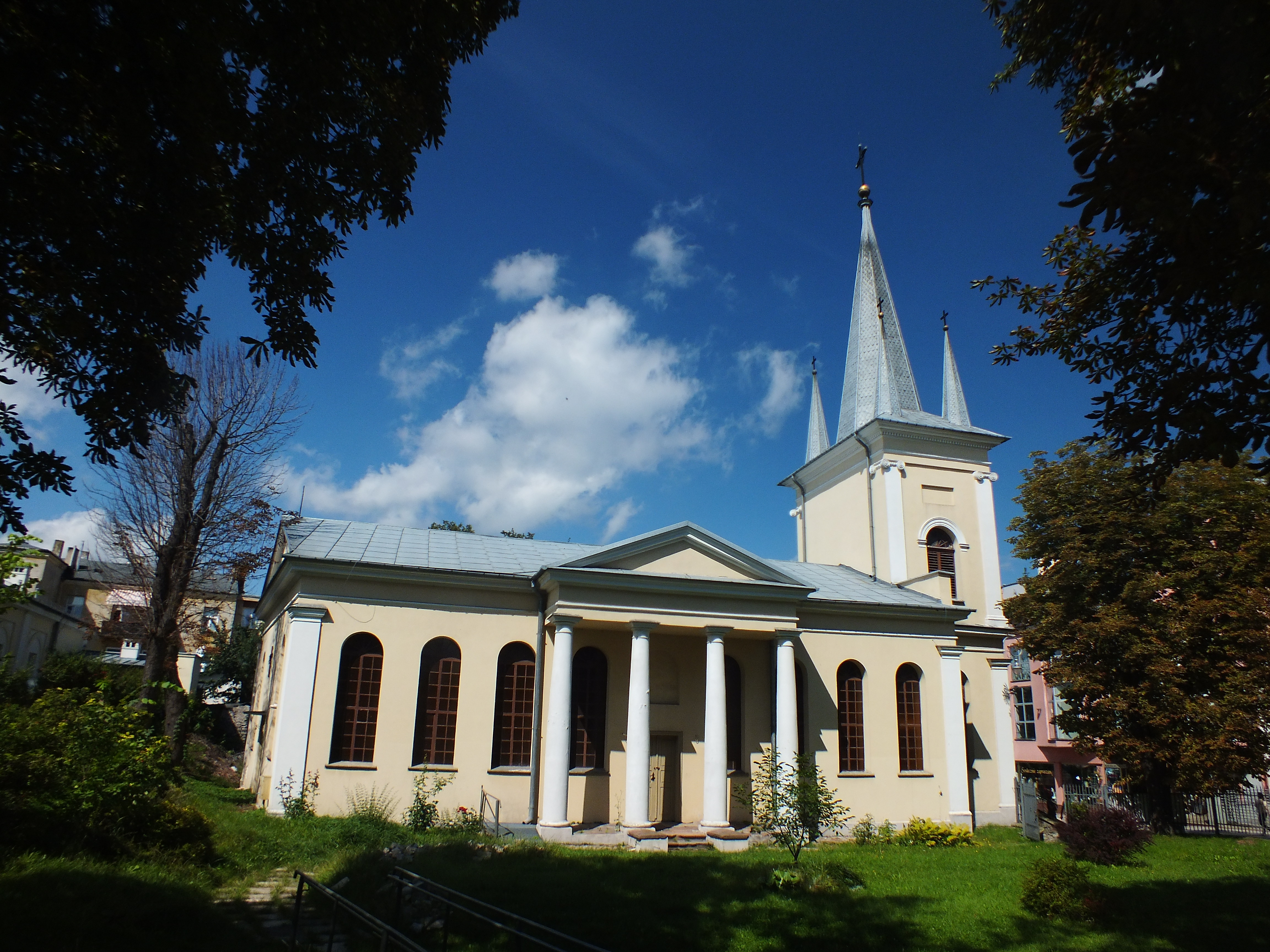
Igreja Evangélica Augsburgo da Santíssima Trindade

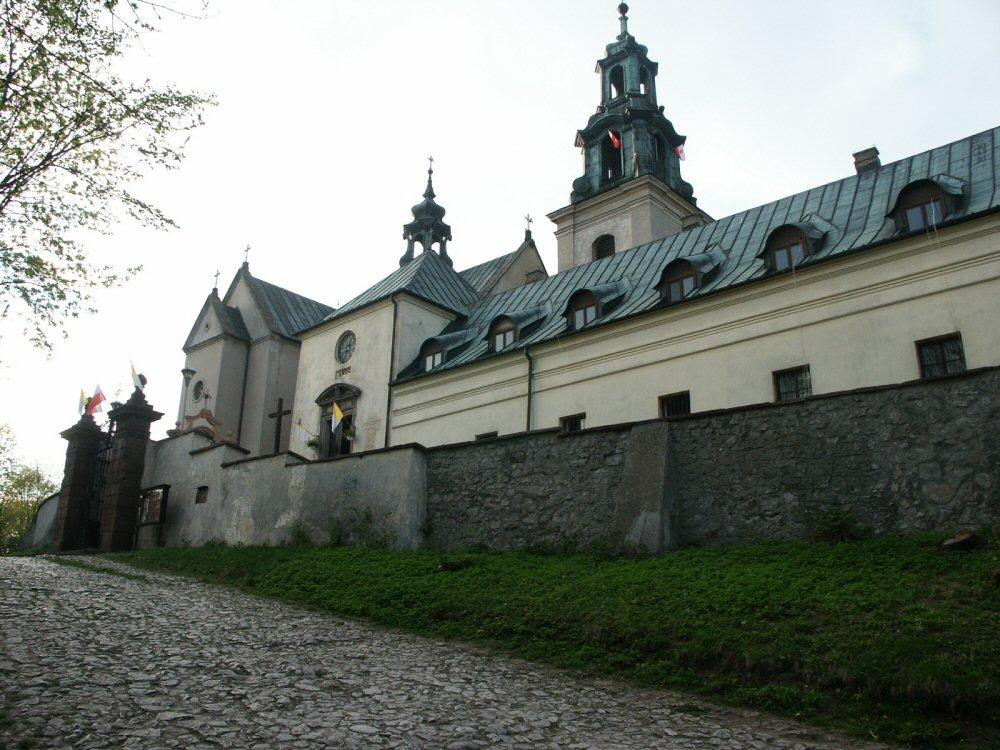
Igreja de São Carlos Borromeu e Mosteiro de Palotina em Karczówka

As seguintes igrejas e associações religiosas estão ativas na cidade:
| Igrejas católicas - Igreja Católica na Polônia: - Paróquia da Assunção da Bem-Aventurada Virgem Maria - Paróquia da Santíssima Virgem Maria, Rainha da Polônia - Paróquia de São Francisco de Assis - Paróquia de São Maximiliano Maria Kolbe - Paróquia de São Paulo Apóstolo - Paróquia da Santa Cruz - Paróquia da Transfiguração - Paróquia de Santa Teresa do Menino Jesus - Paróquia de São José Operário - Paróquia de Santo Estanislau, o Bispo Mártir - Paróquia de Cristo Rei - Paróquia do Espírito Santo - Paróquia de São João Batista - Paróquia de Santa Edviges, a Rainha - Paróquia de Nossa Senhora de Czestochowa - Paróquia da Bem-Aventurada Virgem Maria, Mãe da Igreja - Paróquia de Santo Adalberto - Paróquia do Beato Jorge Matulewicz - Paróquia da Divina Misericórdia - Fraternidade Sacerdotal de São Pio X — missão em Kielce - Igreja Católica Grega: - Posto pastoral em Kielce - Igreja Católica Polonesa: - Paróquia dos Santos Apóstolos Pedro e Paulo Igrejas ortodoxas - Igreja Ortodoxa Polonesa: - Paróquia de São Nicolau |  | Igrejas Protestantes - Comunidade cristã evangélica: - Igreja em Kielce - Igreja Adventista do Sétimo Dia na Polônia: - Igreja em Kielce - Igreja de Deus na Polônia: - Igreja de Deus em Kielce - Igreja Batista na Polônia: - Igreja em Kielce - Igreja Evangélica Cristã da Fé na Polônia: - Igreja em Kielce - Igreja Cristã “Wieczernik” - Igreja da Glória: - Igreja da Glória em Kielce - Igreja Evangélica de Augsburgo: - Filial em Kielce da paróquia Evangélica-Augsburgo em Radom - Igreja Evangélica-Metodista: - Paróquia “Jardim das Oliveiras” - Igreja Cristã Evangélica na Polônia: - Igreja em Kielce - Assembleias Messiânicas de Deus (Sétimo Dia): - Ponto de missão em Kielce subordinado à igreja em Zywiec - Igreja “Convênio” Testemunhas de Jeová - Cinco igrejas (incluindo grupos de língua de sinais e um de língua russa) com o Salão do Reino em Bialogon Neopaganismo eslavo - Associação “Gontyna” Budismo - Associação Budista do Caminho do Diamante da linhagem Karma Kagyu: - Centro de Kielce Islamismo - União Religiosa Muçulmana na Polônia: - Sala de oração da União Religiosa Muçulmana em Kielce |  |

## Kielce como guarnição militar
Kielce também é uma guarnição militar com uma longa tradição, onde muitas unidades do exército estiveram estacionadas. Ela abrange a cidade de Kielce e os condados de Kielce, Buski, Jedrzejowski, Kazimierski, Pińczowski, Skarżyski, Starachowicki, Włoszczowski e Konecki.